# Zawodzie (Katowice)
Zawodzie – część oraz dzielnica Katowic, położona w środkowo-wschodniej części miasta, pomiędzy Bogucicami, Dąbrówką Małą, Janowem-Nikiszowcem, Osiedlem Paderewskiego-Muchowcem i Śródmieściem, nad rzeką Rawą. Dzielnica ma charakter wielofunkcyjny, z silnie rozwiniętym sektorem przemysłowym (działały tutaj takie zakłady, jak Fabryka Żarówek „Helios” czy Porcelana Śląska), w tym z bogatą tradycją hutniczą (huty „Kunegunda” i „Ferrum”). Z uwagi na obecność w dzielnicy Uniwersytetu Ekonomicznego w Katowicach ma także dobrze rozwinięty sektor szkolnictwa wyższego.
Historia miejscowości sięga końca XVII wieku. Zawodzie powstało jako kolonia Bogucic po drugiej stronie Rawy – „za wodą”, co jest wskazywane jako pochodzenie nazwy dzielnicy. Początkowo osada rolnicza, od XIX wieku przekształciła się w ośrodek przemysłowy. Główną osią rozwoju Zawodzia stała się obecna ulica 1 Maja, przy której powstało szereg kamienic czynszowych, zakładów przemysłowych i gmachów publicznych, jak m.in. ratusz gminy Bogucice czy kościół Opatrzności Bożej. Zawodzie przynależało do gminy Bogucice, którą w 1924 roku włączono do Katowic. W latach 70. XX wieku na terenie dzielnicy powstało osiedle Walentego Roździeńskiego, przebudowano także znaczną część dzielnicy, w ramach czego powstał w rejonie Zawodzia duży węzeł drogowy.
Przez Zawodzie przebiega kilka dróg o randze krajowej: DK 79 (al. W. Roździeńskiego i ul. Bagienna) oraz DK 86 (ul. Murckowska i al. W. Roździeńskiego od węzła Bagienna), a także linie kolejowe: 1 i 138, na której znajduje się stacja Katowice Zawodzie. Powierzchnia dzielnicy wynosi 4,00 km², a pod koniec 2020 roku w Zawodziu mieszkało 10835 osób.

## Geografia

### Położenie
Zawodzie jest jedną z 22 dzielnic Katowic, będącą jednostką pomocniczą gminy nr 3, znajdującą się w grupie dzielnic wschodnich. Dzielnica ta położona jest w środkowo-wschodniej części miasta i graniczy od północy z Bogucicami i Dąbrówką Małą, od wschodu z Szopienicami-Burowcem, od południa z Janowem-Nikiszowcem, zaś od zachodu z Osiedlem Paderewskiego-Muchowcem. Granice dzielnicy przebiegają następująco:
- od północy – wzdłuż alei W. Roździeńskiego od skrzyżowania z ulicą J. Dudy-Gracza do zjazdu pomiędzy budynkami nr 188 i 190,
- od wschodu – przez tereny przemysłowo-usługowe; na południe od nich granica okala Oczyszczalnię Ścieków Gigablok od zachodu i biegnie korytem Rawy na wschód; dalej przed przecięciem z ulicą Obrońców Westerplatte granica biegnie na południe do ulicy Transportowców,
- od południa – granica biegnie pomiędzy terenami zabudowanymi a terenami dawnej kolonii Amandy i dalej okala katowicki Centralny Cmentarz Komunalny od wschodu i południa,
- od zachodu – granica biegnie na północ wzdłuż ulicy Murckowskiej do torów kolejowych, po czym zmienia swój kierunek na zachodni, biegnąc równolegle do nich, zaś na wysokości ulicy Granicznej granica kieruje się na północ, przecina ulicę Warszawską i biegnie na zachód od ulicy J. Dudy-Gracza do trójstyku granic z Bogucicami i Śródmieściem w rejonie skrzyżowania z aleją W. Roździeńskiego.

Historyczne granice Zawodzia przebiegają przez tereny dwóch katowickich dzielnic: Osiedla Paderewskiego-Muchowca i Zawodzia. Od zachodu Zawodzie historycznie zamyka ulica Graniczna, od północy Rawa, od wschodu granica biegnie w rejonie zajezdni tramwajowej, zaś od południa granica biegnie przez tereny osiedla I.J. Paderewskiego i Dolinę Trzech Stawów, przecina ulicę Murckowską, dalej biegnie za cmentarzem komunalnym i w pobliżu kolonii Amandy. Pod względem krain historycznym dzielnica ta znajduje się we wschodniej części Górnego Śląska.
Według podziału fizycznogeograficznego Jerzego Kondrackiego obszar Zawodzia położony jest w mezoregionie Wyżyna Katowicka (341.13), stanowiącym południową część makroregionu Wyżyna Śląska. Sama zaś Wyżyna Śląska jest fragmentem podprowincji Wyżyna Śląsko-Krakowska.

### Geologia
Tereny Zawodzia położone są w niecce górnośląskiej, a obszar ten ma budowę zrębową. Na przełomie dewonu i karbonu zostało zaburzone paleozoiczne podłoże Wyżyny Śląskiej poprzez utworzenie zapadliska, które w okresie karbonu zostało wypełnione przez zlepieńce, piaskowce i łupki ilaste zawierające pokłady węgla kamiennego. Utwory z tego okresu budują podłoże dzielnicy, a południkowo na wysokości ulicy Murckowskiej przebiega uskok. Wierzchnie utwory pochodzące z okresu karbonu pokrywają rozległą część dzielnicy, położoną na południe od torów kolejowych. Występują tam wychodnie warstw orzeskich (westfal B). Tworzą je potężne serie przeważnie łupków z wkładkami piaskowców, syderytów i węgla kamiennego, a miąższość tej serii przekracza 900 m.
W okresie trzeciorzędu utworzyły się główne rysy rzeźby terenu Zawodzia. Wówczas to dochodziło intensywnych procesów wietrzenia chemicznego i denudacji. W czwartorzędzie obszar dzielnicy został prawdopodobnie pokryty przez lądolód skandynawski dwukrotnie: podczas najstarszego zlodowacenia Sanu (krakowskiego) oraz w okresie zlodowacenia Odry (środkowopolskiego). Osady po pierwszym zlodowaceniu zostały w większości usunięte w okresie interglacjału, zaś lądolód zlodowacenia Odry pozostawił po sobie gliny zwałowe występujące wzdłuż obniżeń dolinnych.
W Zawodziu obszar zbudowany na glinach zwałowych ciągnie się wzdłuż doliny Potoku Leśnego na południe od torów kolejowych, zaś zurbanizowaną część dzielnicy, położoną wzdłuż ulicy 1 Maja, w rejonie Drajoka i na obszarze Bulwarów Rawy, budują plejstoceńskie piaski i żwiry glacjalne i fluwioglacjalne. Dodatkowo tereny przemysłowo-handlowe na granicy Zawodzia z Bogucic powierzchniowo budują eluwia piaszczyste i pylaste gliny zwałowej na piaskach warstwowych.
W trwającym współcześnie holocenie następują zjawiska niszczenia i wyprzątania pokryw osadów plejstoceńskich, zaś w dolinach rzecznych wytworzyła się niska terasa uformowana w kilku stopniach. Dolinę Potoku Leśnego oraz Rawy w jej bezpośrednim sąsiedztwie budują holoceńskie osady rzeczne.

### Rzeźba terenu
Zawodzie położone jest na Wyżynie Śląskiej, na Płaskowyżu Bytomsko-Katowickim, będącym częścią mezoregionu Wyżyna Katowicka (341.13), Rzeźba terenu dzielnicy jest zróżnicowana. Zurbanizowaną część dzielnicy stanowią dna dolin rzecznych z terasami plejstoceńskimi, obszar wzdłuż ulicy Murckowskiej w jej południowym przebiegu to wysoczyzny płaskie gliniaste, zaś pozostały obszar, obejmujący tereny przemysłowe i leśne na południe od torów kolejowych tworzą pagórkowate wysoczyzny.
Na współczesną rzeźbę tereny Zawodzia główny wpływ miało zlodowacenie południowopolskie (Sanu) oraz maksymalny stadiał zlodowacenia środkowopolskiego (Odry), zaś w ostatnim okresie zasadniczy wpływ wywarła także morfogenetyczna działalność człowieka związana z osadnictwem oraz górnictwem. Doprowadziło to do zniszczenia naturalnego podłoża oraz do tworzenia nowych form degradacji rzeźby. Prawie cały obszar dzielnicy stanowi także antropogeniczną powierzchnię zrównań.
Pod względem jednostek morfologicznych Zawodzie położone jest w przeważającej części na dwóch obszarach. Zurbanizowana część dzielnicy położona jest w Obniżeniu Rawy. Jest ona formą dolinną głęboko wciętą w utwory karbońskie. Wyższa część terasy stanowi powierzchnię erozyjno-denudacyjną powstałą po zlodowaceniu środkowopolskim. Płaskowyż Murcek obejmuje zaś południową część dzielnicy i płaskowyż ten w kierunku centrum miasta tworzy kilka wyraźnych grzęd. Tutaj też znajduje się najwyżej położony punkt dzielnicy. Znajduje się on na granicy Zawodzia i Janowa-Nikiszowca, na zboczu Mrówczej Górki. Jego wysokość wynosi około 290 m n.p.m. Najniższym zaś punkt tworzy rozległy obszar we wschodniej części dzielnicy, w Obniżeniu Rawy, którego wysokość wynosi mniej niż 260 m n.p.m. Różnica wysokości pomiędzy skrajnymi punktami dzielnicy wynosi około 30 metrów.

### Gleby
Gleby na terenie Zawodzia na ogół wykształciły się na podłożu piasków słabogliniastych, zaś w dolinach rzecznych występuje często podłoże organiczne. Działalność człowieka spowodowała zmiany właściwości gleb, a długotrwały rozwój urbanistyczny doprowadził do wytworzenia w dzielnicy gleb antropogenicznych. Część gruntów podlega skutkom eksploatacji górniczej, a także jest skażona metalami ciężkimi. Obszar ciągnący się wzdłuż doliny Potoku Leśnego pokryty jest glebami płowymi wytworzonymi z glin zwałowych oraz piasków naglinowych i naiłowych. Swoimi właściwościami są one podobne do gleb brunatnych, a i ich odczyn jest przeważnie kwaśny bądź zbliżony do obojętnego. We wschodniej części dzielnicy dominują zaś gleby antropogeniczne wytworzone z piaskowców. W glebach tych działalność człowieka jest głównym czynnikiem glebotwórczym.

### Wody powierzchniowe i podziemne

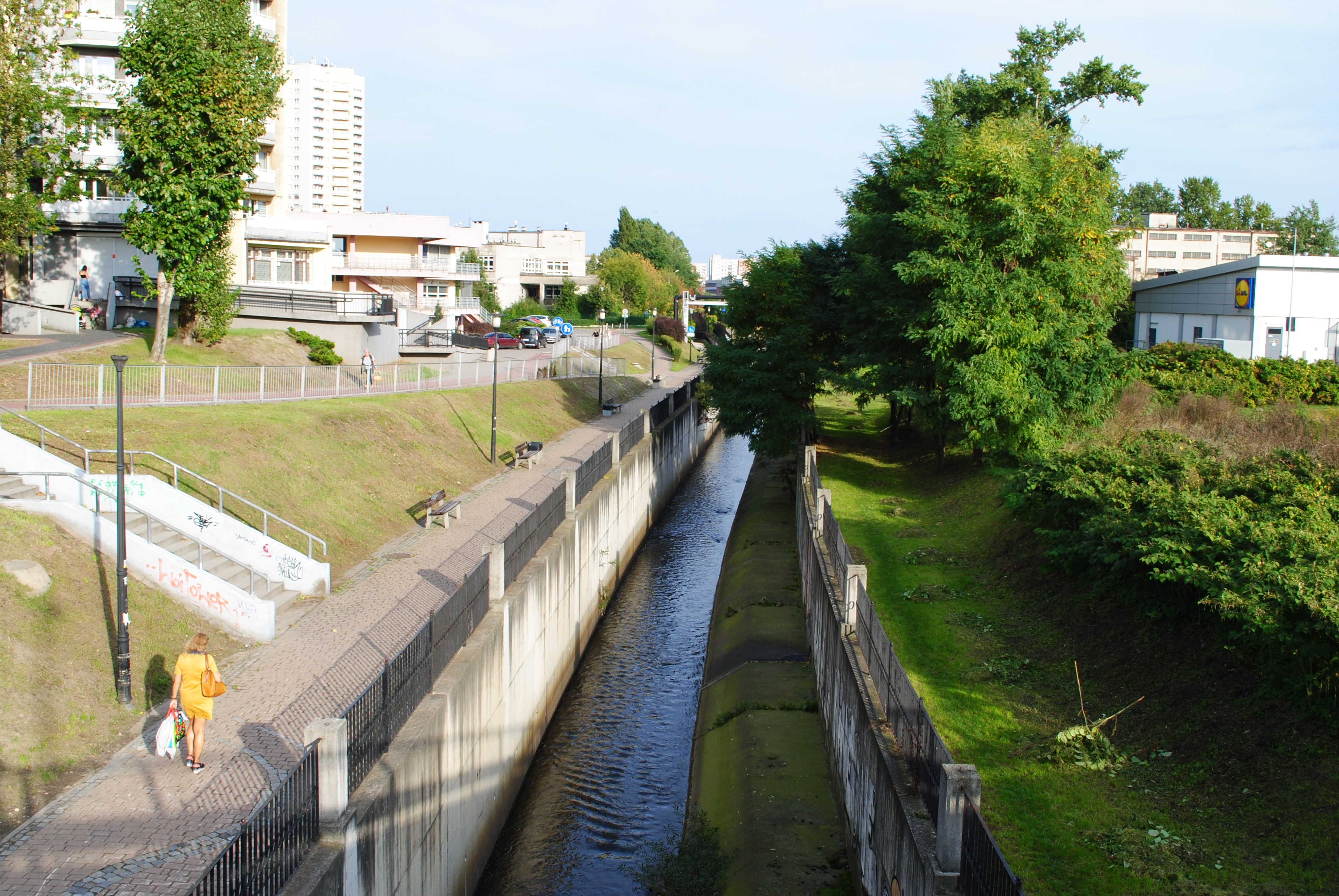
Rawa na wysokości ulicy J. Dudy-Gracza; widok w kierunku wschodnim

Obszar Zawodzia położony jest w dorzeczu Wisły, w zlewni dwóch rzek: Potoku Leśnego i Rawy. Zlewnia Rawy pokrywa zachodnią, północną i wschodnią część Zawodzia, zaś zlewnia Potoku Leśnego obejmuje fragment w centrum Zawodzia u jego dopływie do Rawy, a także ciągnie się na południe w rejonie ulicy Murckowskiej. Pomiędzy obiema zlewniami przebiega dział wodny V rzędu.
Potok Leśny poddany jest ciągłym regulacjom. W 2012 roku stan wód Potoku Leśnego na wysokości ujścia do Rawy oceniono jako zły, stan fizykochemiczny był poniżej stanu dobrego, potencjał ekologiczny oraz stan biologiczny określono na poziomie umiarkowanym, zaś stan potoku pod względem obecności substancji szczególnie szkodliwych był wówczas dobry. Rawa zaś stanowi otwarty kanał ściekowy, zasilany głównie wodą deszczową oraz ściekami komunalnymi i przemysłowymi. Rzeka ta, będąca dopływem Czarnej Przemszy, na terenie Zawodzia biegnie z zachodu na wschód. Ma w całości uregulowany przebieg i jest obwałowana. W 1913 roku w ramach regulacji Rawy został zlikwidowany znajdujący się na wysokości Zawodzia jaz.
Współcześnie w granicach Zawodzia nie występuje żaden zbiornik, lecz w miejscu zawodziańskiej zajezdni tramwajowej znajdował się staw Kaszyca. Widoczny był on na planach z 1916 i 1958 roku. W latach około 1916–1934 mieściła się tutaj stacja pomp.
W klasyfikacji Bronisława Paczyńskiego Zawodzie położone jest w obrębie śląsko-krakowskiego regionu hydrogeologicznego, w subregionie górnośląskim. Utwory wodonośne występują we wszystkich warstwach, lecz ich znaczenie uzależnione jest od kilku czynników. Zgodnie z podziałem Polski na Jednolite Części Wód Podziemnych, obszar dzielnicy w całości położony jest w Jednolitej Części Wód Podziemnych nr 111 (Subregion Środkowej Wisły Wyżynny).

### Klimat i topoklimat
Warunki klimatyczne Zawodzia są zbliżone do klimatu dla całych Katowic. Jest on modyfikowany zarówno przez czynniki klimatotwórcze jak i lokalne. Na klimat dzielnicy w większym znaczeniu mają wpływy oceaniczne aniżeli wpływy kontynentalne, zaś sporadycznie klimat modyfikowany jest przez docierające tu od południowego zachodu przez Bramę Morawską masy powietrza zwrotnikowego.
Średnia roczna temperatura w wieloleciu 1961–2005 dla położonej w pobliżu Zawodzia stacji na Muchowcu wynosiła 8,1 °C. Najcieplejszym miesiącem w badanym okresie był lipiec (17,8 °C), a najchłodniejszym styczeń (-2,2 °C). Średnie roczne usłonecznienie w latach 1966–2005 wynosiło 1474 godziny, zaś średnie zachmurzenie w tym samym okresie wynosiło 5,3. Średnia roczna suma opadów w skali roku w okresie lat 1951–2005 wynosiła 713,8 mm. Średni czas zalegania pokrywy śnieżnej wynosi 60-70 dni, a okres wegetacyjny trwa średnio 200-220 dni. W ciągu roku przeważają wiatry zachodnie i południowo-zachodnie (odpowiednio 20,7% i 20,4% wszystkich wiatrów), a najrzadziej wieje z północy (5,7%). Średnia prędkość wiatru wynosił 2,4 m/s.
Klimat Zawodzia jest modyfikowany przez czynniki lokalne (topoklimat), zależny od pokrycia terenu, a także od położenia względem dolin rzecznych. Topoklimat obszarów położonych bezpośrednio wzdłuż Rawy jest najbardziej niekorzystny. Dochodzi tam do częstego wypromieniowania ciepła, a duża ilość wilgoci powoduje, że wzrasta tam znacznie parowanie, które pobiera ciepło. W obszarach zabudowy zwartej na lokalny klimat wpływ ma czynnik podgrzewania atmosfery na skutek działalności człowieka. Zwarte powierzchnie zabudowy, dróg i placów powodują podniesienie temperatury powietrza w przyziemnej warstwie atmosfery. Obszary te szybciej też tracą ciepło na skutek wypromieniowania w nocy, a brak wilgoci w powietrzu nie sprzyja dłuższemu zatrzymaniu ciepła.

### Przyroda i ochrona środowiska

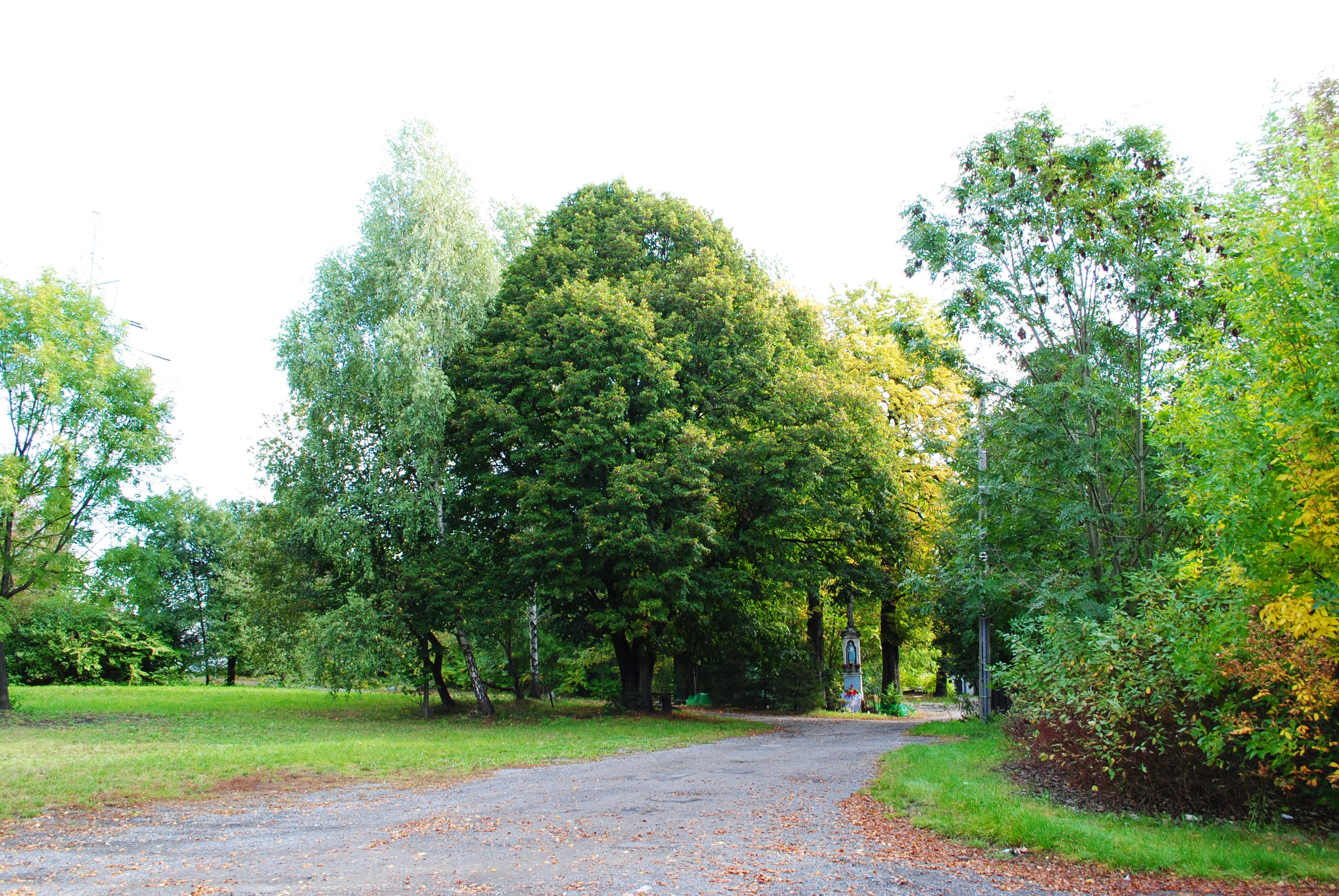
Tereny zielone w rejonie Drajoka

Naturalna szata roślinna na terenie Zawodzia kształtowana była od czasu ostatnich zlodowaceń 12-16 tys. lat temu, a na przełomie 200 ostatnich lat została poddana silnej antropopresji. Pierwotnie tereny wzdłuż doliny Rawy porastały łęgi i olsy, a na wyżej położonych terenach rosły buczyny, a pomiędzy tymi obszarami grądy. Rozwój zwartej zabudowy w XIX i XX wieku doprowadził do prawie całkowitego zaniku elementów przyrody naturalnej. Na siedliskach zurbanizowanych rozwinęły się m.in. zbiorowiska ruderalne, rozwijające się w Zawodziu przede wszystkim na terenach przemysłowych i poprzemysłowych. Tworzyły się także warunki do rozwoju zwierząt synantropijnych, z czego największe znaczenie mają ptaki, wśród których są te, które od dawna towarzyszyły człowiekowi, jak m.in. wróbel zwyczajny czy gołąb skalny, a także rodzime ptaki, które dostosowały się do warunków zurbanizowanych, w tym m.in. jerzyki, jaskółki oknówki czy dymówki.
Współcześnie w strukturze przyrodniczej Zawodzia główną rolę odgrywa zieleń urządzona w formie nasadzeń przyulicznych, zieleni podwórek, cmentarzy, placów i skwerów. Tereny te tworzą różnej wielkości zielone wyspy, przez co kontakt pomiędzy nimi jest utrudniony barierami w postaci zwartej zabudowy. Rawa pełni natomiast funkcję korytarza ekologicznego. Powierzchnia zieleni o funkcji rekreacyjnej w jednostce urbanistycznej Zawodzie wynosi 1,49 ha, brak jest tutaj rodzinnych ogródków działkowych i parków, zaś skwerów i zieleńców jest w Zawodziu 1,49 ha. W Zawodziu znajdują się dwa ustanowione przez Radę Miasta Katowice skwery: Andrzeja Fonfary (w narożniku ulic: 1 Maja i Murckowskiej) i Niezależnego Zrzeszenia Studentów (w rogu ulic: Bogucickiej i B. Czecha). Problemem Zawodzia związanym z terenami zielonymi jest ich zbyt mała powierzchnia. Niewiele jest tutaj placów zabaw, zagospodarowanych terenów zielonych oraz siłowni na świeżym powietrzu.

## Nazwa
Nazwa „Zawodzie” wiąże się z występowaniem na jej terenie licznych wód i gruntów podmokłych – w tym przypadku mowa o przepływającej tutaj Rawie, zwanej dawniej Roździanką. Nazwa ta wskazuje na uwarunkowanie terenu – w tym przypadku Zawodzie oznacza miejscowość „za wodą” w stosunku do położenia Bogucic. Nazwa „Zawodzie” zaczęła się rozpowszechniać około 1700 roku.
Niemiecki nauczyciel Heinrich Adamy błędnie zaś zaliczył „Zawodzie” do grupy nazw patronimicznych i pochodzącej od imienia założyciela miejscowości Zawadzkiego, tłumacząc ją jako „Dorf des Zawadzki” czyli po polsku „Wieś Zawadzkiego”.

## Historia

### Do wybuchu II wojny światowej
Zanim zostało założone Zawodzie, na przełomie XIV i XV wieku znajdował się w rejonie współczesnej dzielnicy młyn wodny – wiadomo, iż około 1390 roku istniał on nad Rawą. Młyn ten zwany był Olszowym, zaś mieszkańców okolicznych zabudowań nazywano Olszówkami. Wśród przywilejów nadanych plebanowi z bogucickiej parafii było również prawo do pobierania czynszu z tego młyna. W połowie XVII wieku na wysokości dzisiejszej ulicy S. Żółkiewskiego uruchomiono drugi tego typu zakład. Zawodzie zaś zostało założone jako kolonia Bogucic na prawym brzegu Rawy, najprawdopodobniej pod koniec XVII wieku przy młynie nazywanego Olszowym. Pierwsza zaś wzmianka o Zawodziu pochodzi z 1700 roku.
Pierwotnie była ona osadą rolniczą, zaś sama osada rozrastała się równolegle do biegu rzeki, na której znajdowały się młyny i inne zabudowania. Na początku XVIII wieku nazwa „Zawodzie” była używana naprzemiennie z nazwą „Karbowa”. Według danych z Katastru Karolińskiego z lat 1723–1725 nie było tam wówczas domów, ale tylko pola. W XVII wieku tereny późniejszego Zawodzia włączono do dóbr mysłowickich rodu Mieroszewskich, a także zlikwidowano przywilej pobierania myta przez plebana z Bogucic. W tym czasie też na jednej z zatopionych łąk wybudowano drugi młyn. W 1783 roku w pomieszczeniach gospody Weissenberga w rejonie obecnej ulicy 1 Maja otwarto pierwszą zawodziańską szkołę powszechną.
Na początku XIX wieku powstała droga, w śladzie której biegnie obecna ulica 1 Maja. Nowa droga przejęła rolę starej, dosyć krętej drogi wiejskiej położonej kilkadziesiąt metrów na południe od nowej. Szlak ten łączył pierwotnie Katowice z Mysłowicami przez Wilhelminę. Zawodzie do 1816 roku było przysiółkiem Bogucic, zaś po tym czasie stało się częścią bogucickiej gminy. Mapy z 1827 roku wskazują na słabo zabudowane rejony Zawodzia wzdłuż obecnej ulicy 1 Maja, która się wtedy koncentrowała na skrzyżowaniu z dzisiejszą ulica Murckowską.

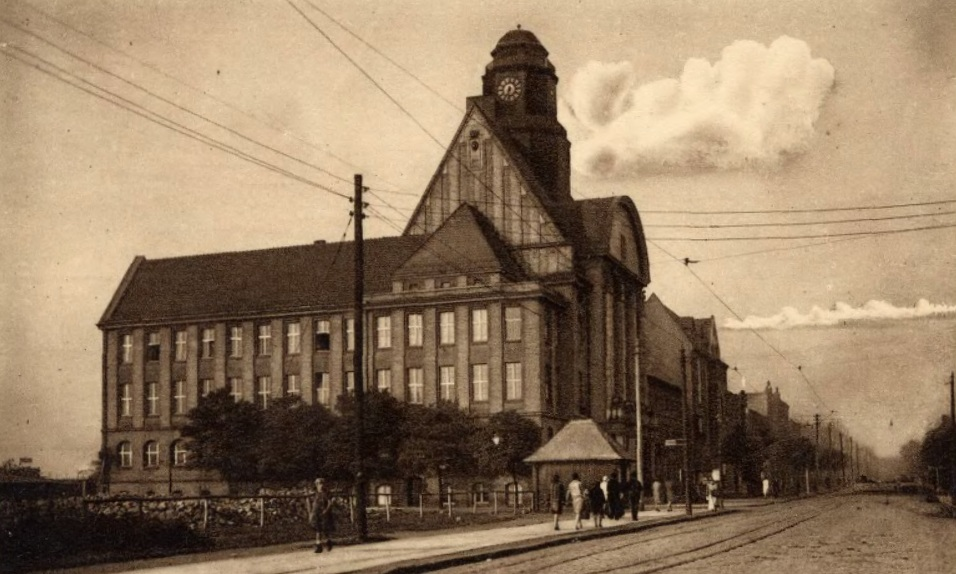
Gmach dawnego ratusza gminy Bogucice pochodzącego z 1912 roku; pocztówka pochodzi z około 1930 roku

W połowie XIX wieku w Zawodziu zaczęła rozwijać się działalność przemysłowa. W dniu 3 października 1846 roku do Zawodzia doprowadzono kolej. W tym czasie oddano trasę kolejową łączącą Katowice z Mysłowicami, z wybudowało ją przez Towarzystwo Kolei Górnośląskich. Na linii tej w Zawodziu powstała w 1861 roku obecna stacja Katowice Zawodzie. Pierwszym zaś większym zakładem przemysłowym w Zawodziu była huta cynku „Kunegunda”, którą uruchomiono w 1840 roku. W 1871 roku produkcję rozpoczęła fabryka kotłów parowych i innych wyrobów żelaznych – późniejszy „Elewator”, zaś w latach 1873–1874 odlewnie żelaza, które dały początek późniejszej hucie „Ferrum”.
W latach 60. XIX wieku w śladzie dzisiejszej ulicy Murckowskiej wytyczono szosę, której około 1901 roku nadano nazwę Emanuelssegenstrasse, zaś obecną zyskała około 1920 roku. Według Lecha Szarańca, pod koniec XIX wieku Zawodzie było samodzielną gminą, zaś na początku XX wieku z Bogucicami utworzyło wspólną gminę. Na przełomie XIX i XX wieku nastąpił gwałtowny rozwój architektoniczno-urbanistyczny Zawodzia, zaś osią rozwoju stała się ulica 1 Maja, gdzie powstało szereg domów, w tym z secesyjnymi fasadami. Obok późniejszej stacji kolejowej Katowice Zawodzie, przy ulicy P. Chromika działał najstarszy zawodziański hotel – Dworcowy (niem. Bahnhof Hotel). Pierwsze wzmianki o nim pochodzą z 1899 roku. W tym samym roku, w dniu 7 sierpnia 1899 roku otwarto do użytku linię tramwajową łączącą Katowice z Mysłowicami przez Zawodzie. W 1912 roku przy ulicy 1 Maja 50 powstał gmach ratusza gminy Bogucice.

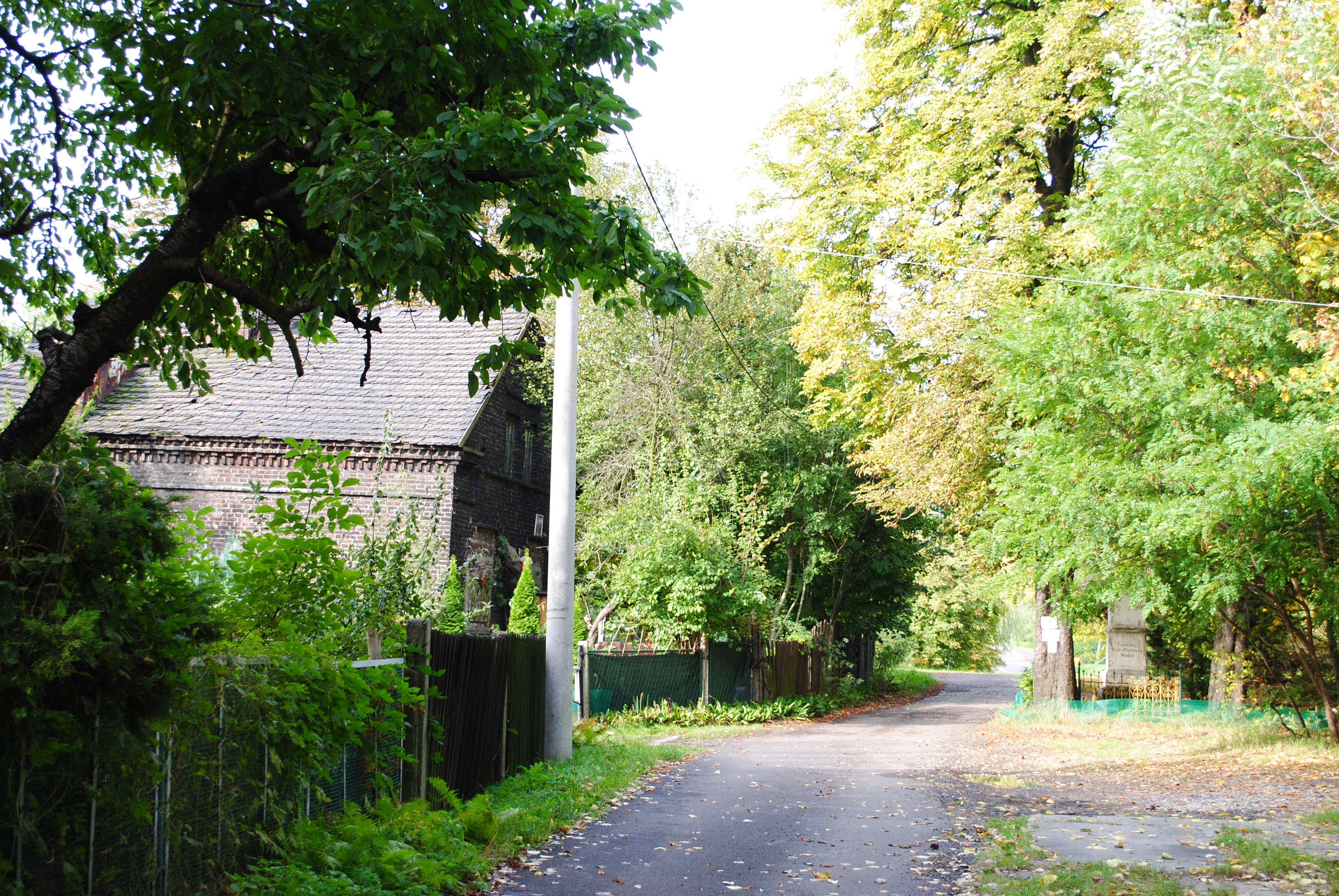
Fragment Drajoka – jednej z osad w granicach Zawodzia, którego zabudowa sięga XIX wieku

W rejonie Zawodzia powstały także kolonie i osady: Bożego Narodzenia i Drajok. Kolonia Bożego Narodzenia znajdowała się na pograniczu współczesnego Zawodzia i Osiedla Paderewskiego-Muchowca, w rejonie ulic: Równoległej i I.J. Paderewskiego, zaś Drajok w rejonie ulicy Burowieckiej. Współczesna zabudowa Drajoka sięga XIX wieku.
W czasie powstań śląskich mieszkańcy Zawodzia aktywnie włączyli się w działania powstańcze. W czasie I powstania śląskiego, w dniach 17-18 sierpnia 1919 roku Zawodzie zostało zajęte przez oddział Tomasza Kotlorza z Bogucic. Zawodzie było od strony Doliny Trzech Stawów ostrzeliwane przez oddziały Grenschutzu, co uniemożliwiało powstańcom zorganizowanie natarcia na Katowice. Za pomoc powstańcom polegli bracia Alojzy i Walenty Stawowi, rozstrzelani przez bojówki niemieckie w 1919 roku. W dniu 3 maja 1920 roku na placu sportowym w Zawodziu i na katowickim Rynku odbyły się uroczyste obchody święta 3 Maja, które zgromadziło około 72 tysięcy uczestników. W tym samym roku doszło do wybuchu II powstania śląskiego. Walki w Zawodziu toczyły się 19 sierpnia tego samego roku. Tego samego dnia Zawodzie zostało zdobyte przez powstańców i pozostawało w ich rękach do końca powstania. Podczas trwającego w marcu 1921 roku plebiscytu, większość mieszkańców gminy Bogucice-Zawodzie opowiedziała się za przyłączeniem do Polski. W czasie III powstania śląskiego, w nocy z 2 na 3 maja 1921 roku Zawodzie zostało zdobyte przez powstańców bez oporu przez oddziały pochodzącego z Zawodzia Rudolfa Niemczyka. W trakcie III powstania śląskiego na polach bitew zginęli: Franciszek Kuś i Rudolf Lanuszny. Jednym z bardziej aktywnych powstańców pochodzących z Zawodzia byli Maksymilian Nędza oraz Paweł Wybierski. W dniu 22 czerwca 1922 roku przez Zawodzie przemaszerowało wojsko polskie na czele z generałem Stanisławem Szeptyckim, który wraz z oddziałem zmierzał do Katowic na uroczystości przyłączenia części Górnego Śląska do Polski.

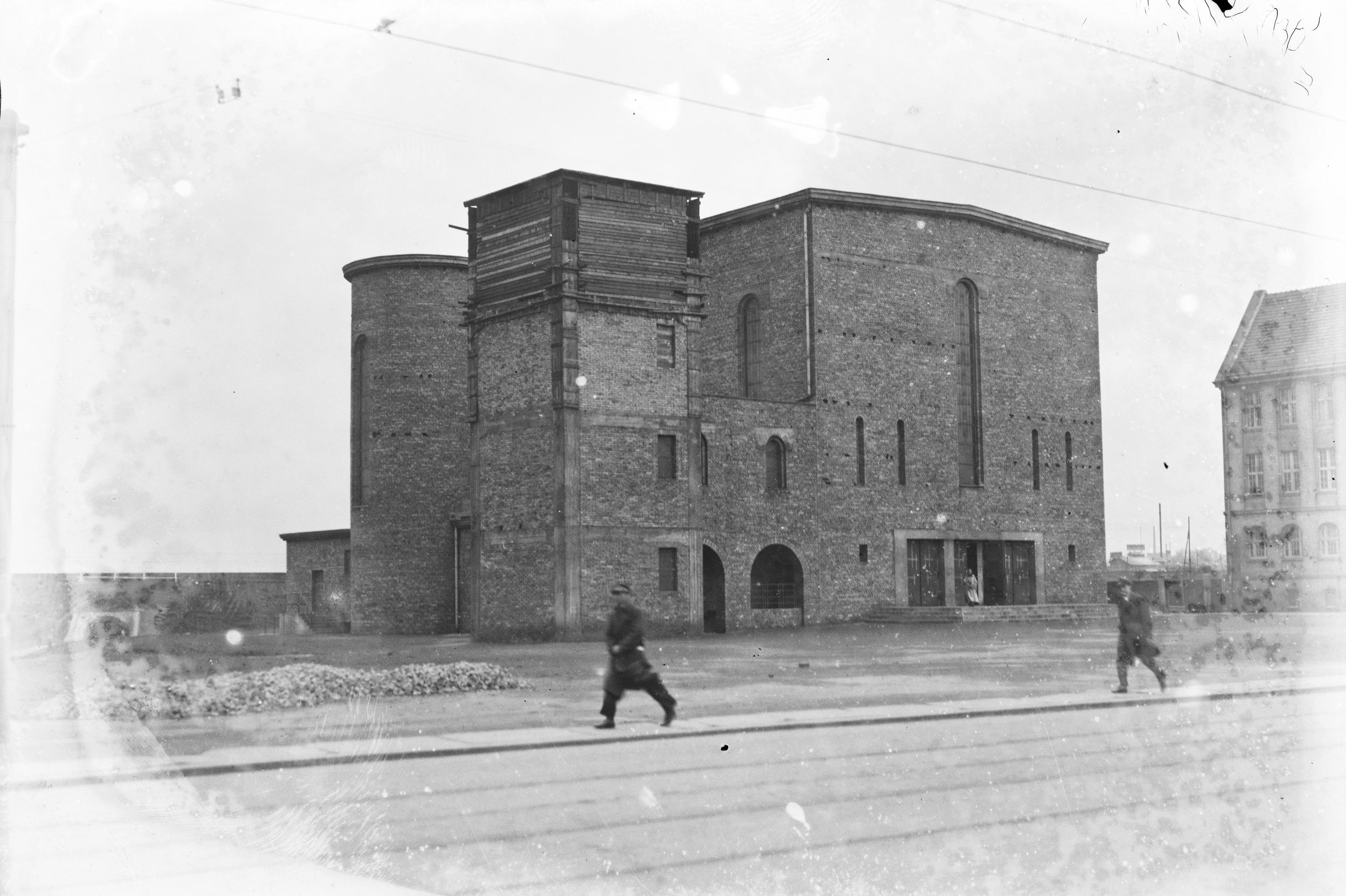
Budowa kościoła Opatrzności Bożej na zdjęciu z kwietnia 1934 roku

Lata międzywojenne w Zawodziu były czasem rozwoju szeregu organizacji o charakterze sportowym, kulturalnym i społecznym, w tym towarzystw kobiecych, jak: Towarzystwo Polek, Narodowa Organizacja Kobiet i Katolickie Stowarzyszenie Kobiet, organizacji kombatanckich: Oddział Młodzieży Powstańczej i Zawiązek Powstańców Śląskich oraz innych: Stowarzyszenie Młodzieży Polskiej.
W latach międzywojennych powstało również szereg przedsiębiorstw różnych branż. W 1921 (bądź 1920) roku powstała Fabryka Porcelany „Giesche” (później „Bogucice”), w 1927 roku powstała Katowicka Fabryka Maszyn Górniczych „Katomasz” (od 1938 roku „Montana”), zaś w 1931 (bądź w 1933) roku powołano Śląską Fabrykę Lamp Żarowych „Helios”. W czasie wielkiego kryzysu, w 1932 roku w rejonie Zawodzia działało 86 biedaszybów, w których nielegalne wydobywano węgiel kamienny.
W 1924 roku Zawodzie wraz z cała gminą Bogucice-Zawodzie przyłączono do Katowic, stając się jedną z jej dzielnic. W dniu 1 stycznia 1927 roku z bogucickiej parafii wydzielono lokalię w Zawodziu, która została podniesiona do rangi parafii 20 grudnia 1957 roku. W dniu 17 czerwca 1931 roku w rejonie współczesnej ulicy Bohaterów Monte Cassino oraz ulicy 1 Maja odbyła się demonstracja około 150–180 bezrobotnych osób. Doszło wówczas do walk z policją konną, a w wyniku interwencji zginął Emil Dawid, a trzy osoby zostały ranne.

### II wojna światowa i okres powojenny

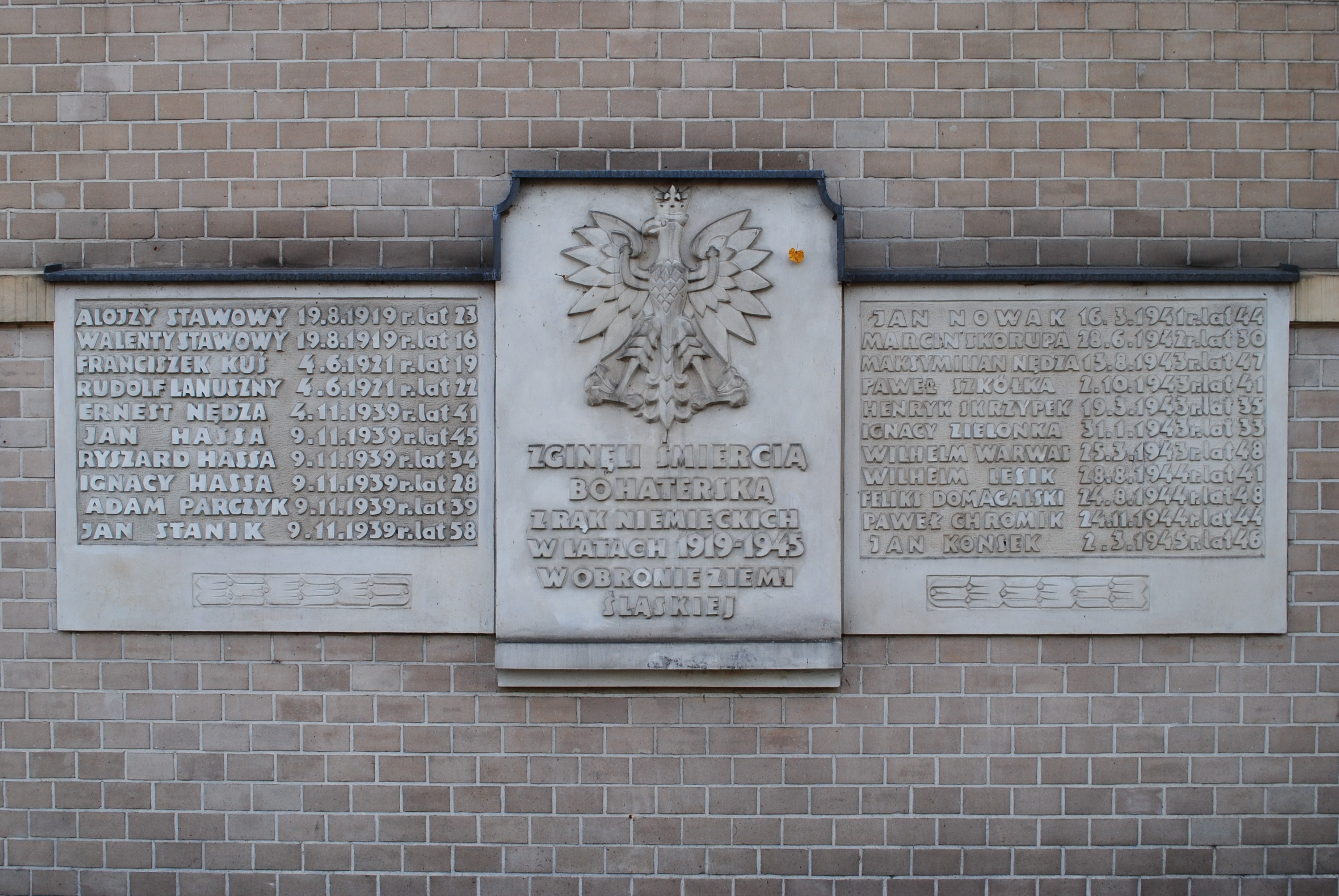
Tablica upamiętniająca poległych w latach 1919 i 1945 „w walce o obronę Ziemi Śląskiej”, znajdująca się na fasadzie gmachu przy ul. 1 Maja 50

Podczas II wojny światowej i trwającej w tym czasie niemieckiej okupacji Zawodzia wielu mieszkańców dzielnicy było więzionych i znajdowało się w obozach koncentracyjnych, w tym Paweł Chromik, który w czasie okupacji był zastępcą szefa Biura Informacji i Propagandy w Inspektoracie Katowickim Armii Krajowej. Został on ścięty gilotyną w 1944 roku w katowickim więzieniu. W zakładach przemysłowych położonych w Zawodziu otwarto obozy pracy, z czego trzy na terenie huty „Ferrum”. W dniach 26-27 stycznia 1945 roku w Zawodziu toczyły się ciężkie walki pomiędzy armią niemiecką i siłami Związku Radzieckiego. W trakcie tych działań został uszkodzony gmach dawnego ratusza, który został trafiony pociskiem artyleryjskim.
W czasach Polski Ludowej w Zawodziu zlokalizowano siedzibę niektórych katowickich uczelni wyższych, w tym Wyższej Szkoły Ekonomicznej w Katowicach (późniejszy Uniwersytet Ekonomiczny w Katowicach), zaś w 1949 roku oddano do użytku budynek dla szkoły podstawowej i średniej Towarzystwa Przyjaciół Dzieci, w której dziś działa X Liceum Ogólnokształcące im. I.J. Paderewskiego w Katowicach. W latach 50. XX wieku wytyczono drogę łączącą centrum Katowic z Zagłębiem Dąbrowskim, omijającą zabudowę Bogucic, Dąbrówki Małej i Zawodzia – współczesną aleję Walentego Roździeńskiego. Pierwotnie droga była jednojezdniowa, zaś w latach 70. została ona zmodernizowana, a w ramach prac powstały nowe węzły i wiadukty, a samą aleję poszerzono. Wcześniej, bo w 1962 roku oddano do użytku zajezdnię tramwajową przy ulicy 1 Maja.
Na historycznych terenach Zawodzia, w granicach współczesnej dzielnicy Osiedle Paderewskiego-Muchowiec w latach 70. XX wieku wybudowano osiedle imienia Ignacego Jana Paderewskiego. Decyzję o jego budowie podjęto w 1965 roku, zaś pierwsze spółdzielcze budynki oddano do użytku w 1974 roku. Na początku lat 70. XX wieku na grząskim i podmokłym terenie nad Rawą rozpoczęto realizację drugiego zawodziańskiego osiedla – imienia Walentego Roździeńskiego.

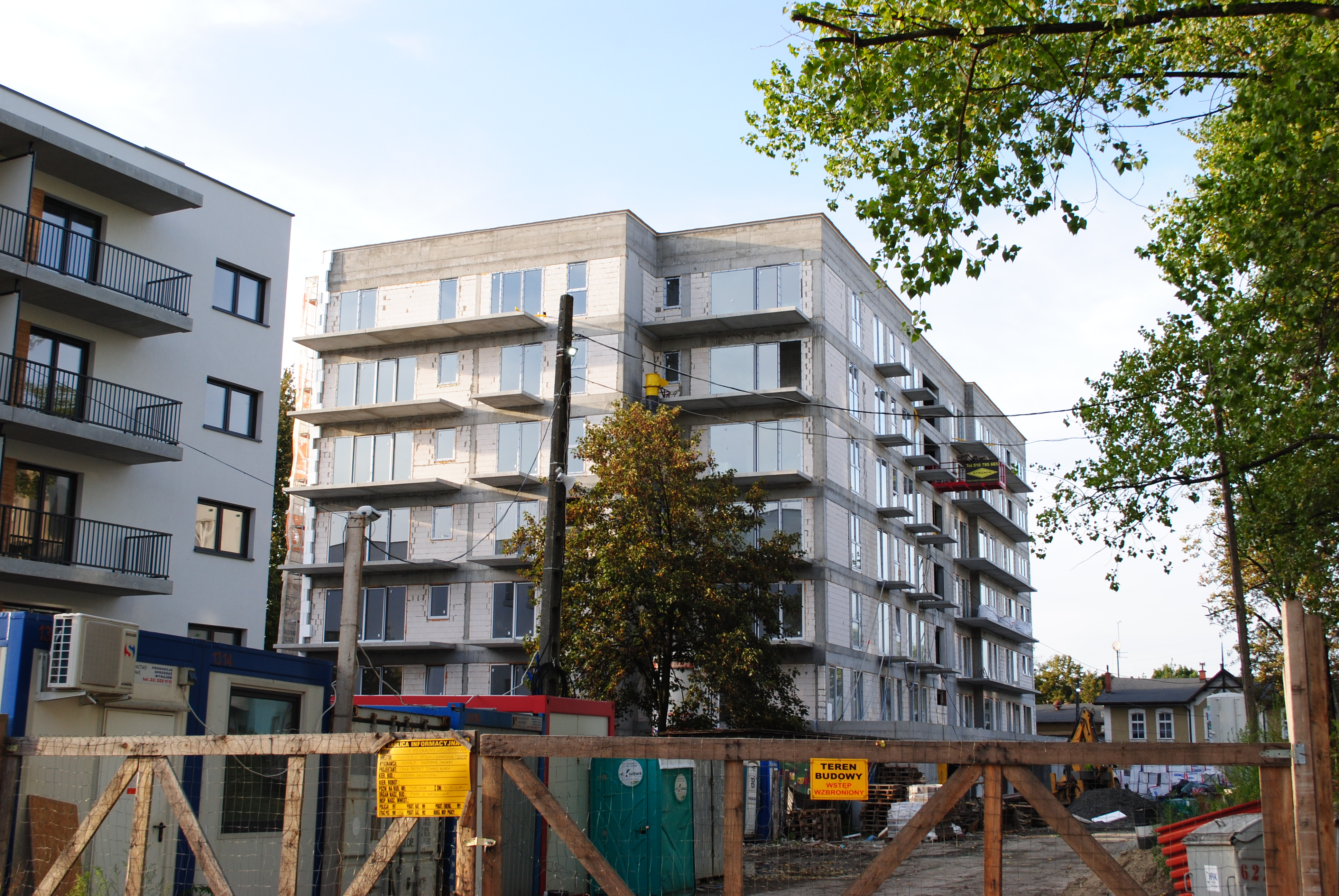
Budynek przy ulicy Szerokiej (część osiedla Bulwary Rawy) w trakcie realizacji w październiku 2020 roku

W 1975 roku rozpoczęto prace nad przebudową Zawodzia w rejonie ulic 1 Maja, Murckowskiej, Bohaterów Monte Cassino, Łącznej i P. Chromika. Rok później wyburzono cześć domów przy ulicy 1 Maja na wysokości ulicy Murckowskiej, zaś w 1978 roku przy ulicy Bohaterów Monte Cassino. W latach 70. XX wieku w związku z przebudową sieci drogowej doszło także częściowego wyburzenia zabudowań Drajoka i zmniejszenia rozmiaru całej osady. W latach 80. XX wieku przy ulicy 1 Maja 3 rozpoczął działalność pierwszy w Zawodziu hotel – „Senator”. W tym samym okresie, w 1984 roku u podnóża Mrówczej Górki oddano do użytku Centralny Cmentarz Komunalny, znajdujący się w rejonie ulicy Gospodarczej.
Dnia 16 września 1991 roku Rada Miejska w Katowicach przyjęła uchwałę, na mocy której 1 stycznia 1992 roku podzielono Katowice na 22 pomocnicze jednostki samorządowe i 22 obszary ich działania. W tym czasie powołano także jednostkę samorządową nr 3 Zawodzie. Na przełomie XX i XXI wieku pomiędzy ulicą Bohaterów Monte Cassino a ulicą K. Marcinkowskiego powstało osiedle mieszkaniowe zrealizowane przez Towarzystwo Budownictwa Społecznego, zwane Bulwarami Rawy. Pierwsze budynki mieszkalne na osiedlu oddano do użytku w 2001 roku. W latach 2007–2009 zmodernizowano torowisko tramwajowe wzdłuż ulicy 1 Maja, zaś samą ulicę na odcinku pomiędzy ulicą J. Dudy-Gracza a późniejszym centrum przesiadkowym, przebudowano w latach 2013–2015.

## Demografia
| Okres/ l. ludności   | przedprodukcyjny (0–18 lat) | produkcyjny (18–60/65 lat) | poprodukcyjny (pow. 60/65 lat) | Razem  |
| -------------------- | --------------------------- | -------------------------- | ------------------------------ | ------ |
| Ogółem               | 1 809                       | 7 438                      | 2 793                          | 12 040 |
| kobiety              | 884                         | 3 563                      | 1 882                          | 6 329  |
| mężczyźni            | 925                         | 3 875                      | 911                            | 5 711  |
| Wskaźnik feminizacji | 96                          | 92                         | 207                            | 111    |

W 1988 roku obszar współczesnej dzielnicy Zawodzie zamieszkiwało łącznie 15661 osób. W tym czasie dominowały osoby w wieku 30–44, a także do 14 roku życia. Najmniej było wówczas osób w wieku powyżej 60 lat.
W grudniu 2007 roku w Zawodziu mieszkało 13406 osób, co stanowiło wówczas 4,2% ludności Katowic. Gęstość zaludnienia dzielnicy wynosiła w tym czasie 3318 osób/km². Dominowały wówczas liczebnie osoby w wielu 40–59 oraz w wieku 15–29, a najmniej zaś było osób w wieku do 14 lat. W tym czasie część dzielnicy położonej na wschód od ulicy Murckowskiej zamieszkiwało około 7,7 tys. osób.
W dniu 31 grudnia 2013 roku 783 mieszkańców Zawodzia było w wieku 75 lat i wyższym.
Pod koniec 2014 roku w Zawodziu mieszkało łącznie 12297 osób, a gęstość zaludnienia w tym czasie wynosiła 3074 osoby/km². W tym czasie, w podziale na ekonomiczne grupy ludności, mieszkało w dzielnicy 1859 osób w wieku przedprodukcyjnym (15% mieszkańców), 7732 osoby w wieku produkcyjnym (63%) i 2706 osób w wieku poprodukcyjnym (22% ogółu). W podziale na płeć, pod koniec 2014 roku w Zawodziu mieszkało 5836 mężczyzn i 6461 kobiet, zaś wskaźnik feminizacji w tym okresie sięgał poziomu 111.

Szczegółowe dane dotyczące liczby ludności w poszczególnych latach na terenie Zawodzia przedstawia poniższy wykres:
Źródła danych: 1885 (według innego źródła, w grudniu 1885 roku w Zawodziu mieszkało 2888 osób); 1900; 1988; 1997; 2005; 2010; 2015; 2020
Według badań sondażowych przeprowadzonych w 2011 roku, 39,3% badanych mieszkańców Zawodzia zadeklarowało narodowość polską, 24,6% narodowość śląską, zaś 36,1% jednocześnie śląską i polską.
W opracowanej w 2007 roku prognozie biologicznej do 2030 roku, liczbę ludności jednostki urbanistycznej Zawodzie na 2020 roku w wariancie pesymistycznym szacowano na 7112 osoby (95,4% stanu z 2007 roku), zaś w wariancie optymistycznym na 7212 osoby (96,7% ludności z 2007 roku), zaś na 2030 roku odpowiednio 6409 (86,0%) i 6619 (88,8%). W przypadku jednostki urbanistycznej Osiedle Paderewskiego-Roździeńskiego oszacowano spadek liczby ludności na 2020 rok w wariancie pesymistycznym na poziomie 14 960 osób, a w optymistycznym 15 157 osób, zaś na 2030 rok odpowiednio 13 037 i 13 441 osób.

## Polityka i administracja

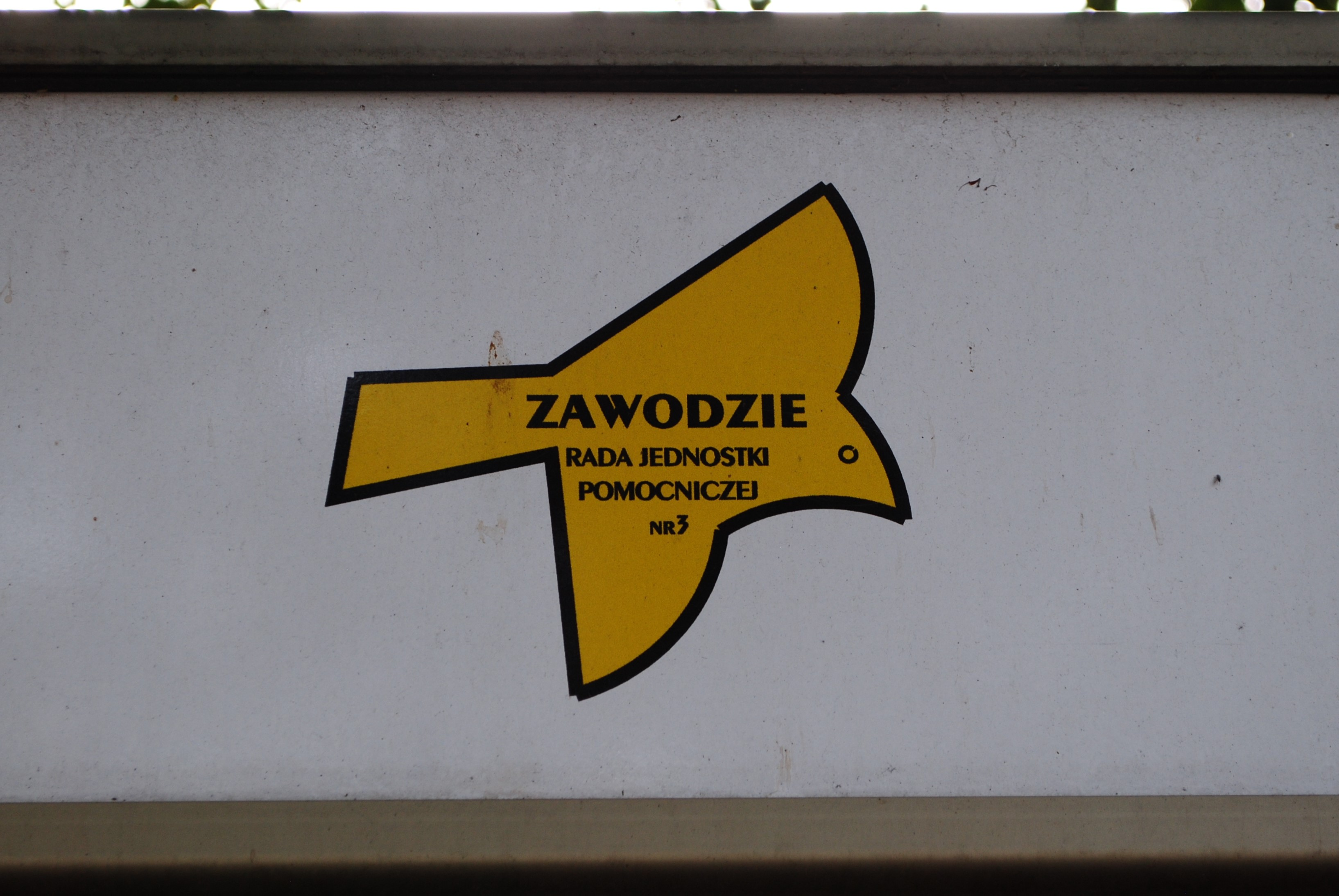
Logo dawnej Rady Jednostki Pomocniczej nr 3 Zawodzie, znajdujące się na tablicy (2020)

Dzielnica nr 3 Zawodzie jest obecnie jedną z 22 dzielnic Katowic, stanowiącą jednostką pomocniczą gminy. Została ona powołana 1 stycznia 1992 roku na mocy uchwały Rady Miejskiej w Katowicach jako jednostka samorządowa nr 3. Według Uchwały nr XLVI/449/97 Rady Miejskiej Katowic z dnia 29 września 1997 roku Zawodzie jest statutową dzielnicą w zespole dzielnic wschodnich.
Obowiązujący statut dzielnicy został ustanowiony na mocy Uchwały Nr XLI/893/21 Rady Miasta Katowice z 25 listopada 2021 roku. Zgodnie z przepisami statutu, organami dzielnicy jest Rada Dzielnicy oraz Zarząd Dzielnicy. Rada Dzielnicy składa się z 15 radnych wybieranych na pięcioletnią kadencję. Jest ona organem stanowiącym dzielnicy, a do zadań Rady Dzielnicy należy m.in. występowania do organów miasta Katowice w sprawie wniosków mieszkańców dzielnicy w zakresie jej działania, inicjowanie i organizowanie obchodów okolicznościowych, imprez kulturalnych, sportowych czy rekreacyjnych, opiniowanie inicjatyw lokalnych czy też wnioskowanie w sprawach miasta dotyczących obszaru Zawodzia. Zarząd Dzielnicy zaś jest organem wykonawczym dzielnicy. Przewodniczący Zarządu reprezentuje dzielnicę na zewnątrz, a do zadań Zarządu należy m.in. przyjmowanie wniosków mieszkańców dzielnicy, organizowanie i koordynowanie inicjatyw społecznych, informowanie mieszkańców o sprawach dzielnicy bądź też przygotowywanie projektów uchwał Rady Dzielnicy.

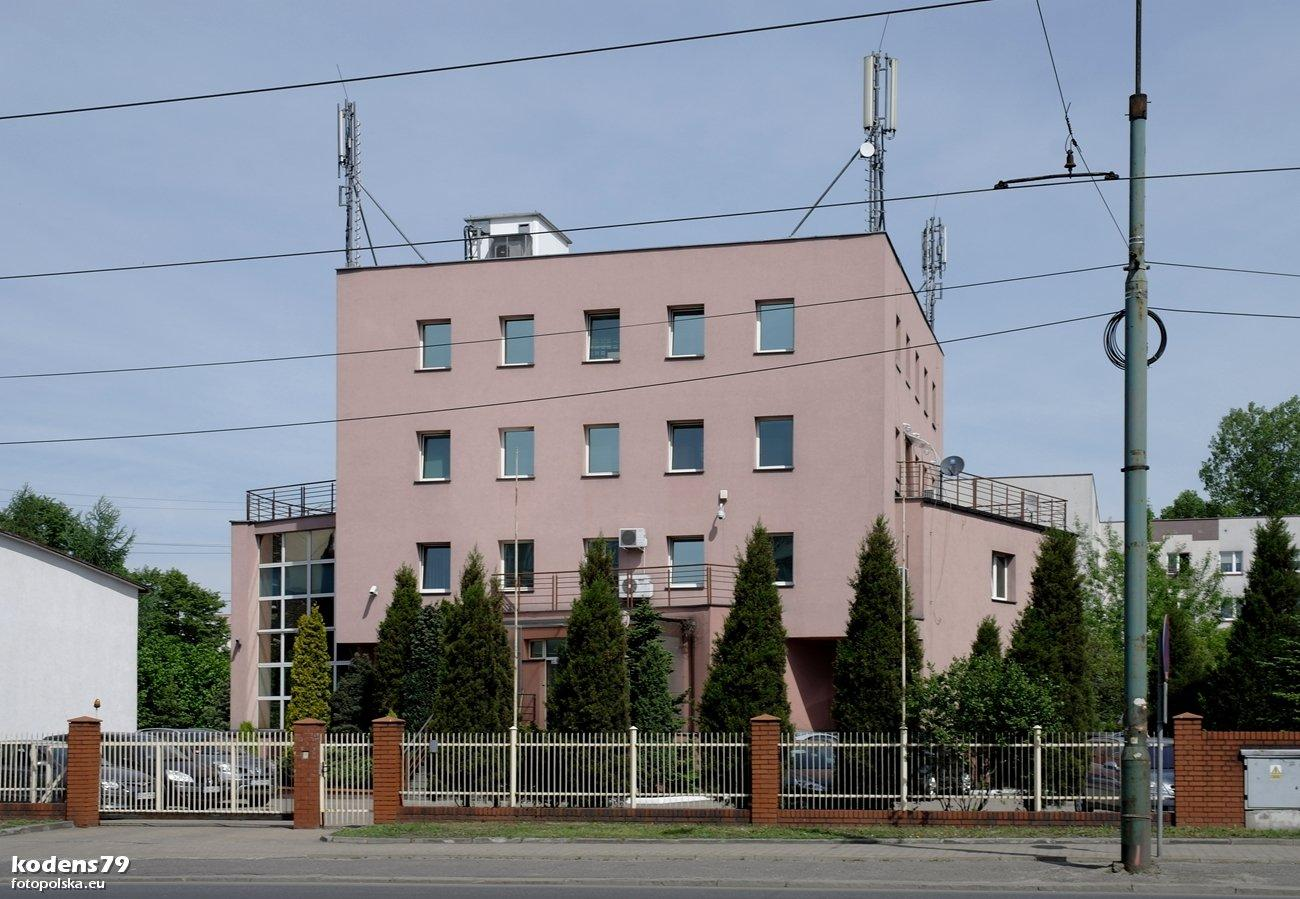
Siedziba Delegatury Katowice Centralnego Biura Antykorupcyjnego (ul. 1 Maja 123)

Według stanu z maja 2022 roku, zarówno Rada Dzielnicy, jak i Zarząd Dzielnicy nie funkcjonowały.
Jedyną placówką administracji publicznej w Zawodziu według stanu z maja 2022 roku jest Delegatura Katowice Centralnego Biura Antykorupcyjnego z siedzibą przy ulicy 1 Maja 123.
Historycznie obszar Zawodzia przechodził szereg zmian o charakterze administracyjnym. Po wojnach napoleońskich utworzono w Królestwie Prus rejencję opolską, a w 1818 roku dokonano korekt granic niektórych powiatów. Wówczas to do powiatu bytomskiego włączono m.in. tereny dzisiejszego Zawodzia. W dniu 27 marca 1873 roku Katowice stały się stolicą samodzielnego powiatu wydzielonego z powiatu bytomskiego, a w granicę nowego powiatu katowickiego włączono m.in. Zawodzie.
Zawodzie pod koniec XIX wieku było samodzielną gminą, zaś na początku XX wieku powołano wspólną z Bogucicami gminę. Antoni Steuer wskazuje jednak, że Zawodzie nie było w historii osobną gminą, gdyż nie jest to nigdzie udokumentowane. W dniu 1 maja 1918 roku na mocy uchwały Rady Gminy zniesiono dotychczasową nazwę dzielnicy Zawodzie, przemianowując ją na Bogutschütz-Süd, zaś Bogucice utrzymały nazwę Bogutschütz-Nord. Dwa lata później, 10 marca 1920 roku nowa Rada Gminy przemianowała nazwę gminy na Bogutschütz-Zawodzie. W 1922 roku, po przyłączeniu części Górnego Śląska do Polski, obszar Zawodzia znajdował się w gminie Bogucice, położonej w powiecie katowickim.

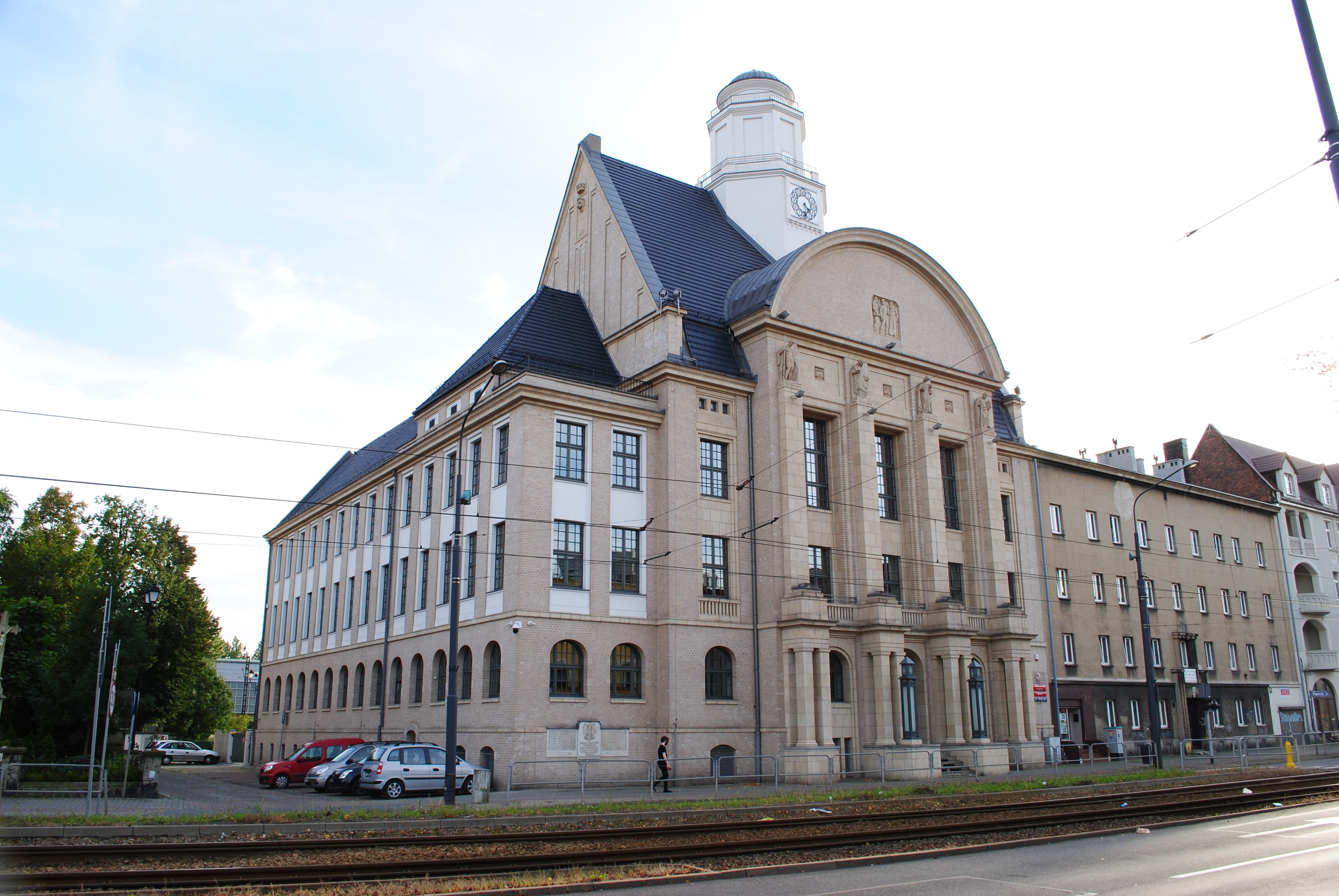
Zabytkowy gmach dawnego ratusza gminy Bogucice; obecnie rektorat Uniwersytetu Ekonomicznego (ul. 1 Maja 50)

Na mocy Ustawy Sejmu Śląskiego z 15 lipca 1924 roku postanowiono o włączeniu do Katowic m.in. gminy Bogucice, w której znajdowało się Zawodzie. Ustawa ta weszła w życie 15 października 1924 roku. W 1925 roku Rada Miejska w związku z powiększeniem granic miasta oraz liczby mieszkańców podzieliła Katowice na dzielnice. Powołano wówczas także dzielnicę Bogucice-Zawodzie.
W latach 30. XX wieku w Radzie Miejskiej Katowic działali m.in. radni wybierani z Zawodzia, w tym: działacz sanacyjny Leopold Broda, Moritz Żmigród z Kółka Żydowskiego, reprezentant mniejszości niemieckiej Jan Mutz czy Bazyli Józefowicz z Koła Związku Właścicieli Domów. Wszyscy oni mieszkali przy ówczesnej ulicy Krakowskiej. Do sukcesów radnych należą podjęte w 1932 roku działania przeciwko groźbie zamknięcia huty „Ferrum” – pod naciskiem grupy radnych z Zawodzia prezydent Katowic Adam Kocur udzielił zakładowi pożyczki.
Po zajęciu przez Niemcy w 1939 roku Katowic, nowe władze okupacyjne przywróciły urzędowe nazewnictwo miejscowości według stanu z 1922 roku. Dnia 3 lutego 1942 roku na mocy rozporządzenia prezydenta prowincji górnośląskiej ustanowiono nowy podział administracyjny miasta. Wówczas to Zawodzie znalazło się wraz z Bogucicami w dzielnicy Kattowitz-Ost. Po objęciu przez władze polskie w 1945 roku administracji w Katowicach przywrócono stan prawny z dnia 1 września 1939 roku. Współczesne Katowice w 1954 roku zostały podzielone na trzy dzielnice, z czego tereny Zawodzia były częścią dzielnicy Bogucice-Zawodzie. Podział ten zniesiono w 1973 roku.

## Gospodarka

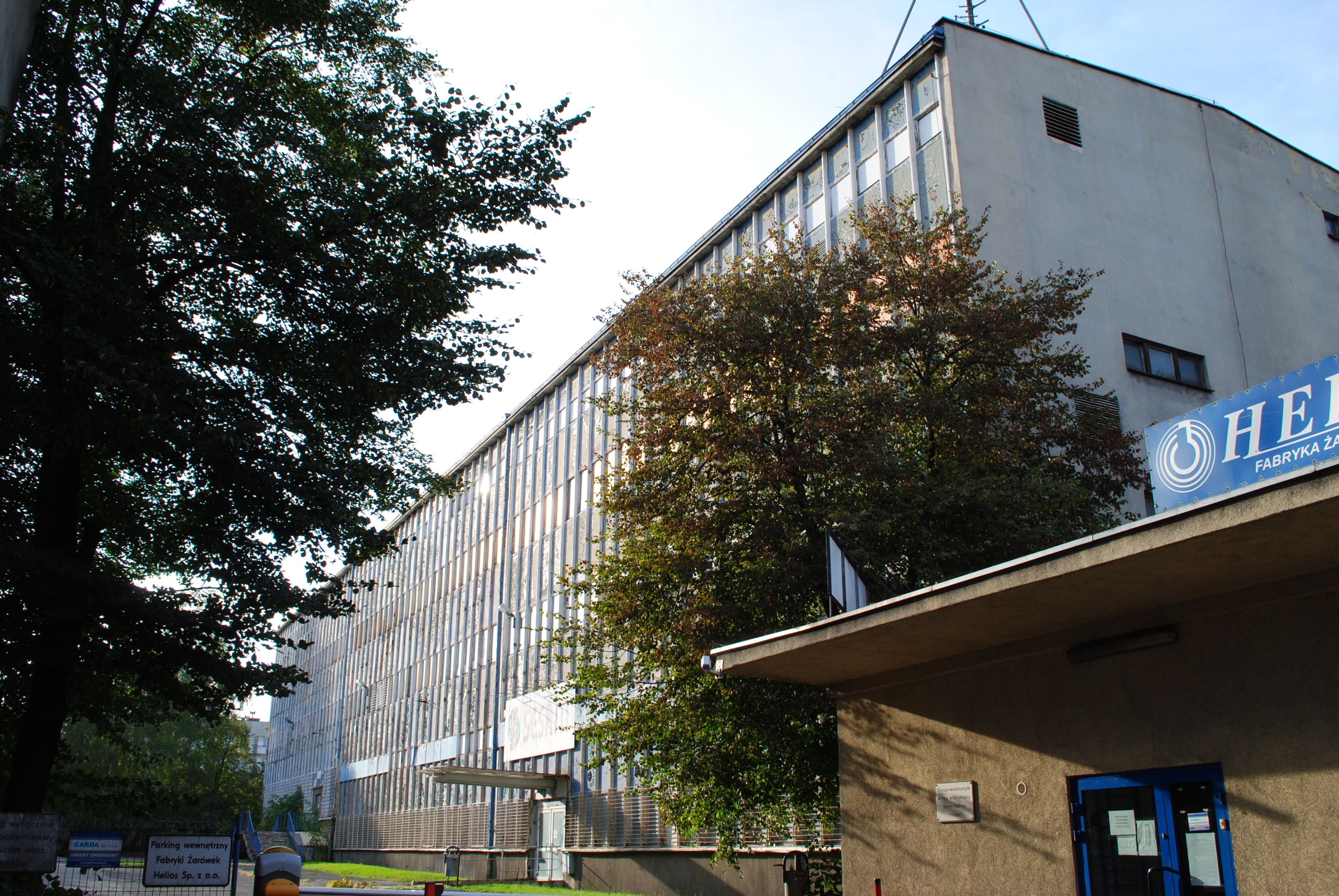
Zabudowa fabryki „Helios” widoczna od strony ulicy K. Marki

Zawodzie pod względem gospodarczym jest dzielnicą wielofunkcyjną. Znajdują się tutaj sporej wielkości tereny składowo-bazowe, w centralnej części dzielnicy rozwinęły się usługi, zaś część południowe rejony obejmują tereny przemysłowe z licznymi zakładami i fabrykami. Przemysł w Zawodziu rozwijał się na południe od linii kolejowej łączącej Wrocław z Mysłowicami przez Katowice. Tam też się rozwijał przemysł ciężki, w tym: hutnictwo cynku i żelaza, przemysł chemiczny, maszynowy, metalowy, ceramiczny, elektrotechniczny, budowlany i drzewny. Zakłady przemysłowe budowano również wzdłuż dzisiejszej ulicy 1 Maja, gdzie na początku XX wieku powstały liczne zakłady pracujące na rzecz komunikacji, zaś w latach międzywojennego zakłady przemysłu metalowego i oświetleniowego.
W dniu 31 grudnia 2013 roku w Zawodziu działało 1887 podmiotów gospodarczych wpisanych w systemie REGON, co stanowiło wówczas 4,1% wszystkich firm w Katowicach. Spośród nich, 1750 przedsiębiorstw stanowiły mikrofirmy. W tym czasie zarejestrowanych było 465 bezrobotnych z Zawodzia, co stanowiło wówczas 3,71% mieszkańców dzielnicy. Spośród nich 248 osoby to były kobiety, a 52 spośród wszystkich osób nie przekraczały 25 lat życia.
Lokalny ośrodek usługowo-handlowy Zawodzia ciągnie się wzdłuż ulicy 1 Maja na odcinku od skrzyżowania z ulicą S. Czarnieckiego do ulicy K. Marcinkowskiego. Placówki handlowo-usługowe w tym miejscu stanowią z reguły obudowę głównej ulicy i są zlokalizowane w parterach budynków. Na terenie osiedla W. Roździeńskiego placówki handlowo-usługowe zlokalizowane są zaś w formie kompozycji rozproszonych usług, zwykle powiązanych z zielenią.
Historycznie Zawodzie pierwotnie była osadą rolniczą, zaś przemysł zaczął się tutaj rozwijać od połowy XIX wieku. Nad Rawą działały kuźnice, zaś pierwszym większym zakładem przemysłowym w Zawodziu była huta cynku „Kunegunda”, która została uruchomiona w 1840 roku. Znajdowała się ona na południe od torów kolejowych. Huta ta została założona na wniosek Wilhelma Schneidera. W XIX wieku działała jeszcze jedna huta cynku – „Augusta”, a jej uruchomienie nastąpiło w 1839 roku. Kilka razy zmieniała ona swoich właścicieli, zaś zakład ten działał do 1870 roku. W dniu 11 września 1838 roku nadano działającą na terenie Zawodzia kopalnię węgla kamiennego „Paulisens Glück”. Pierwszym właścicielem zakładu był Anton Klausa, zaś węgiel w zakładzie wydobywano do 1873 roku.

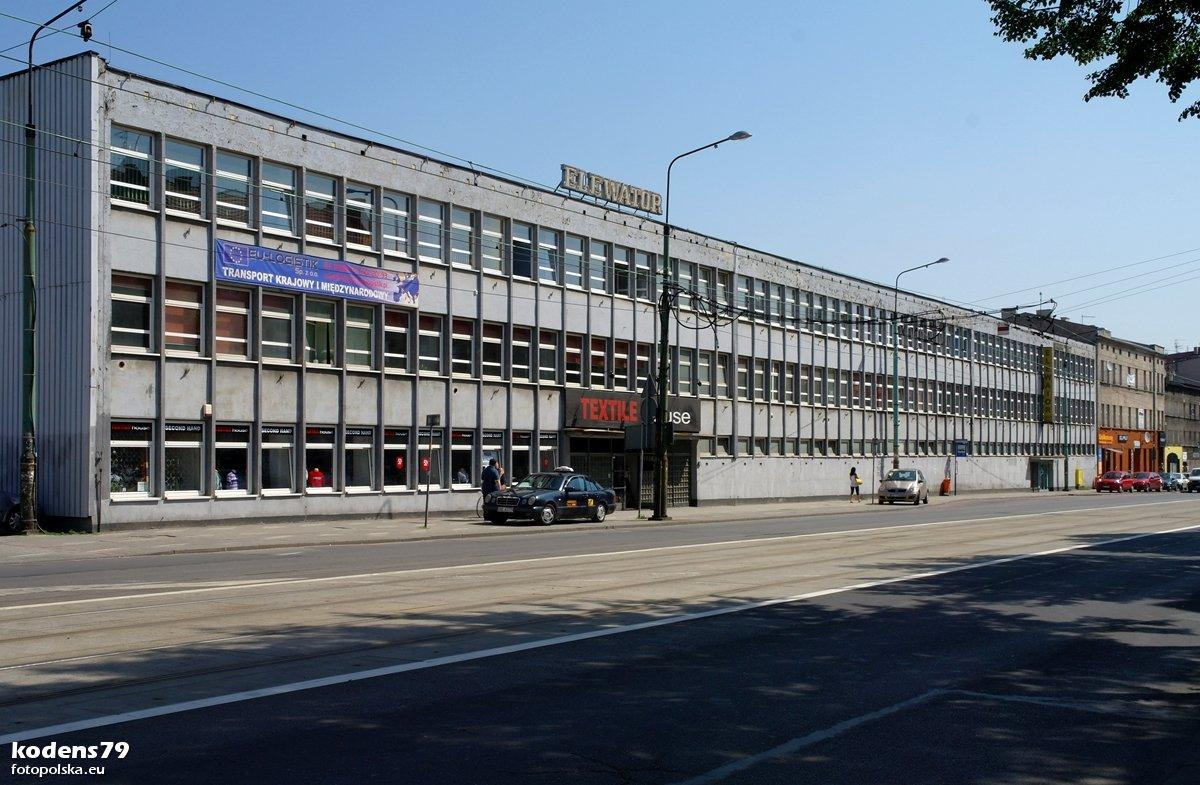
Nieistniejący współcześnie budynek zakładu „Elewator” (ul. 1 Maja 31)

W 1871 roku założono fabrykę kotłów parowych i innych wyrobów żelaznych (późniejszy „Elewator”), w latach 1873–1874 odlewnię żelaza, zaś w 1876 roku fabrykę superfosfatu (późniejszy „Motokwas”). Fabrykę kotłów w 1889 roku przekształcono w fabrykę maszyn i urządzeń żelaznych „Kania i Kuntze – Zawodzie”, w której w 1923 roku powołano spółkę akcyjną „Elewator”. W 1991 roku powołano spółkę „Elewator”, zaś siedziba firmy mieści się obecnie w Rudzie Śląskiej. W Zawodziu fabryka miała swoją siedzibę przy ulicy 1 Maja 31 – zabudowania dawnej fabryki wyburzono w 2013 roku.
W 1890 roku połączono odlewnię żelaza Rhein & Co. z hutą „Jakub” (Jakobshütte; została ona założona w 1856 roku w Katowicach przy dzisiejszej ulicy Stawowej), powołując spółkę akcyjną Ferrum-vormals Rhein & Co., którą w 1919 roku przekształcono w spółkę akcyjną „Ferrum”. Pod koniec XIX wieku roczna produkcja huty szacowana była na około 0,5 mln. marek, a w zakładzie produkowano wówczas m.in. rury, urządzenia wodne i zwrotnice dla stacji kolejowych. Huta ta dostarczała także urządzenia do wież wyciągowych dla kopalń węgla kamiennego. Huta po 1890 roku wyspecjalizowała się w produkcji rur stalowych (w tym do elektrowni wodnych), a jej miesięczna produkcja w 1912 roku wynosiła około 1000 ton.

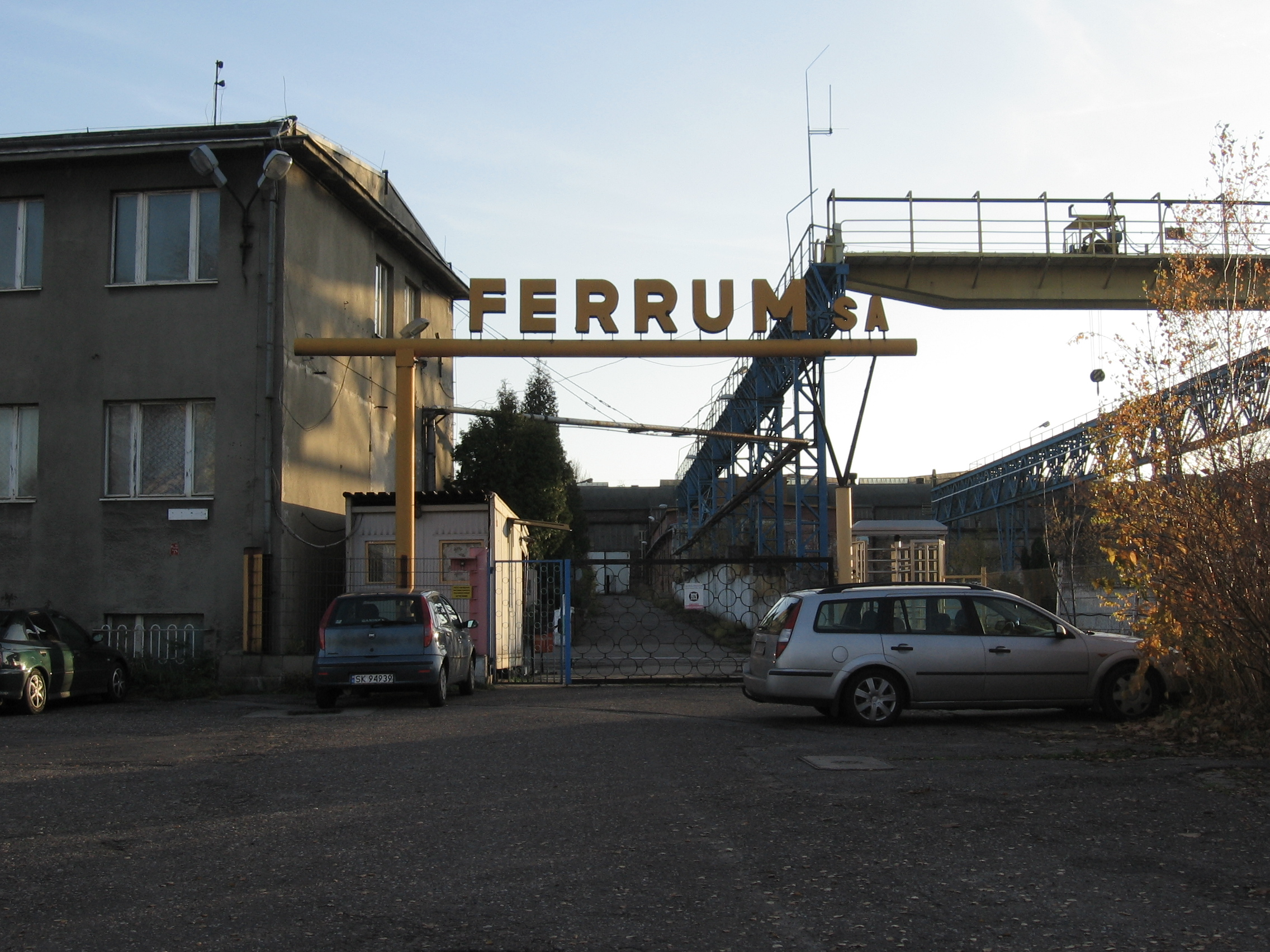
Wejście na teren huty „Ferrum”

Dalszy rozwój przemysłowy nastąpił w latach międzywojennych. Powstały wówczas m.in. następujące zakłady przemysłowe: Fabryka Porcelany „Giesche” (1920 lub 1921 rok), Katowicka Fabryka Maszyn Górniczych „Katomasz” (1917 rok; od 1930 roku pod szyldem „Katomasz”) i Śląska Fabryka Lamp Żarowych „Helios” (1931 lub 1933 rok). Działały jeszcze w tym czasie mniejsze firmy, zlokalizowane głównie przy ówczesnej ulicy Krakowskiej, z czego część pochodziła jeszcze z XIX wieku. Były to następujące przedsiębiorstwa: Fabryka Karoserii i Powozów Alberta Hermanna, Fabryka Pieców Kaflowych „Pieckafel”, Fabryka Obuwia Goldman i S-ka, Górnośląska Fabryka Kabli i Rur Izolacyjnych, Młyn „Elmes” oraz Fabryka Urządzeń Sanitarnych i Centralnego Ogrzewania „Higiena”.
Po 1922 roku huta „Kunegunda” należała do spółki akcyjnej Śląskie Kopalnie i Cynkownie. W 1938 roku przy zatrudnieniu wynoszącym 634 osoby wyprodukowała 14873 ton cynku surowego oraz kwas siarkowy. Część kapitału huty „Ferrum” po 1933 roku przejęło państwo polskie. Huta ta produkowała w okresie międzywojennym m.in. rury wodociągowe i kanalizacyjne, rury wysokiego ciśnienia, odlewy do wagonów i lokomotyw oraz śruby i nity, a w ostatnich latach przed wybuchem II wojny światowej zakład podjął produkcję maszyn górniczych. Spółka posiadała przedstawicielstwa w wielu częściach świata.
W Zawodziu w dniu 27 lutego 1924 roku założono pierwszą na terenie współczesnych Katowice fabrykę perfum, olejków eterycznych i farb do makijażu Almeco Company. Siedziba fabryki znajdowała się przy dzisiejszej ulicy 1 Maja 88. Zakład wpadł w problemy finansowe i został ostatecznie zlikwidowany w 1935 roku.

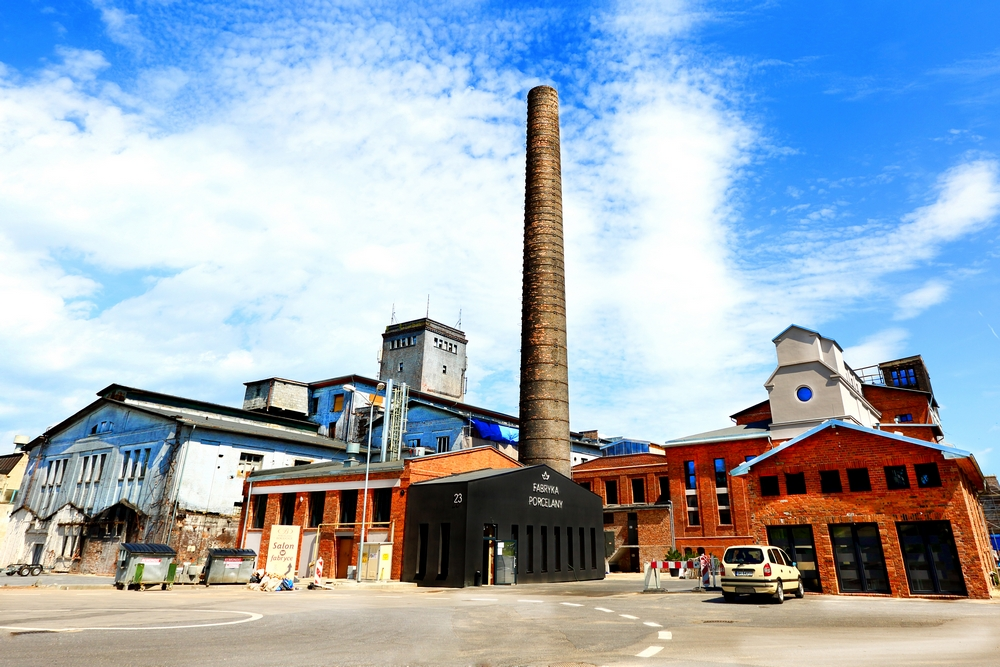
Zabudowa Porcelany Śląskiej

W 1945 roku hutę „Kunegunda” przejęło Zjednoczenie Przemysłu Cynkowego, zaś pięć lat później zakład włączono do Zakładów Cynkowych „Szopienice”. Piece hutnicze dawnej „Kunegundy” wyłączono w 1963 roku, a później zostały rozebrane. Po hucie pozostała zaś wieża wodna, widoczna od strony ulicy Murckowskiej. W dniu 19 lutego 1945 roku wznowiono pracę w zakładzie „Helios”, zaś w 1948 roku fabryka nawiązała współprace z Philipsem. Do 1982 roku z fabryki wyeksportowano 326,6 mln żarówek. W 1958 roku upaństwowiono Katowicką Fabrykę Maszyn „Katomasz”. Zakład był modernizowany, a w 1983 roku wyprodukowano w nim 29534 sztuki wózków kopalnianych i uruchomiono produkcję osłonowych siatek górniczych. W 1952 roku hutę „Ferrum” przejęło Centrale Zjednoczenie Przemysłu Hutniczego w Polsce. Zakład po 1989 roku stał się samodzielnym przedsiębiorstwem, zaś w latach 90. XX wieku powołano spółkę akcyjną „Huta Ferrum”.
W 1954 roku fabrykę porcelany przemianowano na Zakłady Porcelanowe „Bogucie”, a należała ona wówczas do Zjednoczenia Ceramika Polska – Cerpol. Zakład w 1994 roku przejęli Włosi, a w tym samym roku produkcję przejęła spółka Porcelana Śląska i prowadziła ją do 2008 roku. Rok później fabryka znalazła się w stanie upadłości. Tereny dawnej fabryki Porcelany Śląskiej przejęła w 2012 roku spółka cywilna Porcelana Śląska, która przekształciła tereny poprzemysłowe w park przemysłowo-technologiczny Porcelana Śląska Park.

## Infrastruktura techniczna

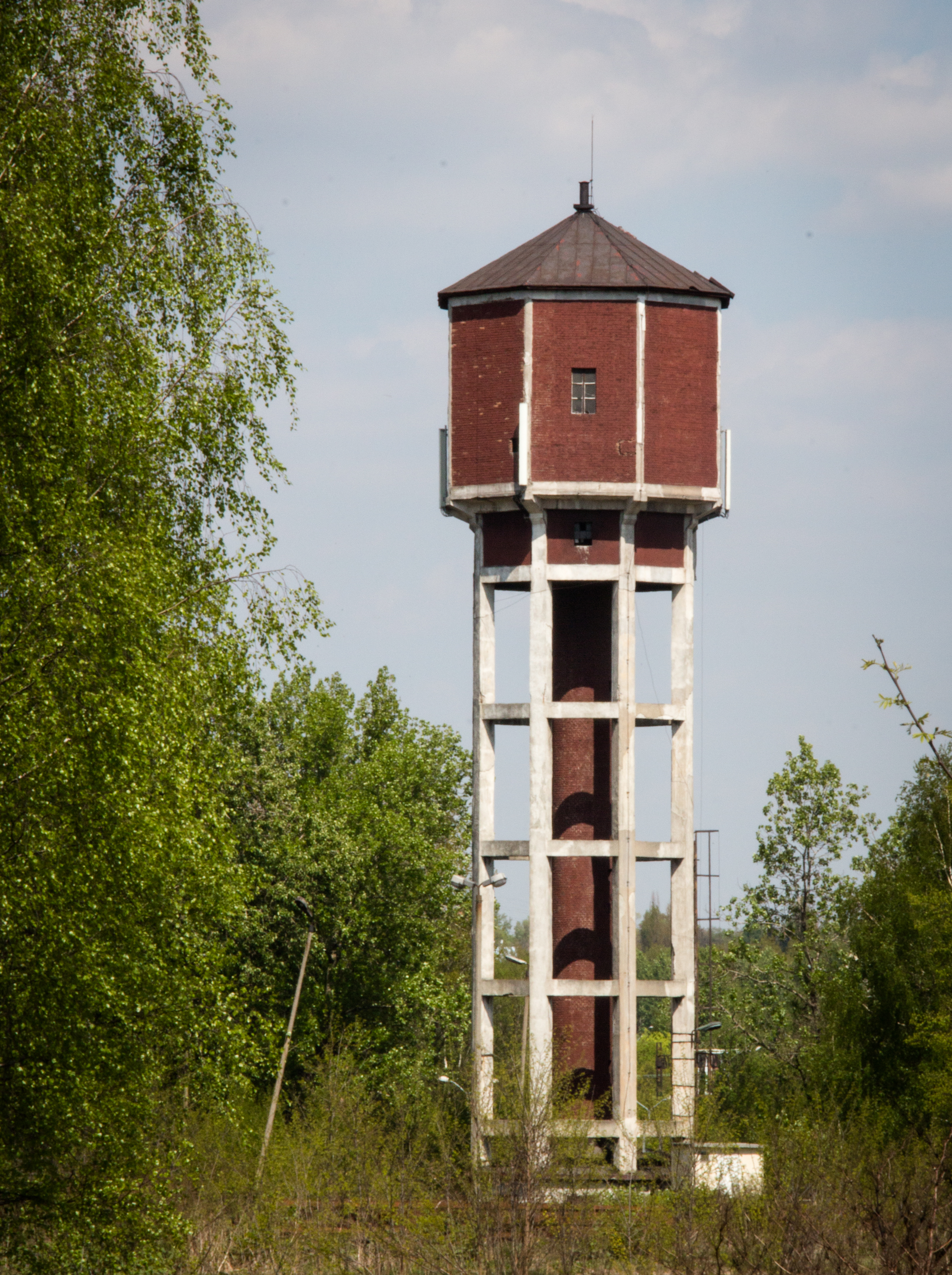
Wieża ciśnień przy ulicy Murckowskiej, znajdująca się w rejonie dawnej huty cynku „Kunegunda”

Zaopatrzenie terenów Zawodzia w bieżącą wodę odbywa się przez zbiorniki sieciowe Mikołów i Murcki. Są one zasilane ze stacji uzdatniania wody w Dziećkowicach, Goczałkowicach-Zdroju i Kobiernicach. Wody te są tłoczone do wspólnego systemu rozrządu Górnośląskiego Przedsiębiorstwa Wodociągowego, skąd za pomocą systemu magistral wodociągowych i przyporządkowanej do nich sieci rozdzielczej Katowickich Wodociągów zaopatrywane jest m.in. Zawodzie w wodę. Wodociąg tranzytowy GPW w Zawodziu ciągnie się w rejonie granicy z Janowem-Nikiszowcem wzdłuż ulicy Gospodarczej. Od 1919 roku sprawami dostarczenia wody na teren m.in. Zawodzia zajęła się gmina Bogucice, a ówczesna sieć obejmowała także dawną stację kolejową Kunegunda. Od 1925 roku z wybudowanej w Zawodziu wieży ciśnień korzystały huty „Ferrum” i „Kunegunda”. Od 1951 roku Zawodzie jest zaopatrywane ze zbiornika Goczałkowice.
Eksploatacją sieci kanalizacyjnej w dzielnicy zajmuje się należący do Katowickich Wodociągów Oddział Eksploatacji Sieci Kanalizacyjnej – Centrum. Sieć kanalizacyjna Zawodzia położona jest w zlewni oczyszczalni ścieków Gigablok. Sieć kanalizacyjna na terenie Zawodzia ma charakter rozdzielczy, w której system rozdzielono na sieć sanitarną i deszczową. W 1906 roku Max Rosenquist na zlecenie władz gminy Bogucice zaprojektował sieć kanalizacyjną. W Zawodziu w 1908 roku wybudowano sieć rozdzielczą, a także oczyszczalnię ścieków, która była zlokalizowana na końcu obecnej ulicy Braci Stawowych (bądź też na wysokości ulicy J. Dudy-Gracza, w miejsce której po II wojnie światowej powstała baza Miejskiego Przedsiębiorstwa Taksówkowego), nad Rawą. Była to oczyszczalnia mechaniczna, a w jej skład wchodził: podwójny piaskownik, maszynownia z pompami, osadniki i poletka do suszenia osadu. Sieć kanalizacyjną w gminie uruchomiono w listopadzie 1908 roku.
Zaopatrzenie dzielnicy w energię elektryczną odbywa się poprzez sieć wysokich napięć 110 kV, powiązanej z pobliskimi elektrowniami. Linie sieci elektroenergetycznej przebiegają przez obszar Zawodzia stosunkowo gęsto. W granicach Zawodzia znajdują się trzy stacje elektroenergetyczne: „Katowice” (220/110/6 kV; przy skrzyżowaniu ulicy Bohaterów Monte Cassino i ulicy Burowieckiej), „Bogucice” (110/20/6 kV; przy skrzyżowaniu ulic: K. Marcinkowskiego i S. Wyspiańskiego) i „Ferrum” (110 kV; na terenach huty Ferrum przy ulicy Porcelanowej). Docierają do nich linie o napięciu 110 kV, zaś do stacji „Katowice” dodatkowo biegnie linia o napięciu 220 kV.
Tereny Zawodzia w energię cieplną są zaopatrywane z dawnej Elektrociepłowni Katowice (obecnie Zakład Wytwarzania Katowice) obsługiwaną przez spółkę Tauron Ciepło.
Gaz na terenie Zawodzia dostarczany jest za pomocą sieci gazociągowej. Skrajem terenów przemysłowych na południe od torów kolejowych, w rejonie ulicy Porcelanowej przebiega gazociąg podwyższonego ciśnienia. Tam też znajdują się dwie stacje redukcyjno-pomiarowe I stopnia.

## Transport

### Transport drogowy

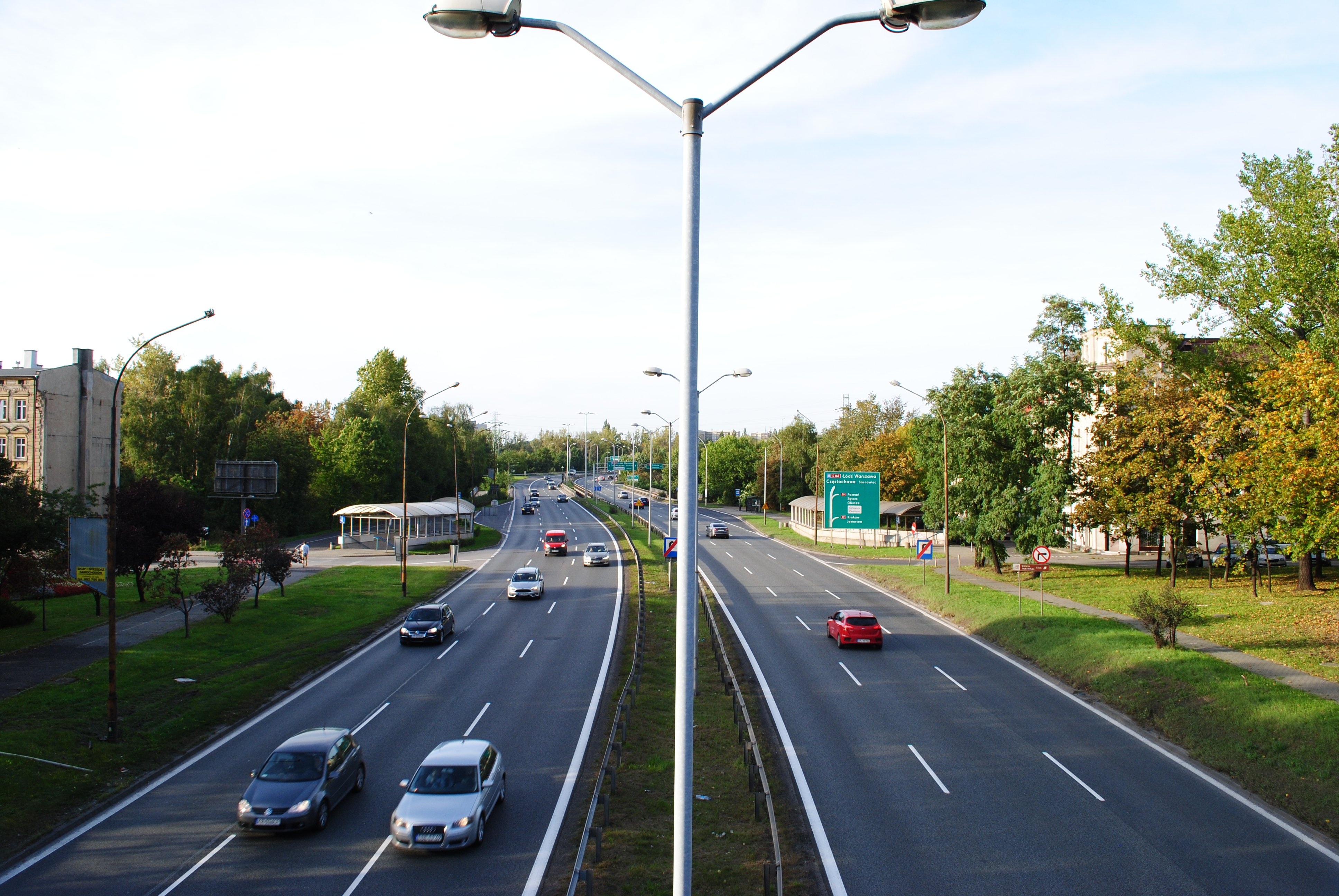
Ulica Murckowska widziana z wiaduktu w ciągu ulicy 1 Maja; widok w kierunku północnym

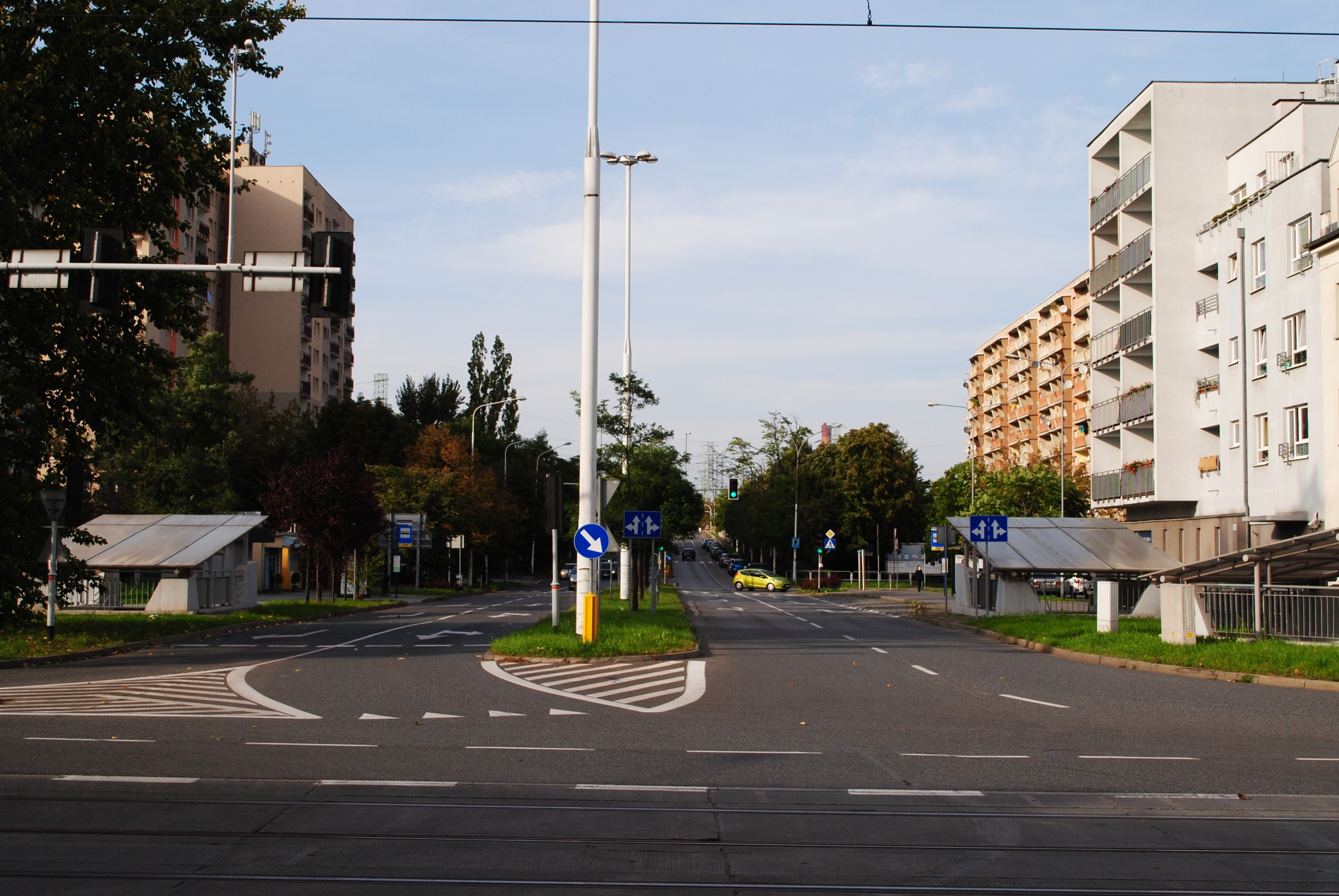
Ulica Bohaterów Monte Cassino w rejonie skrzyżowania z ulicą 1 Maja

Przez teren Zawodzia przechodzą następujące drogi krajowe i trasy szybkiego ruchu:
- (aleja Walentego Roździeńskiego do węzła Bagienna i ulica Bagienna) – jedna z głównych arterii drogowych Katowic[150]; przecina teren Zawodzia równoleżnikowo i zapewnia w kierunku zachodnim, połączenie z Chorzowem i Bytomiem, zaś na wschód z Mysłowicami, Jaworznem, Chrzanowem i Krakowem[151],
- i  (ulica Murckowska i aleja Walentego Roździeńskiego od węzła Bagienna) – jedna z głównych arterii drogowych Katowic[150]; odcinek drogi w ciągu alei W. Roździeńskiego od węzła z ulicą Murckowską w kierunku Sosnowca ma charakter drogi ekspresowej; funkcją wewnętrzną tej drogi jest umożliwienie szybkich połączeń odległych rejonów całego miasta; droga ta zapewnia połączenie Zawodzia w kierunku południowym z Tychami, zaś w kierunku północno-wschodnim z Sosnowcem, Będzinem i portem lotniczym Katowice im. W. Korfantego w Pyrzowicach[151]; średnie natężenie ruchu we wrześniu 2007 roku w czasie szczytu popołudniowego wzdłuż alei W. Roździeńskiego na wysokości skrzyżowania z ulicą Bogucicką wynosiło 6581 samochodów na dobę, z czego 90,2% stanowiły samochody osobowe[152].

Do ważniejszych ulic w ruchu wewnątrz dzielnicy należą następujące drogi:
- Ulica 1 Maja – główna ulica w Zawodziu, wzdłuż której rozwinęła się historyczna zabudowa dzielnicy; długość ulicy wynosi 2,8 km i łączy ona Śródmieście Katowic ze wschodnimi dzielnicami miasta[59]; jest to droga powiatowa klasy Z[153]; ma ona przebieg równoleżnikowy[154],
- Ulica Bogucicka – ulica o długości około 400 metrów, o przebiegu południkowym[155]; jest to droga powiatowa o klasie L[153]; ma przebieg południkowy i łączy od północy aleję W. Roździeńskiego (z pasem alei w kierunku wschodnim) z ulicą 1 Maja na południu[154],
- Ulica Bohaterów Monte Cassino – ulica o długości około 1580 metrów i o przebiegu południkowym[155]; droga powiatowa o klasie drogi G[153]; ma przebieg południkowy i łączy Zawodzie przy skrzyżowaniu z ulicą 1 Maja z Bogucicami w rejonie osiedla J. Kukuczki[154],
- Ulica Jerzego Dudy-Gracza – droga powiatowa o klasie drogi Z[153]; trasa o przebiegu południkowym, łącząca od północy Zawodzie z okolicami Muzeum Śląskiego i osiedlem W. Roździeńskiego, gdzie łączy się z aleją W. Roździeńskiego i ulicą T. Dobrowolskiego w Bogucicach[154],
- Ulica Graniczna – droga powiatowa o klasie drogi Z; ulica łączy od południa Zawodzie przy skrzyżowaniu z ulicami: Warszawską, J. Dudy-Gracza i 1 Maja z Osiedlem Paderewskiego-Muchowcem w rejonie osiedla I.J. Paderewskiego; ma ona południkowy przebieg[153], zaś w granicach Zawodzia znajduje się krótki, północny fragment ulicy do torów kolejowych[4],
- Ulica Stanisława Staszica – droga gminna o klasie drogi dojazdowej (D)[153]; droga w całości wewnątrz Zawodzia[4], o przebiegu południkowym, przy której znajduje się Zespół Szkół nr 1 im. gen. J. Ziętka[154].

### Transport kolejowy

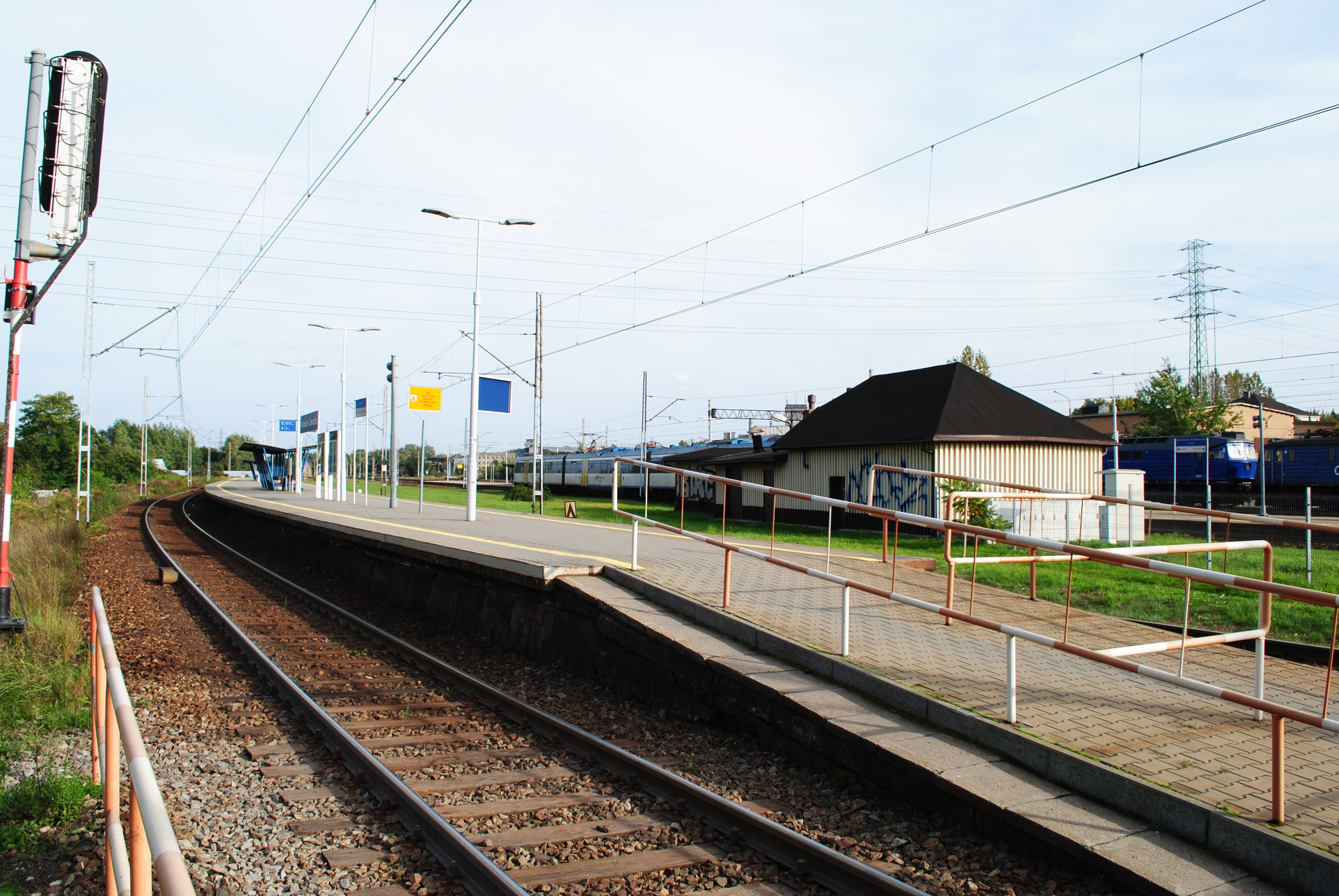
Perony stacji Katowice Zawodzie od strony północno-zachodniej

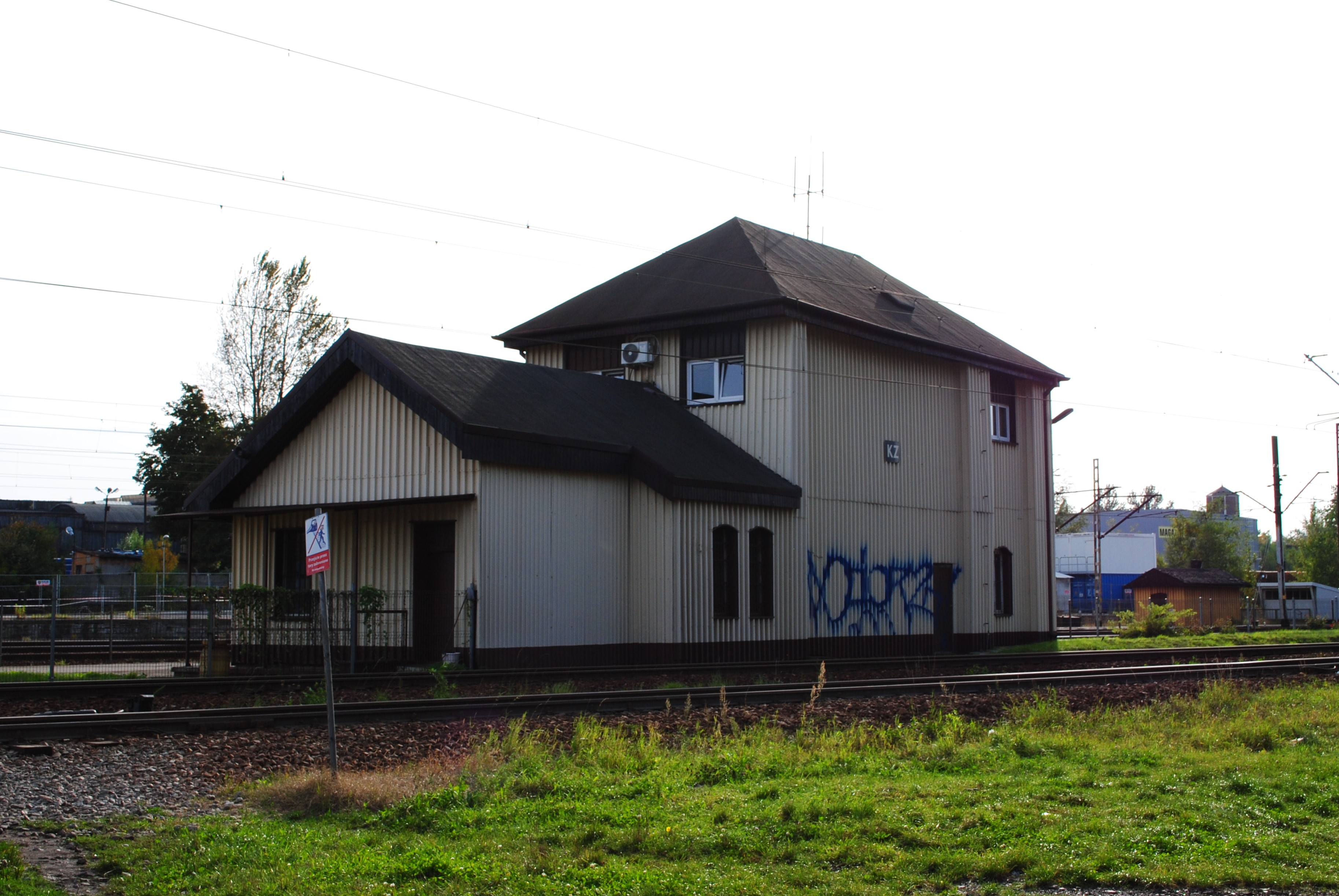
Jedne z budynków na stacji Katowice Zawodzie

W Zawodziu, na wysokości ulicy P. Chromika funkcjonuje stacja kolejowa Katowice Zawodzie. Posiada ona dwa perony i łącznie cztery krawędzie peronowe. Znajdują się tutaj także m.in. dodatkowe tory postojowe oraz semafory świetlne. Stacja ta nie posiada kasy biletowej. Współczesna stacja powstała w 1861 roku przy linii Kolei Górnośląskiej i wówczas punkt ten nazywał Kunigundeweiche. Obecną nazwę stacja posiada od 1996 roku – wcześniej nosiła m.in. nazwę Bogucice (lata 1922–1925) i Katowice Bogucice (lata 1926–1939, 1945–1953 i 1956–1996). W maju 2022 roku na stacji zatrzymywały się pociągi pasażerskie Kolei Śląskich i Polregio, a główne kierunki pociągów w tym czasie były stacje i przystanki: Chałupki, Częstochowa, Gliwice, Katowice, Kraków Główny, Oświęcim, Racibórz, Sędziszów, Sławków i Tychy Lodowisko. Ze stacji kursowały także bezpośrednie połączenia do Buska-Zdroju i Rzeszowa Głównego.
Najwcześniej wybudowaną linią kolejową w Zawodziu jest linia kolejowa 138, przebiegająca przez dzielnicę równoleżnikowo, pomiędzy stacją Katowice na zachodzie a przystankiem osobowym Katowice Szopienice Południowe na wschodzie. Na części odcinku, równolegle do niej biegnie także granica dzielnicy z Osiedlem Paderewskiego-Muchowcem. Linia ta powstała jako fragment trasy łączącej Katowice z Mysłowicami, a oddano ją do użytku 3 października 1846 roku. Linię tę wybudowało Towarzystwo Kolei Górnośląskiej. Linia to do 1856 roku zyskała drugi tor, a w dniu 14 maja 1959 oddano do eksploatacji zelektryfikowany odcinek linii. Na linii tej odbywa się regularny ruch pasażerski i towarowy.
W dniu 24 sierpnia 1859 Towarzystwo Kolei Górnośląskiej wybudowało odcinek linii w kierunku Sosnowca, łączący miasto przez Zawodzie z Katowicami. Jest to współczesna linia 1. Drugi tor na linii powstał do 1915 roku, zaś w dniu 1 czerwca 1957 roku linię zelektryfikowano. Linia ta w granicach dzielnicy biegnie równolegle do linii kolejowej nr 138. Odbywa się na niej ruch pasażerski i towarowy.
W dniu 1 listopada 1861 roku uruchomiono łącznicę kolejową łączącą Zawodzie z Dąbrówką Małą. Linia ta przebiegała równolegle do współczesnych ulic: P. Chromika, Braci Stawowych i pomiędzy Oczyszczalną Ścieków Gigablok a terenami przemysłowo-usługowymi na północ od zakładu. Ruch pasażerski na linii prowadzono do 1 kwietnia 1968 roku, zaś w 1976 roku zamknięto, a później rozebrano tor kolejowy, który przecinał ulicę 1 Maja w rejonie skrzyżowania z ulicą K. Marcinkowskiego. Z Zawodzia prowadziła jeszcze linia kierująca się w stronę Janowa i Murcek. Oddano ją do użytku w dniu 17 czerwca 1900 roku i odbywał się na niej ruch towarowy, zaś przed 2014 roku odcinek w Zawodziu tejże linii został rozebrany.
W Zawodziu przecinały się także liczne bocznice zakładowe, w tym Górnośląskich Kolei Wąskotorowych, które służyły głównie do transportu surowców i półproduktów pomiędzy zakładami przemysłowymi. Bocznice te łączyły się z hutą „Kunegunda” (lata funkcjonowania: 1856–1963) i hutą „Ferrum” (do 1961 roku).

### Miejski transport zbiorowy

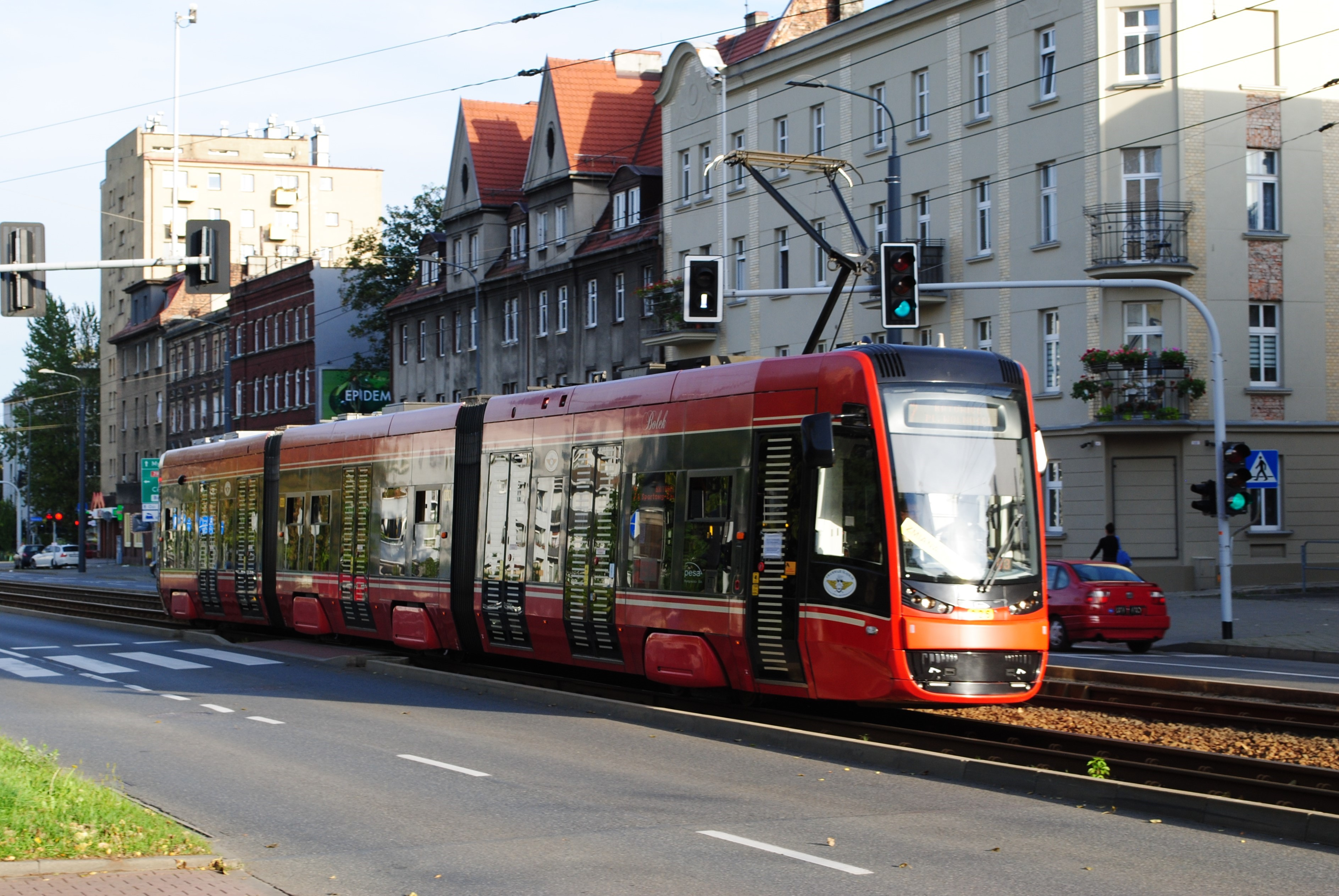
Tramwaj Pesa Twist 2012N kursujący wzdłuż ulicy 1 Maja

Organizatorem miejskiego transportu zbiorowego na terenie Zawodzia jest Zarząd Transportu Metropolitalnego (ZTM), który przejął obowiązki od poprzednich organizatorów 1 stycznia 2019 roku. Transport zbiorowy w granicach dzielnicy realizowany jest zarówno w formie połączeń autobusowych, jak i też na zlecenie Tramwajów Śląskich za pomocą tramwajów.
Na terenie Zawodzia, według stanu z połowy maja 2022 roku, znajduje się łącznie 9 przystanków: Zawodzie Bohaterów Monte Cassino, Zawodzie Centrum Przesiadkowe, Zawodzie Centrum Przesiadkowe Parking, Zawodzie Łączna, Zawodzie Ośrodek Sportowy, Zawodzie Paderewskiego, Zawodzie Uniwersytet Ekonomiczny, Zawodzie Waleriana i Zawodzie Zajezdnia. W granicach dzielnicy funkcjonują ponadto następujące przystanki: Katowice Cmentarz Komunalny, Katowice Fabryka Porcelany, Katowice Graniczna (na ulicy 1 Maja), Katowice Hutnicza, Katowice Porcelanowa (stanowisko w kierunku północnym), Katowice Porcelanowa Zakłady i Katowice Strefa Kultury (stanowisko w kierunku wschodnim).

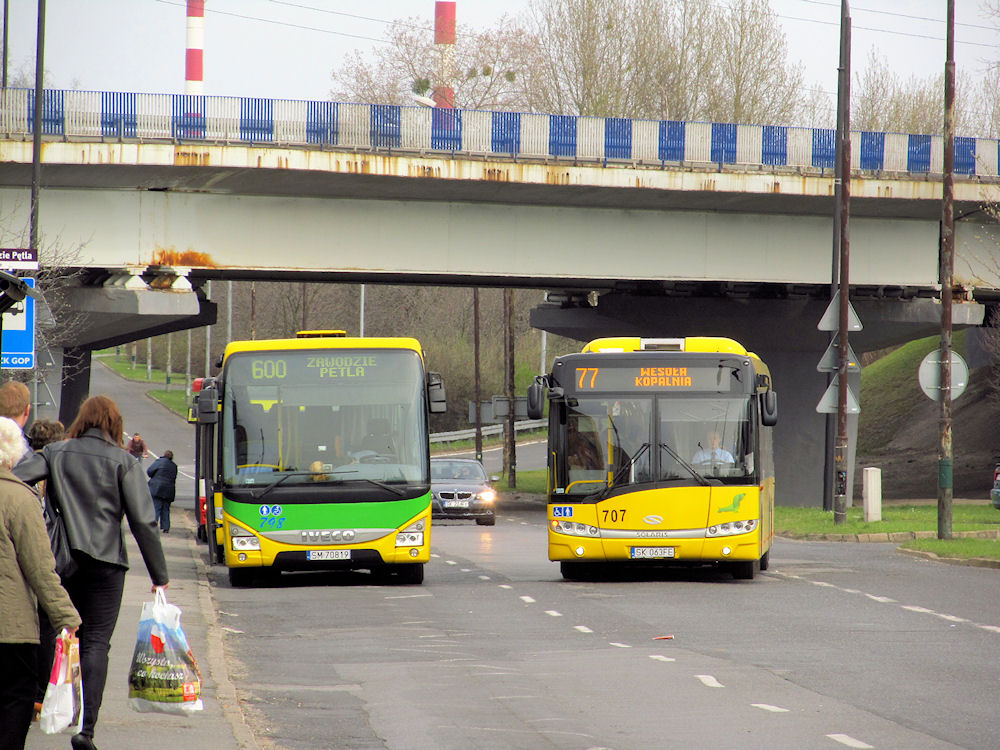
Autobusy transportu zbiorowego przy dawnym przystanku Zawodzie Pętla (2015)

Węzeł komunikacyjny w rejonie Centrum Przesiadkowego Zawodzie przy ulicy 1 Maja pełni wyłącznie funkcję komunikacyjną. Centrum Przesiadkowe Zawodzie składa się z dwóch peronów, dodatkowych torów tramwajowych i 16 miejsc dla autobusów, a także z parkingu dla samochodów z 175 miejscami postojowymi, parkingu dla rowerów oraz punktu Kiss & Ride. W budynku centrum przesiadkowego znajduje się zaś poczekalnia oraz dwa punkty handlowe. Na nim funkcjonują dwa przystanki: Zawodzie Centrum Przesiadkowe i Zawodzie Centrum Przesiadkowe Parking. Z pierwszego z nich odjeżdżały w połowie maja 2022 roku autobusy 13 linii, w tym jedna nocna, łącząca różne rejony Górnośląsko-Zagłębiowskiej Metropolii, a także 14 linii tramwajowych.
Przystanek Zawodzie Paderewskiego obsługuje średnio 700 pasażerów na godzinę. Jest to wyłącznie przystanek tramwajowy, z którego w połowie maja 2022 roku odjeżdżało łącznie 13 linii w obydwu kierunkach. Łączyły one tę część Zawodzia z niektórymi dzielnicami Katowic, w tym z Dębem, Osiedlem Tysiąclecia, Szopienicami-Burowcem, Śródmieściem, Wełnowcem-Józefowcem i Załężem, a także z innymi miastami: Bytom, Chorzów, Mysłowice, Sosnowiec czy Siemianowice Śląskie.

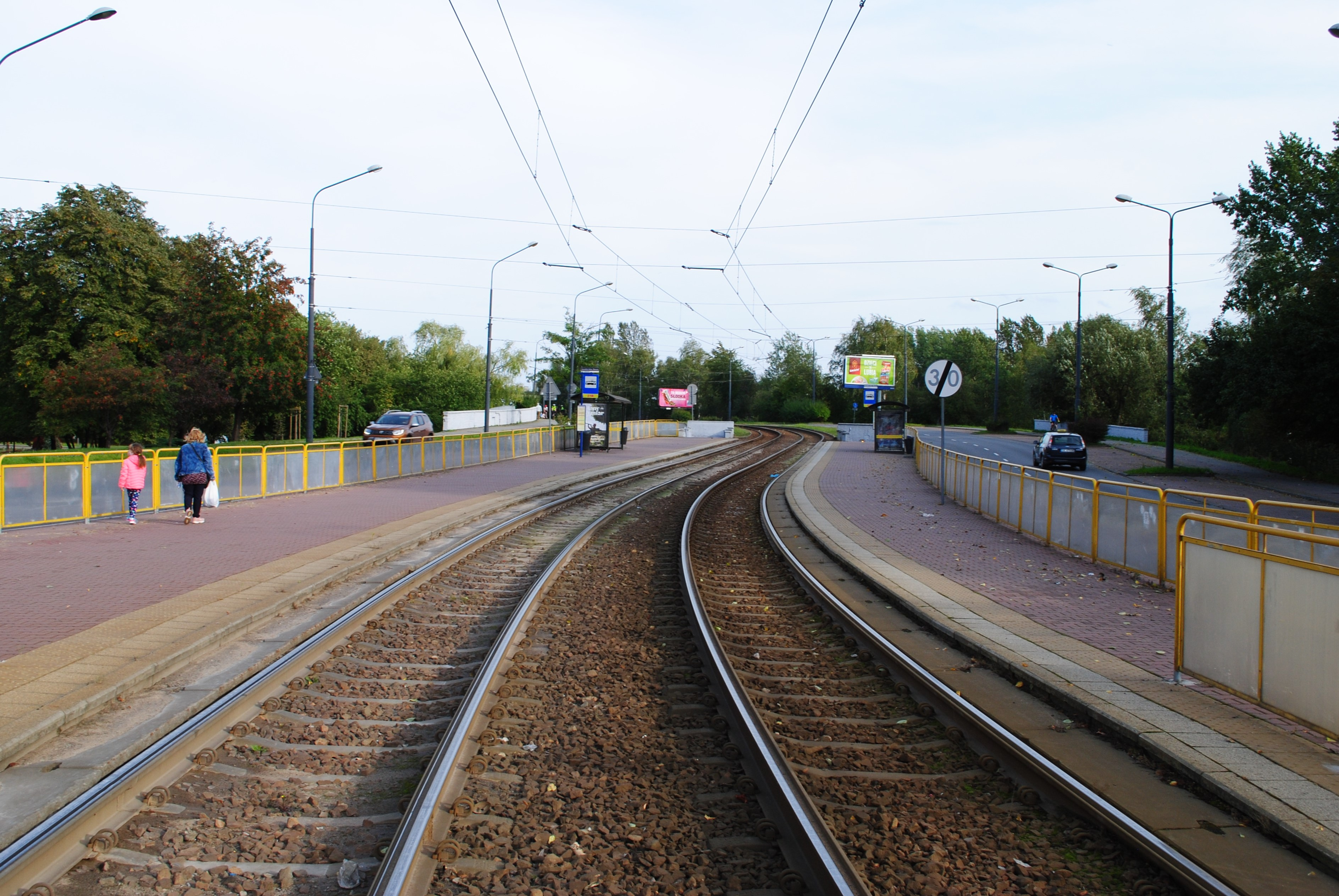
Przystanek tramwajowy Zawodzie Uniwersytet Ekonomiczny (ul. 1 Maja)

Historia linii tramwajowej przechodzącej przez Zawodzie sięga końca XIX wieku. Wówczas to w 1893 roku została powołana spółka Schikora & Wolff z siedzibą w Katowicach, która uzyskała, 29 grudnia 1897 roku, cząstkową koncesję na realizację trasy tramwajowej na odcinku Świętochłowice – Hajduki – Załęże – Katowice – Zawodzie – Mysłowice. W następnym roku spółka ta odstąpiła swoje prawa konsorcjum kilku domów bankowych, które 27 maja 1898 roku powołały spółkę akcyjną Oberschlesische Kleinbahnen und Elektrizitätswerke A.G. Linię na odcinku Katowice – Zawodzie zbudowała spółka Kramer & Co. w 1898 roku, zaś 23 czerwca 1900 roku odebrano odcinek Zawodzie – Bagno będący własnością firmy spółki Kramera i odcinek Bagno – Roździeń spółki Oberschlesische Kleinbahnen und Elektrizitätswerke. Linię tramwajową łączącą Katowice z Mysłowicami, przez Zawodzie, oddano do użytku 7 sierpnia 1899 roku.
Powstał także projekt budowy linii tramwajowej łączącej Zawodzie z Bogucicami i Dąbrówką Mała, który nie doszedł do realizacji. Linia ta w Zawodziu miała przebiegać wzdłuż ulicy Bogucickiej.
Po I wojnie światowej rozpoczęto prace nad przebudową sieci na normalny tor – ruch po normalnym torze na całej trasie Katowice – Sosnowiec uruchomiono 8 grudnia 1928 roku. W Zawodziu w latach 1943–1944 powstała pętla tramwajowa. W okresie powojennym, w 1947 roku oddano do użytku w Zawodziu podstację, zaś w latach 1958–1962 trwała budowa zajezdni tramwajowej w Zawodziu na 118 wozów, którą oddano do użytku w lutym 1962 roku. W jej sąsiedztwie, przy ulicy 1 Maja w 1972 roku otwarto zajezdnię autobusową. W latach 2007–2009 zmodernizowano ciągnące się wzdłuż ulicy 1 Maja torowisko tramwajowe. W ramach prac wymieniono szyny tramwajowe, podbudowę oraz przebudowano przystanki.
W połowie grudnia 2017 roku przekazano teren budowy pod zawodziańskie centrum przesiadkowe, znajdujące się w rejonie ulic: Bagiennej, Krakowskiej i 1 Maja. Centrum przesiadkowe zostało przekazane do użytku 7 grudnia 2020 roku, kiedy to pierwsi pasażerowie mogli korzystać nowego centrum. Koszt budowy centrum wynosiło 95,2 mln złotych.

## Architektura i urbanistyka

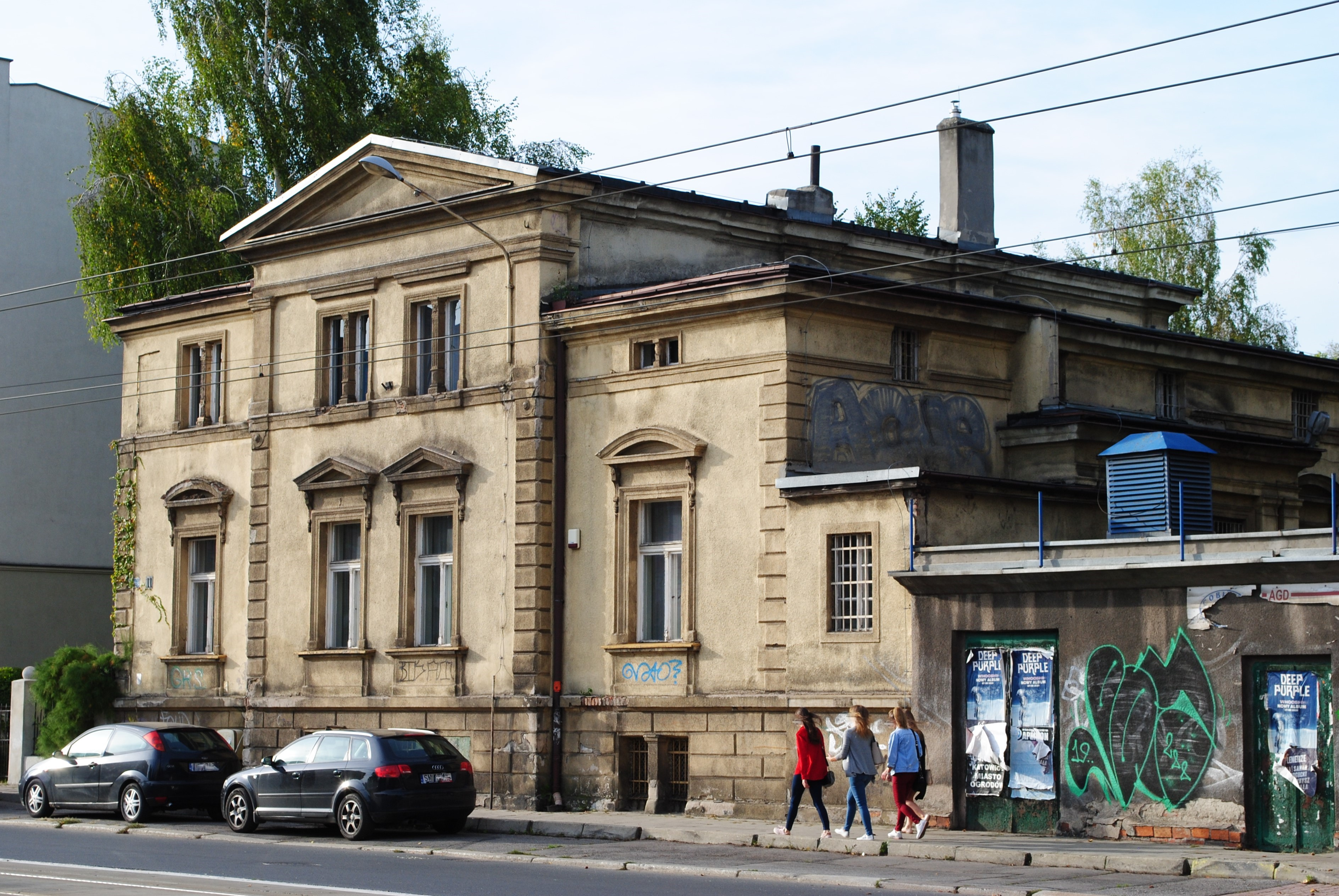
Dawna willa przy ulicy 1 Maja 11, wybudowana na początku XX wieku

Zawodzie pod względem architektoniczno-urbanistycznym charakteryzuje się dużym zróżnicowaniem. W dzielnicy znajduje się szereg budynków pochodzących z różnych okresów i o zróżnicowanej wartości pod względem architektonicznym. Na przełomie XIX i XX wieku następował znaczny rozwój architektoniczno-urbanistyczny Zawodzia, zwłaszcza wzdłuż ulicy 1 Maja. Wraz z rozwojem i uprzemysłowieniem Zawodzia, w miejsce parterowego budownictwa wiejskiego z przydomowymi ogródkami powstawały kamienice mieszczańskie o 2-4 kondygnacjach. Do końca XIX wieku zabudowa Zawodzia przybrała już typowo miejski charakter. Znajdujące się współcześnie budynki, pochodzące z końca XIX wieku znajdują się w różnych miejscach w Zawodziu, a czego najwięcej z nich jest przy ulicy 1 Maja, w tym budynki o numerach: 6, 15, 23, 37, 45, 49, 87, 102, 125, 127, 131 i 154. Z końca XIX wieku pochodzą także gmachy przy ulicy: Granicznej 13, I.J. Paderewskiego 1, Waleriana 10 i 12, P. Niedurnego 10 (z lat 80. XIX wieku) oraz K. Marcinkowskiego 13.

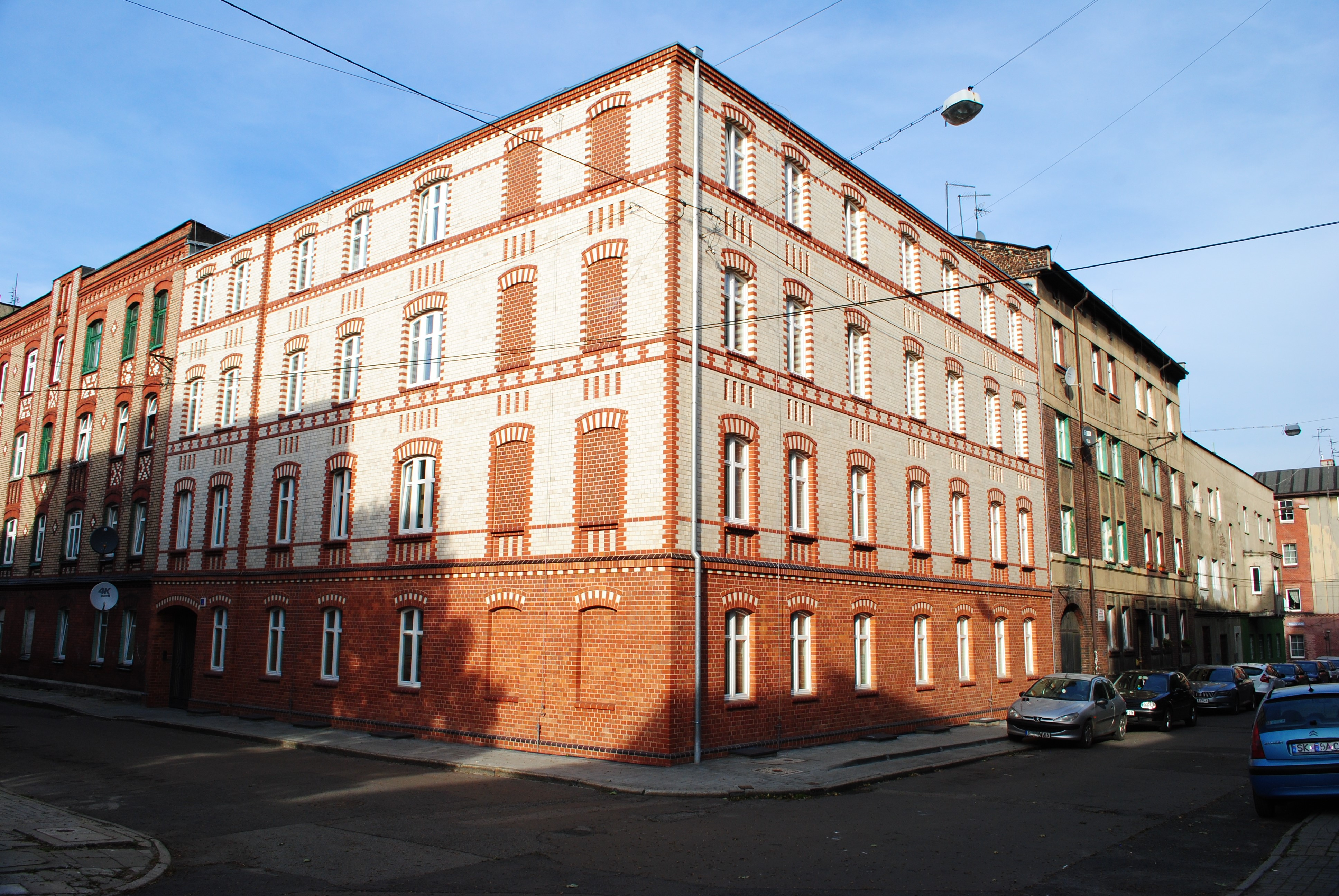
Historyczne kamienice mieszkalne na skrzyżowaniu ulic Karola i S. Czarnieckiego

Stosunkowo duży odsetek zabudowy Zawodzia powstał w latach 1900–1922. Zabudowa ta rozwijała się głównie na zachód od ulicy Murckowskiej i koncentruje się wzdłuż ulicy 1 Maja, zaś po wschodniej strony powstała większa część współczesnej zabudowy ulic: Waleriana, G. Hałubki, P. Niedurnego, Racławickiej i P. Chromika. W latach 1900–1901 roku dla robotników huty Ferrum w rejonie dzisiejszego osiedla Bulwary Rawy wybudowano kolonię robotniczą huty „Ferrum”. Powstało wówczas 31 obiektów według projektu Jakuba Weissenberga, w tym domy mieszkalne i tzw. Dom Wypoczęcia (obecnie siedziba filii Zawodzie Miejskiego Domu Kultury „Bogucice-Zawodzie” w Katowicach). Kolonia ta istniała do lat 90. XX wieku. W 1912 roku przy ulicy 1 Maja oddano do użytku gmach ratusza gminy Bogucice. Powstał on w stylu neoklasycystycznym i obecnie jest on siedzibą Uniwersytetu Ekonomicznego w Katowicach. Był on budowany w latach 1911–1912 z inicjatywy późniejszej Katowickiej Spółki Akcyjnej dla Górnictwa i Hutnictwa, zaś projekt budowli opracował Arnold Hartmann z Berlina.

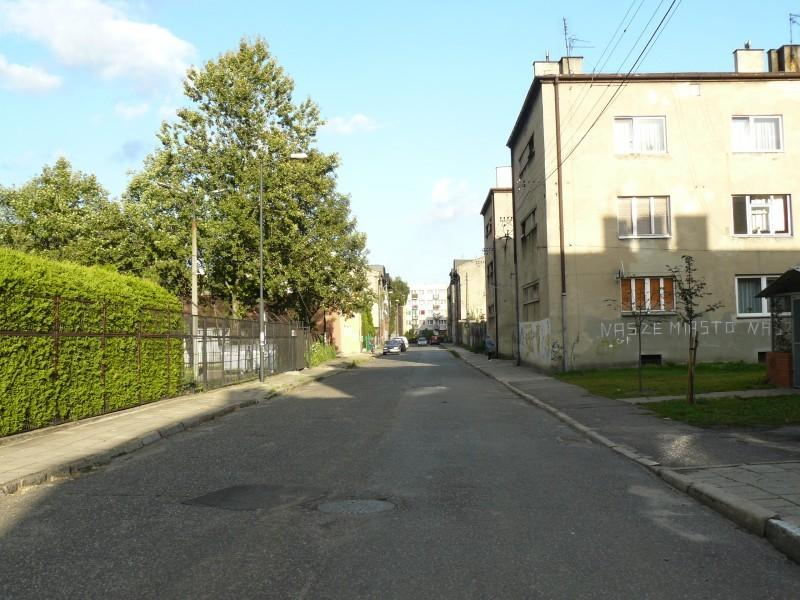
Ulica Cynkowa; po prawej fragment osiedla tzw. Pierwszej Potrzeby z lat 1935–1937

W 1930 roku przy dzisiejszej ulicy 1 Maja rozpoczęto budowę kościoła Opatrzności Bożej. Gmach ten powstawał według projektu opracowanego przez Tadeusza Łobosia. Budowę kościoła ukończono rok później, zaś prace wykończeniowe, w tym wznoszenie wolnostojącej wieży, trwały do 1937 roku. Świątynia posiada prostą, masywną sylwetkę horyzontalnej kubicznej bryły. Przy ulicy Cynkowej w latach 1935–1937 powstało osiedla dla bezrobotnych – tzw. Pierwszej Potrzeby. Powstało ono przy udziale katowickiego magistratu. Tworzą je cztery jednorodne bloki mieszkalne, w których znajdują się 72 mieszkania oraz budynek dawnego przedszkola. Ponadto w okresie międzywojnia powstały w Zawodziu pojedyncze budynki.
Powojenna faza rozwoju architektoniczno-urbanistycznego Zawodzia, trwająca od 1945 roku do końca lat 80. XX wieku, wiązała się głównie z budową dużych osiedli mieszkaniowych, rozbudowy sieci drogowej (w tym alei W. Roździeńskiego i ulicy Murckowskiej) i rozwoju bazy szkolnictwa wyższego. W początkowym okresie Polski Ludowej do lat 70. XX wieku nowa zabudowa Zawodzia powstawała głównie poza zwartą pierzeją ulicy 1 Maja. Z tego okresu pochodzą m.in. budynki mieszkalne przy ulicy 1 Maja 110, 112 i 112 (z pierwszej połowy lat 60. XX wieku), Racławickiej 5 (z 1969 roku) czy przy ulicy P. Niedurnego 7 (z lat 50. XX wieku). W latach 1947–1949 wybudowano budynek X Liceum Ogólnokształcącego im. Ignacego Jana Paderewskiego, znajdujący się przy ulicy K. Miarki 6.

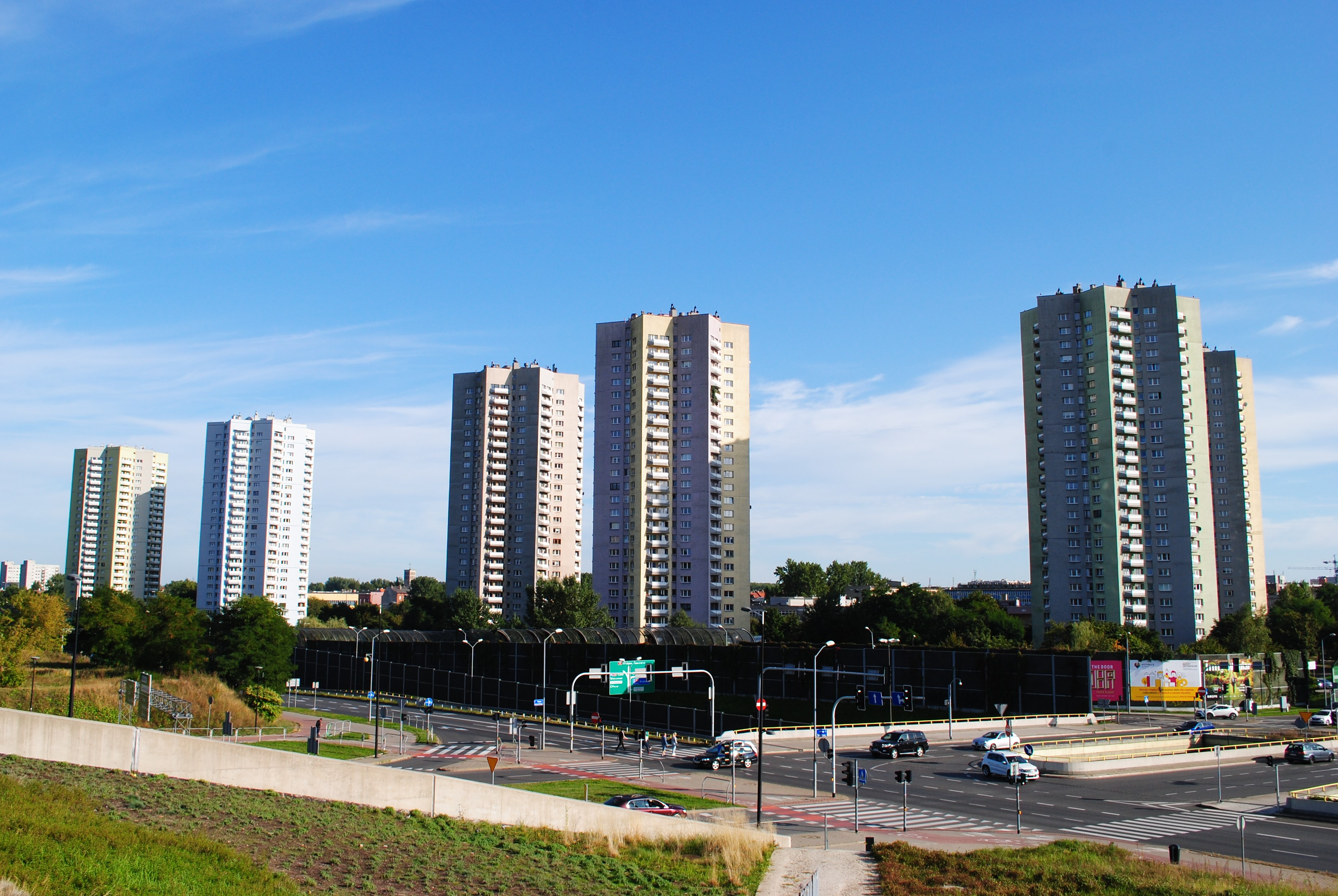
Osiedle W. Roździeńskiego, powstałe w latach 70. XX wieku; widok od strony północno-zachodniej

W latach 70. XX wieku powstało osiedle im. Walentego Roździeńskiego. Osiedle to realizowano dwuetapowo. W pierwszym, zrealizowanym w latach 1972–1978 powstały trzy wieżowce mieszkalne i szkoła, zaś drugi trwał w latach 1980–1982 i w jego ramach powstały dalsze cztery wieżowce i pawilon handlowo-usługowy. Osiedle zaprojektowali architekci: Henryk Buszko, Aleksander Franta i Tadeusz Szewczyk. Położone w granicach dzielnicy osiedle W. Roździeńskiego charakteryzuje się największym spośród pozostałych osiedli mieszkaniowych Katowic wskaźnikiem intensywności zabudowy netto wynoszącym 1,96, a także największą średnią liczbą kondygnacji – 16,3. Udział powierzchni zabudowanej w powierzchni obszaru osiedla wynosi zaś 12%. Osiedle W. Roździeńskiego składa się z siedmiu wieżowców mieszkalnych, zwanych także „Gwiazdami”. Mają one po 24 kondygnacje, a wysokość każdego z budynków sięga 75 metrów. Położone są one przy alei W. Roździeńskiego 86, 86a, 88, 90, 96, 98, 100. Cztery z wieżowców mieszkalnych osiedla W. Roździeńskiego zarządzane są przez Administrację Osiedla Gwiazdy Katowickiej Spółdzielni Mieszkaniowej z siedzibą przy alei W. Roździeńskiego 86a.

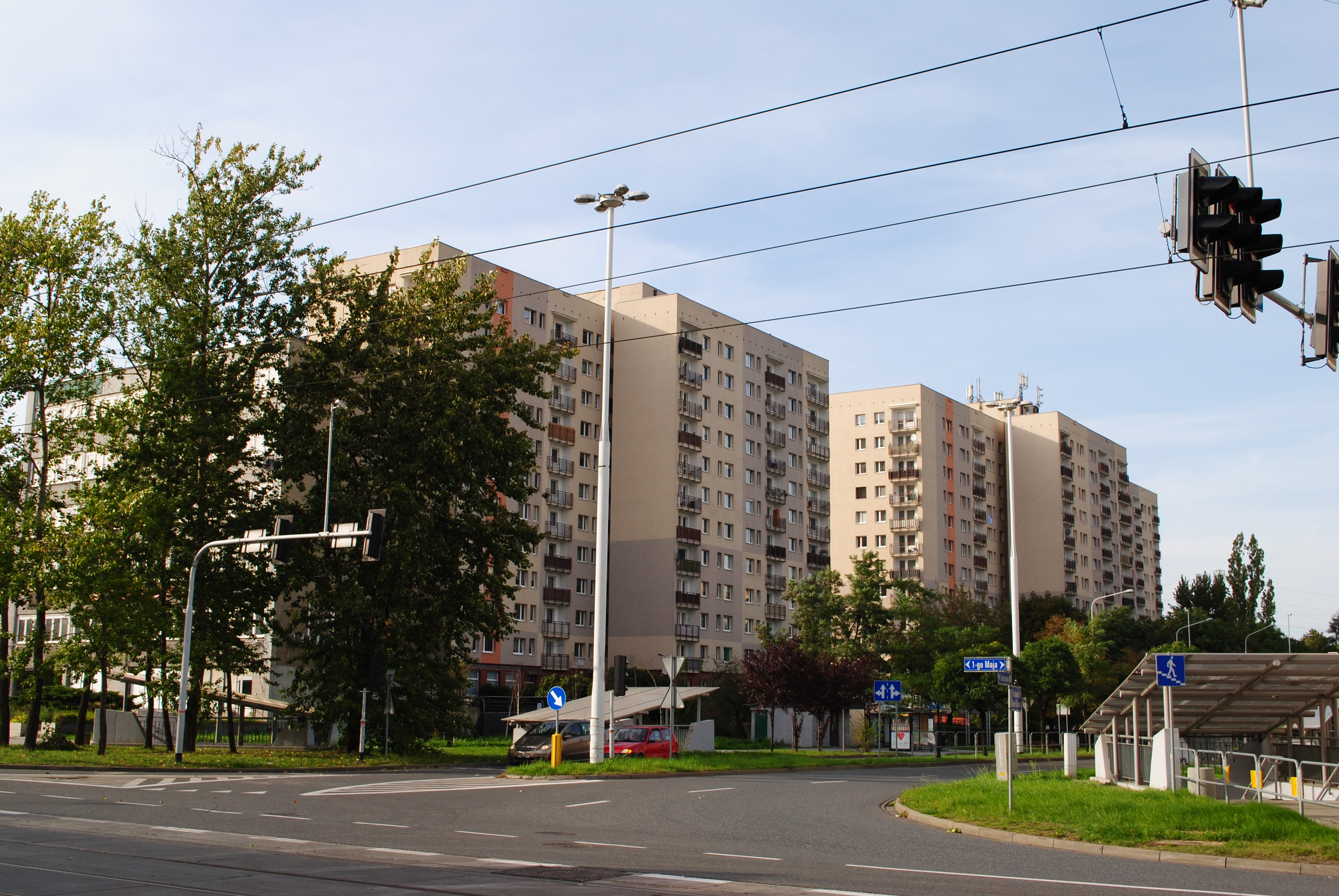
Bloki mieszkalne przy ulicy Bohaterów Monte Cassino z końca lat 70. XX wieku

W 1975 roku rozpoczęto prace nad przebudową układu komunikacyjnego Zawodzia. W tym celu rok później wyburzono cześć zabudowy przy ulicy 1 Maja na odcinku od ulicy Murckowskiej do ulicy S. Żółkiewskiego, zaś w 1978 roku przy ulicy Bohaterów Monte Cassino. Tam też i w rejonie ulicy P. Chromika i Łącznej powstały nowe bloki mieszkalne, zaprojektowane przez inżyniera architekta Andrzeja Trybusia. Osiedle przy ulicy Bohaterów Monte Cassino zwane jest także osiedlem Dawida, a dawniej Zawodzie II. Z planowanych ośmiu budynków zrealizowano jedynie 3 bloki mieszkalne. Znajdujące się w Zawodziu powojenne osiedle mieszkaniowe Zawodzie zarządzane jest przez Katowicką Spółdzielnię Mieszkaniową. składa się z 31 budynków wielorodzinnych, zamieszkanych w kwietniu 2020 roku przez 3251 osób. Siedziba osiedla mieści się przy ulicy Bohaterów Monte Cassino 5. Na osiedle składają się budynki położone przy ulicy 1 Maja, Bohaterów Monte Cassino, G. Hałubki, Łącznej, Piaskowej, Racławickiej i S. Staszica.

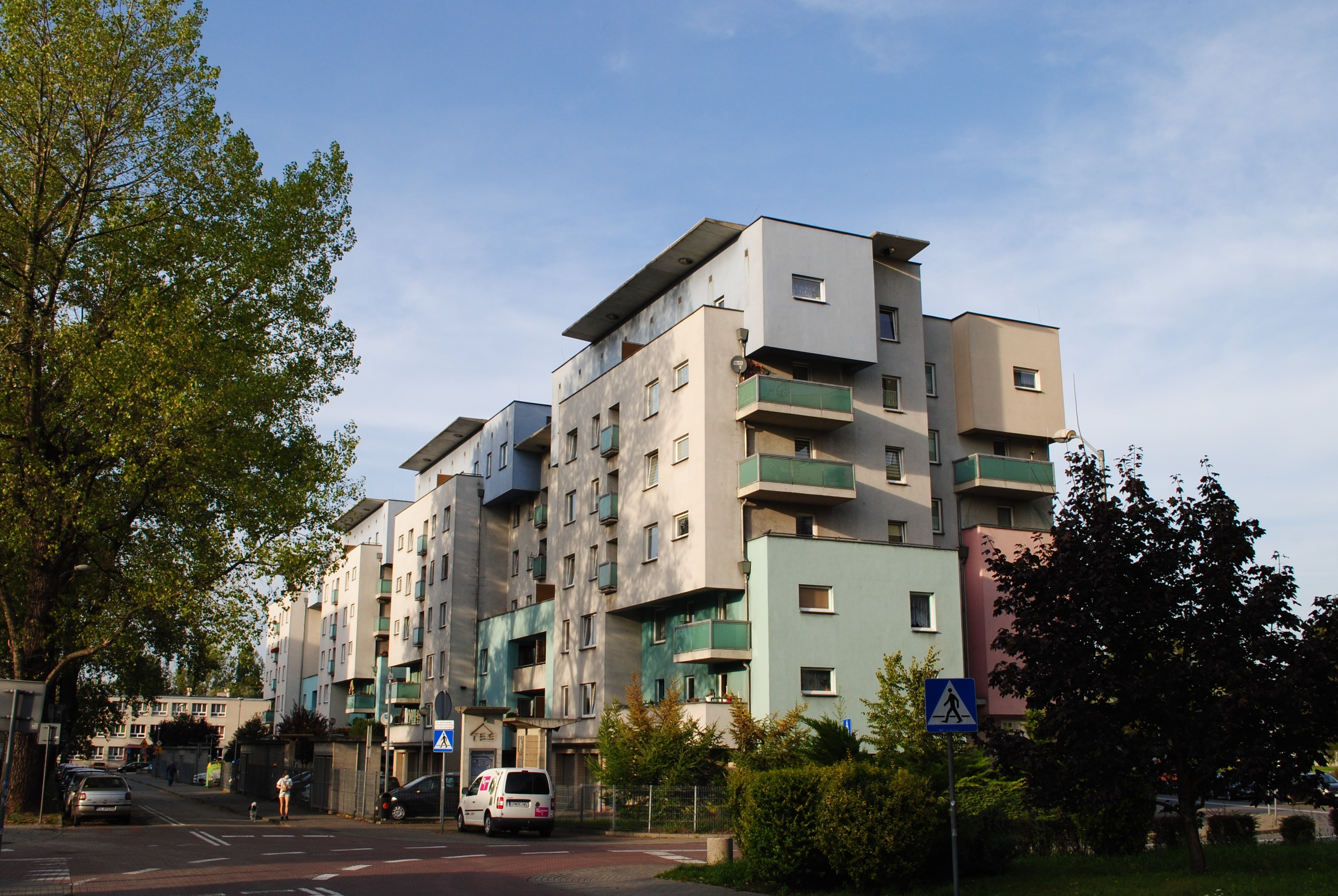
Fragment osiedla Bulwary Rawy – budynki mieszkalne III etapu osiedla przy ulicy K. Marcinkowskiego

Współczesny rozwój urbanistyczny Zawodzia, trwający od początku lat 90. XX wieku charakteryzuje się rozwojem nowych, niewielkich osiedli mieszkaniowych, rozwoju sieci drogowej, likwidacji znacznej części linii i bocznic kolejowych, a także przekształcenia gospodarcze, które doprowadziły m.in. do stopniowej likwidacji uciążliwych zakładów produkcyjnych i rewitalizacji terenów poprzemysłowych. W 1999 roku w rejonie ulic: K. Marcinkowskiego, Braci Stawowych, Bohaterów Monte Cassino i 1 Maja rozpoczęto realizację osiedle mieszkaniowego Bulwary Rawy. Do sierpnia 2011 roku zrealizowano łącznie cztery etapy. W ramach pierwszego powstało sześć budynków o łącznej ilości 204 mieszkań, w II etapie jeden czterosegmentowy budynek ze 154 mieszkaniami, w III etapie oddano do użytku 198 mieszkań, zaś w IV etapie jeden czterosegmentowy budynek ze 165 mieszkaniami.
W latach 2011–2013 trwały prace nad budynkiem Centrum Nowoczesnych Technologii Informatycznych, który został oddany do użytku w listopadzie 2013 roku. Położony jest on przy ulicy Bogucickiej 5. Łączne powierzchnia użytkowa budynku wynosi 7,8 tys. m². W tym samym okresie, latach 2011–2013 roku renowację przeszedł gmach rektoratu Uniwersytetu Ekonomicznego. W tamach prac m.in. odbudowano wieżyczkę wieńczącą gmach, która została zniszczona podczas II wojny światowej.

### Obiekty historyczne i zabytkowe

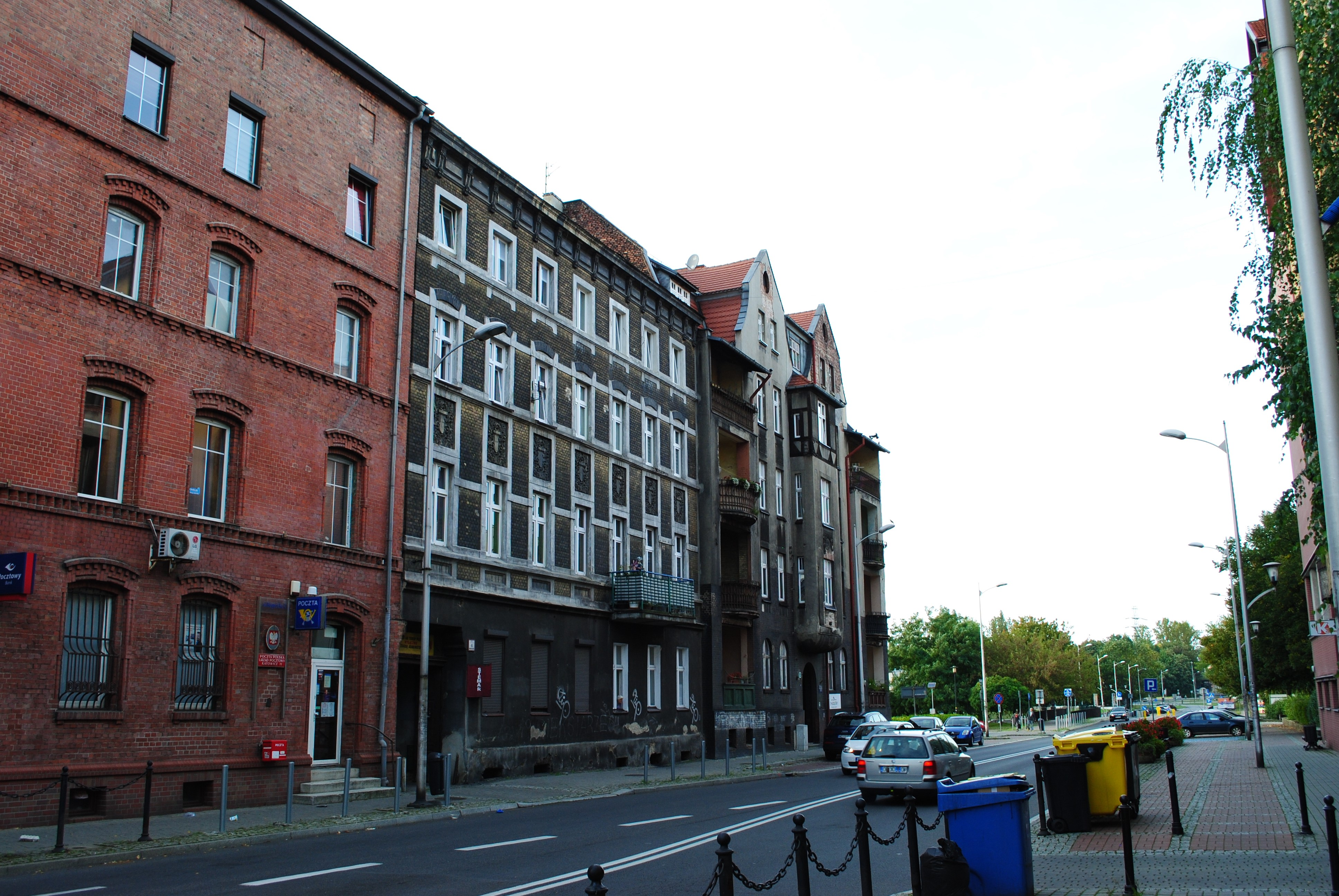
Fragment historycznej zabudowy Zawodzia (ul. Bogucicka); po prawej stronie zabytkowa kamienica pod numerem 6

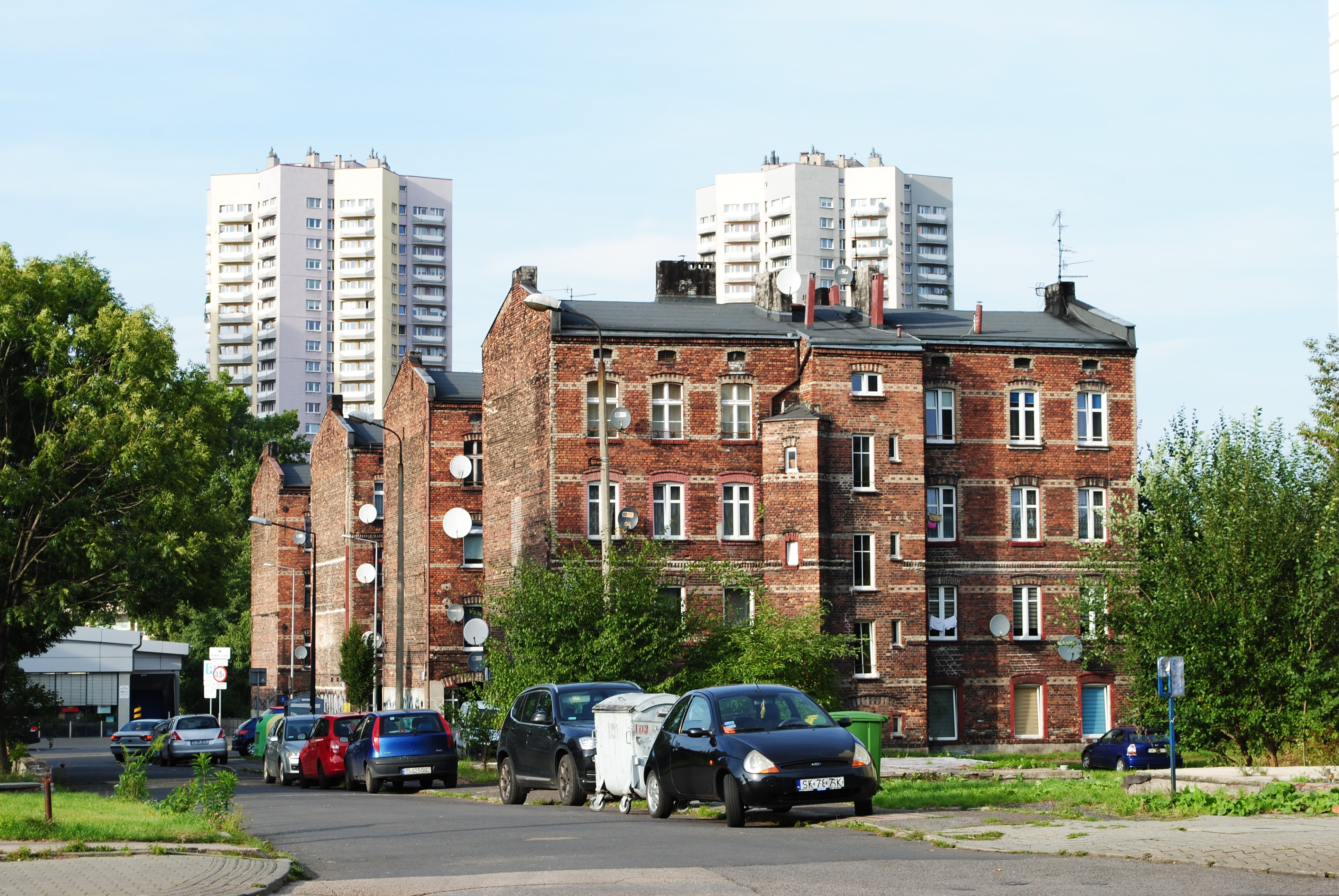
Kompleks familoków przy ulicy Długiej 2, 3, 4 i 5; w tle fragment osiedla W. Roździeńskiego

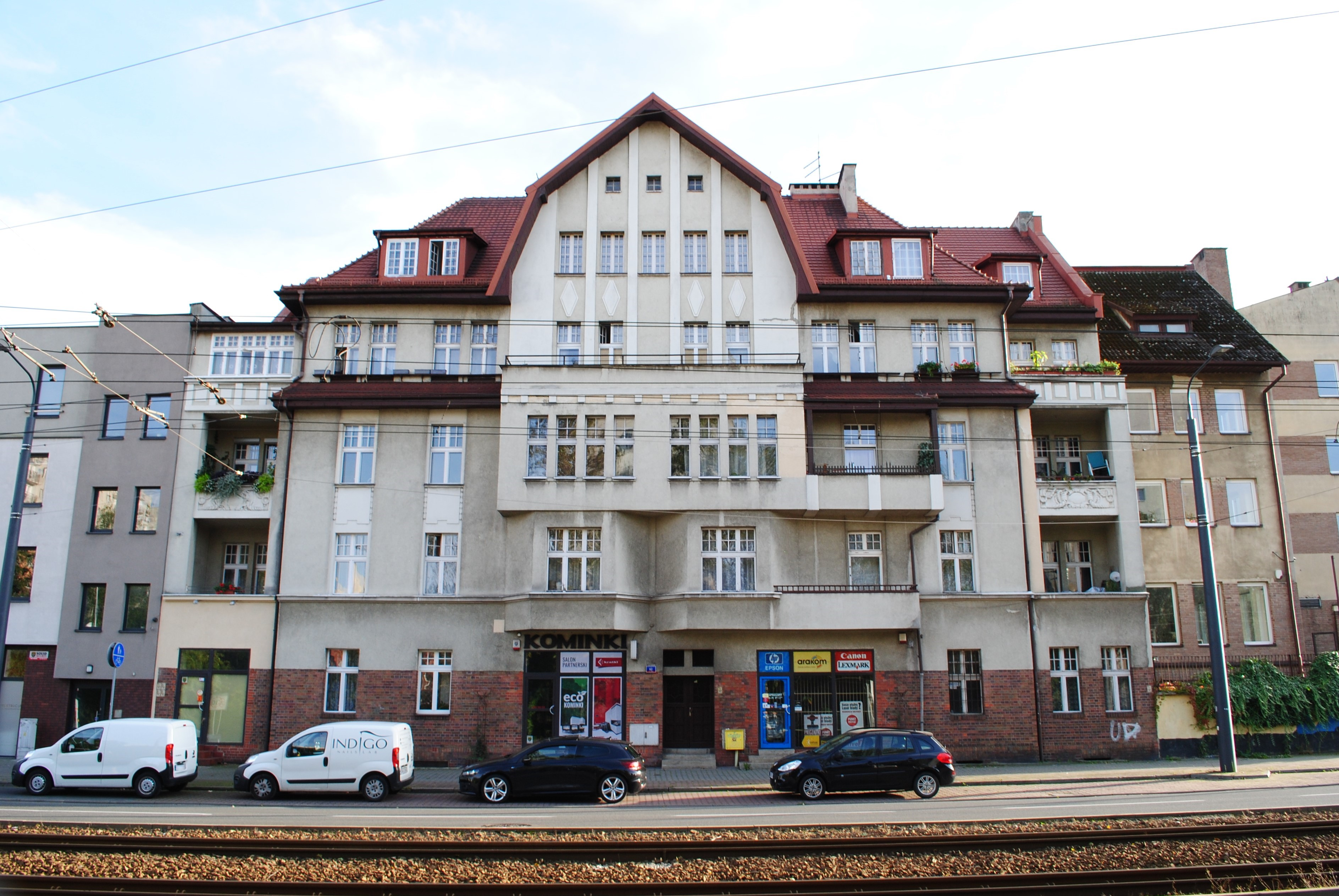
Kamienica (ul. 1 Maja 92)

W granicach Zawodzia znajdują się następujące obiekty wpisane do rejestru zabytków:
- Dawny ratusz gminy Bogucice (ul. 1 Maja 50) – obecnie siedziba rektoratu Uniwersytetu Ekonomicznego w Katowicach; nr rej. A/679/2020 z 19 sierpnia 1978 roku[187],
- Kamienica (ul. Bogucicka 6) – wybudowana w 1909 roku w stylu secesyjnym[188]; nr rej. A/1223/23[189] z 11 sierpnia 1992 roku[187],
- Kościół parafialny pw. Opatrzności Bożej (ul. 1 Maja 52) – z lat 1930–1938; nr rej. A/515/2019 z 29 maja 2019 roku[187],
- Zespół budynków szkoły i przedszkola (ul. S. Staszica 2) – gmach z przełomu XIX i XX wieku w stylu neogotyckim[188]; nr rej. A/526/2019 z 30 grudnia 1994 roku[187].

Na obszarze Zawodzia znajdują się następujące obiekty objęte ochroną na podstawie ustaleń miejscowych planów zagospodarowania przestrzennego, bądź też proponowane do ochrony na podstawie tekstu studium uwarunkowań i kierunków zagospodarowania przestrzennego miasta Katowice:
- Budynki (ul. B. Czecha 4, 4a, 5, 5a, 6 i 6a[190]),
- Budynki przemysłowe dawnych zakładów porcelany „Giesche”, późniejsza Porcelana Śląska[191]: budynek produkcyjny i składowy, budynek produkcyjny i biurowy, dawna stajnia (ul. Porcelanowa 23)[192];
- Budynki szkolne Uniwersytetu Ekonomicznego z lat 30. XX wieku, funkcjonalizm (ul. Bogucicka 3[190]; ul. 1 Maja 45 i 47[192]),
- Familoki (ul. Długa 2, 3, 4, 5[190]; ul. G. Hałubki 5, 7, 9, 11; ul. Waleriana 2, 4, 6, 8, 10, 12[192]),
- Gmach przedszkola z końca XIX wieku w stylu historyzmu (ul. K. Marcinkowskiego 13)[192],
- Kamienice (ul. Bogucicka 1, 2 i 4; ul. S. Czarnieckiego 2, 3, 4, 6, 8, 11 i 13; ul. Floriana 3, 4, 5; ul. Graniczna 11, 13; ul. G. Hałubki 1[190]; ul. Karola 1, 3; ul. W. Łokieka 3a; ul. 1 Maja 4, 5/7, 6, 8, 9, 10, 18, 22, 23, 24, 26, 26a, 28, 30, 32, 36, 38, 44, 46, 48, 49, 51, 53, 59, 61, 92, 96, 98, 102, 104, 106, 117, 130, 132; ul. Nad Potokiem 1, 2; ul. P. Niedurnego 2, 4, 6, 8; ul. I.J. Paderewskiego 4; ul. Racławicka 1, 3, 4; ul. M. Reja 6; ul. Szeroka, 27, 29; ul. S. Żółkiewskiego 2[192]),
- Wille stylu klasycystycznym (ul. 1 Maja 2a, 11)[192],
- Zabudowa huty „Ferrum” – budynek dyrekcji, budynek oddziału wykonawstwa inwestycji budynek biurowy administracji[191], wieża wodna[192] (ul. Hutnicza)[191].

Część z wyżej wymienionych budynków jest dodatkowo objęta ochroną konserwatorską na podstawie przepisów miejscowego planu zagospodarowania przestrzennego. Na terenie Zawodzia występują następujące strefy ochrony konserwatorskiej bądź obszary postulowane do ochrony:
- Okolice ul. 1 Maja – głównie zwarta zabudowa kamienic w ciągu ulic, część zachodnia[194],
- Okolice ul. 1 Maja – familoki, szkoła[194].

### Pomniki i tablice pamiątkowe
Na terenie Zawodzia znajdują się następujące miejsca pamięci:
- Tablica upamiętniająca poległych w latach 1919 i 1945 „w walce o obronę Ziemi Śląskiej” (na fasadzie siedziby Uniwersytetu Ekonomicznego w Katowicach przy ul. 1 Maja 50)[195].

### Zagospodarowanie przestrzenne

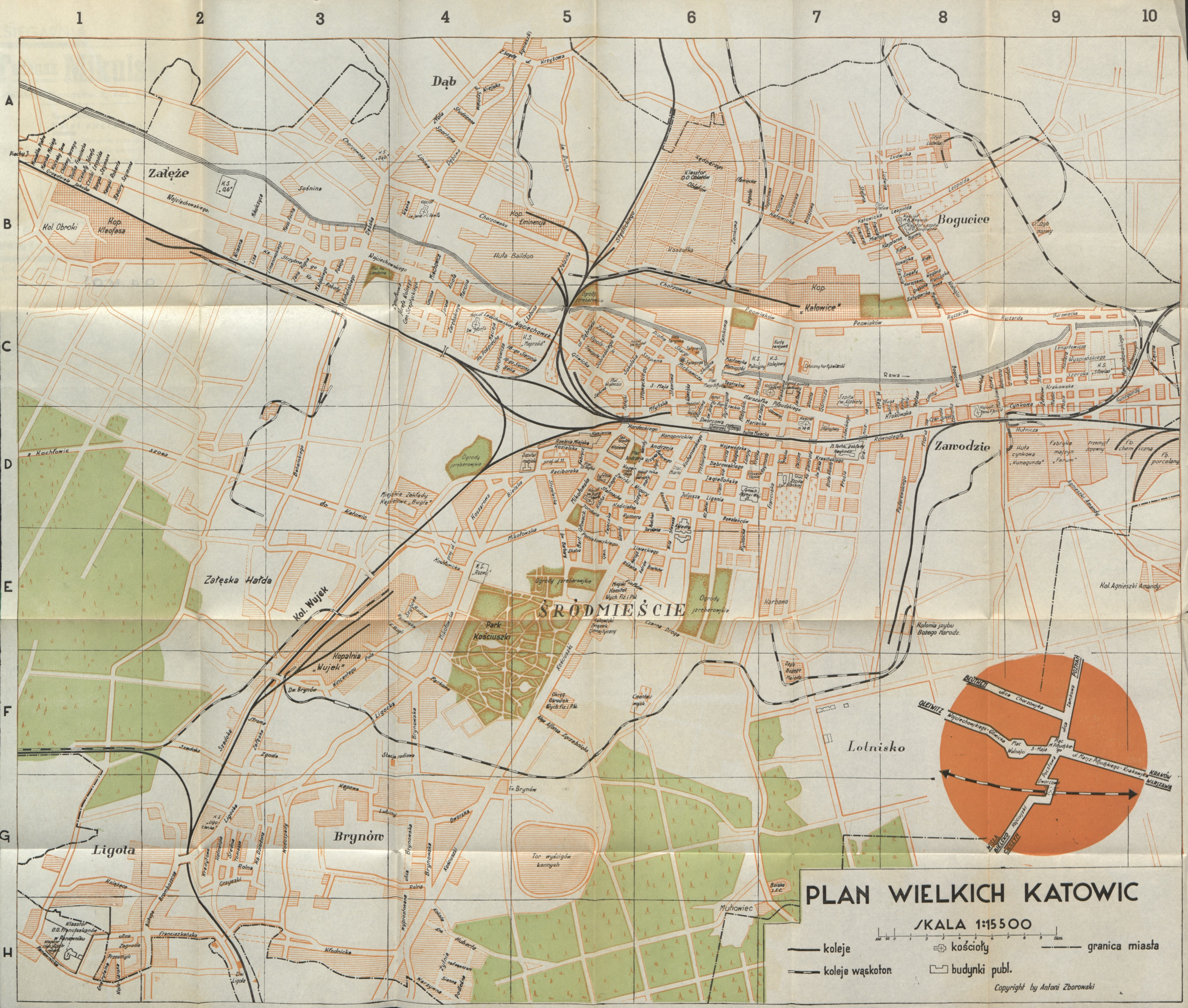
Plan Wielkich Katowic z 1939 roku; po wschodniej stronie plan Zawodzia

Zawodzie cechuje się wielofunkcyjnym zagospodarowaniem przestrzeni związanym z: transportem, obszarami handlowo-produkcyjnymi, handlowymi, terenami mieszkaniowymi oraz funkcją nauki i szkolnictwa wyższego. W ramach Studium uwarunkowań i kierunków zagospodarowania przestrzennego miasta Katowice wydzielono obszar urbanistyczny Zawodzie o powierzchni 533,37 ha. Pod względem faktycznego użytkowania terenu w styczniu 2008 roku, największy obszar jednostki zajmują tereny produkcyjno-usługowe o powierzchni 146,4 ha, co stanowi 27,45% powierzchni Zawodzia. Znaczący udział mają także tereny komunikacji (87,8 ha; 16,46%), lasy (81,89 ha; 15,35%) i wolne tereny budowlane (62,04 ha; 11,63%). W Zawodziu brak jest natomiast terenów rolnych.
Udział powierzchni zabudowanej w powierzchni terenu Zawodzia w 2007 roku wynosił 32% i był on większy od średniej dla całych Katowic – 23%. W niektórych kwartałach zabudowy dzielnicy wskaźnik ten przekracza 50%. Wskaźnik intensywności zabudowy netto dla Zawodzia oscylował na poziomie 0,82 (wyższy od wskaźnika dla Katowic – 0,49), zaś średnia liczba kondygnacji w 2007 roku wynosiła 2,56 (także wyższa dla średniej dla całego miasta, wynosząca 2,13 kondygnacji).
Elementem dezintegrującym strukturę przestrzenną Zawodzia stanowią bariery antropogeniczne w postaci równoleżnikowych pasm terenów kolejowych ciągnących się w osi Szopienice – Zawodzie – Śródmieście oraz głównych arterii drogowych – aleja W. Roździeńskiego i ulica Murckowska. Dodatkowymi barierami są pasma terenów przemysłowo-składowych, nieużytków i lasów pomiędzy Zawodziem a Burowcem, a także Zawodziem i Janowem-Nikiszowcem.

## Oświata i nauka

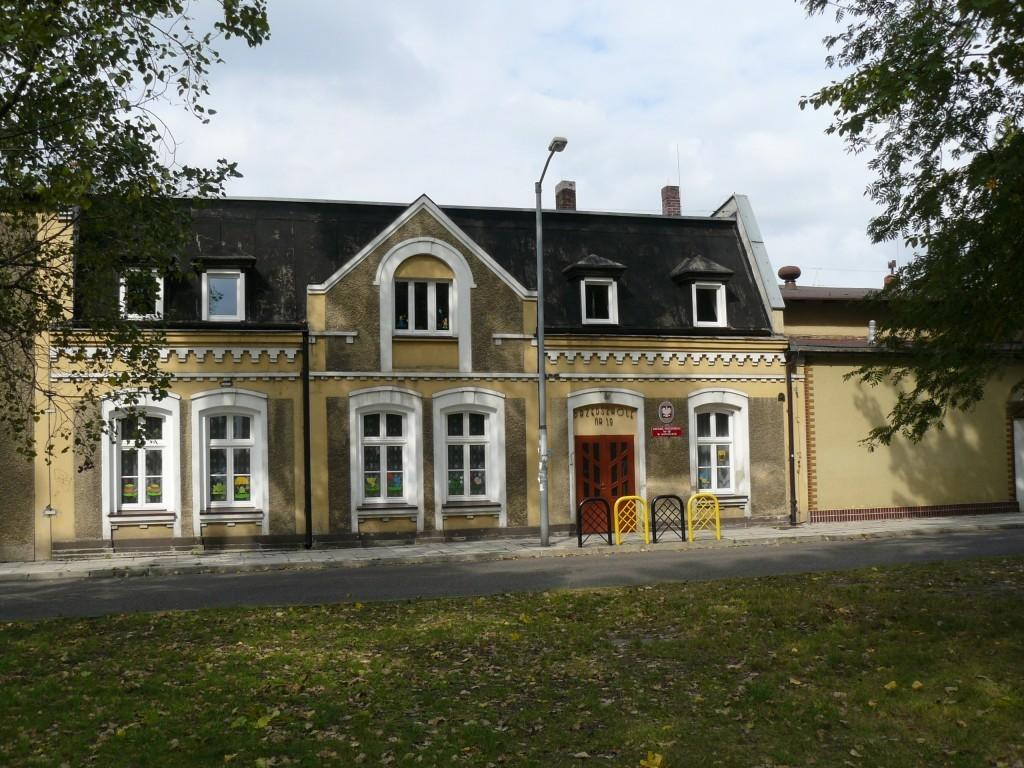
Gmach Miejskiego Przedszkola nr 19 w Zespole Szkolno-Przedszkolnym nr 6 (ul. K. Marcinkowskiego 17)

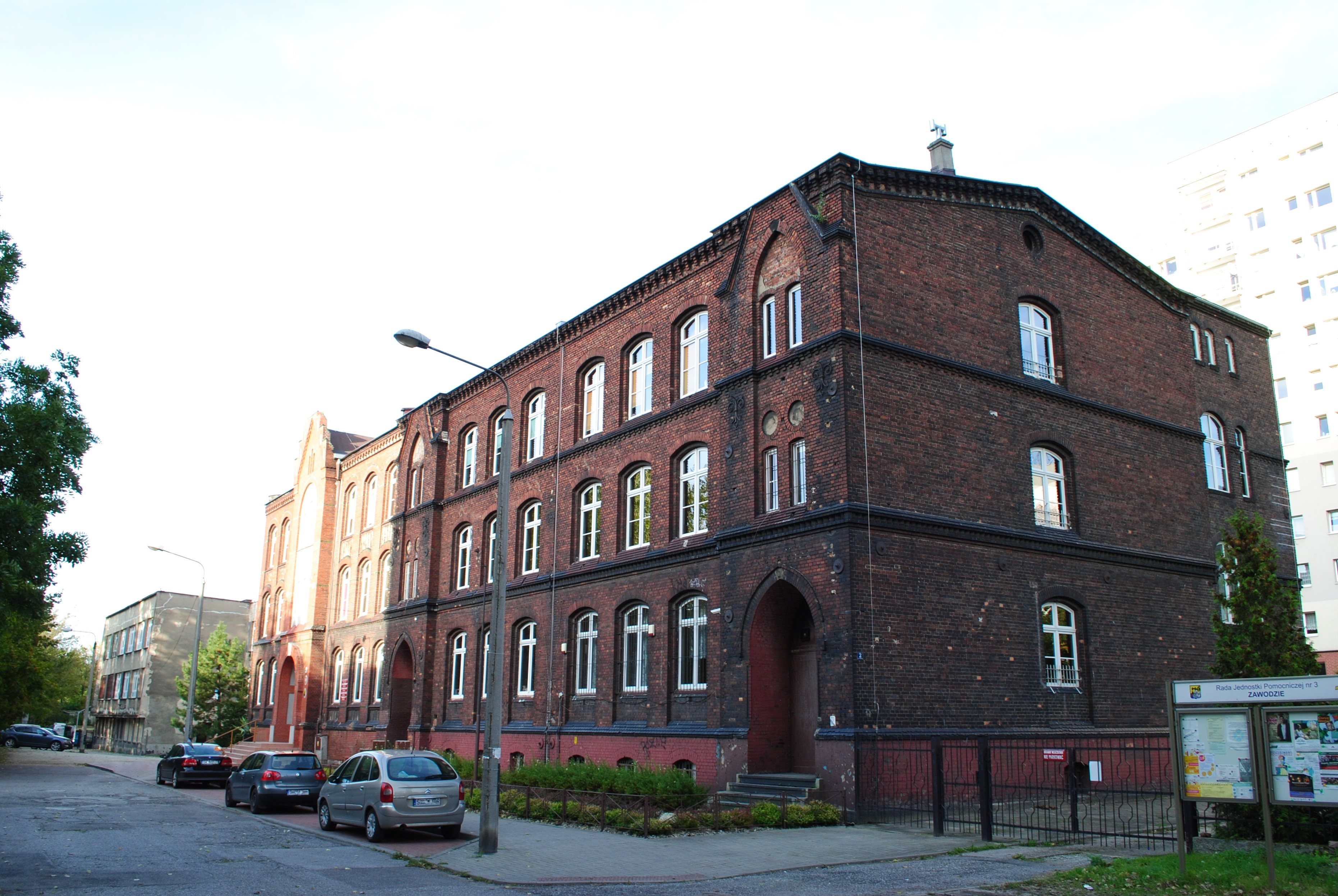
Zabytkowa zabudowa Zespołu Szkół nr 1 im. gen. J. Ziętka (ul. S. Staszica 2)

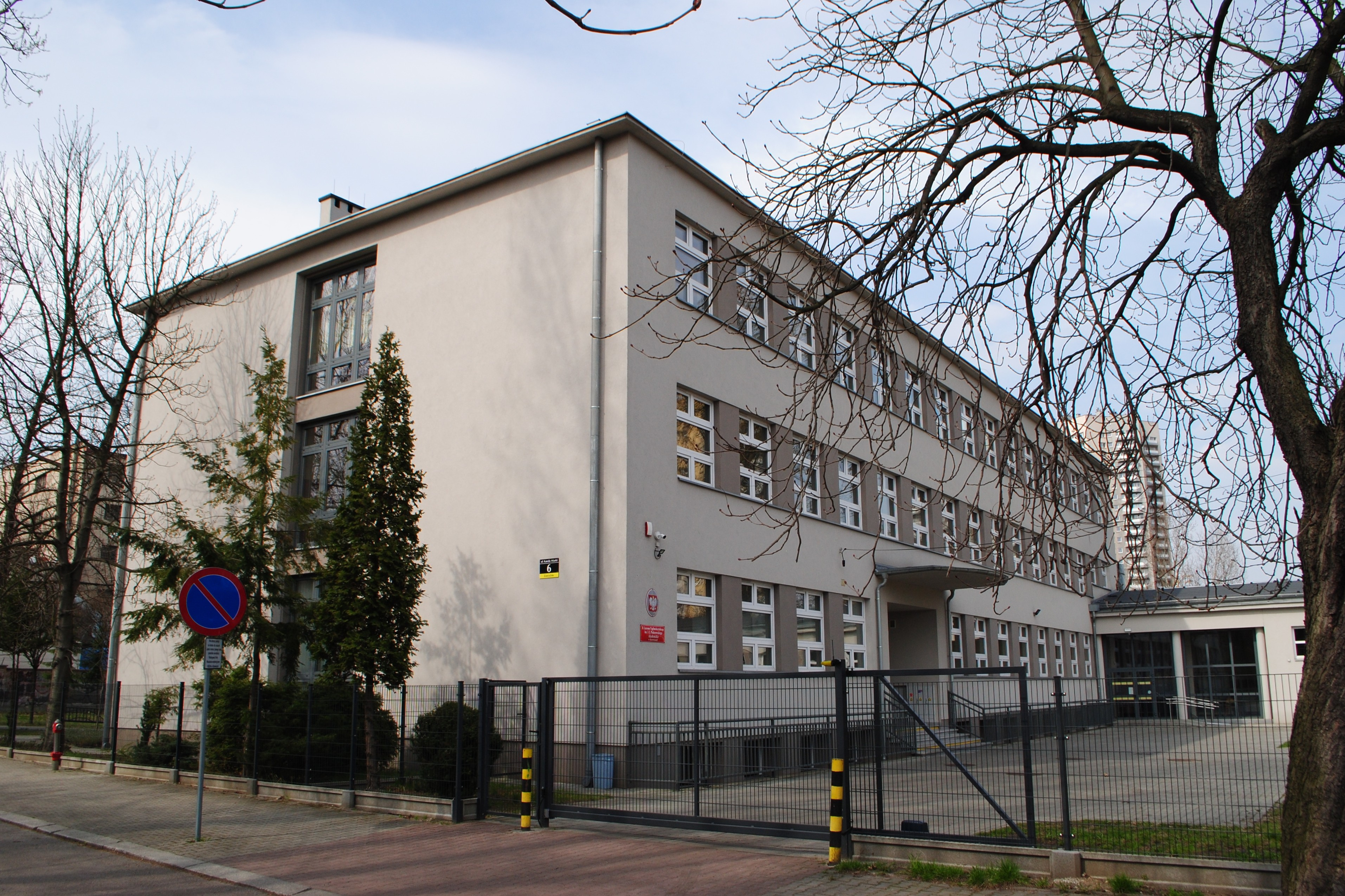
Gmach X Liceum Ogólnokształcącego im. Ignacego Jana Paderewskiego Akademickiego w Katowicach (ul. K. Miarki 6)

W maju 2022 roku na obszarze Zawodzia funkcjonowały następujące placówki oświatowe:
1. Żłobki:
  - Centrum Edukacji Małego Dziecka „Twórczy Zakątek” (ul. K. Marcinkowskiego 6c)[198],
  - Żłobek Miejski w Katowicach. Oddział Żłobka Miejskiego (ul. K. Marcinkowskiego 13)[199],
2. Przedszkola:
  - Miejskie Przedszkole nr 67 z Oddziałami Integracyjnymi w Katowicach (al. W. Roździeńskiego 88)[200],
  - Miejskie Przedszkole nr 74 w Katowicach (al. W. Roździeńskiego 96)[201],
  - Miejskie Przedszkole nr 95 w Katowicach (ul. Piaskowa 1)[202],
3. Zespoły placówek:
  - Zespół Szkolno-Przedszkolny nr 5 w Katowicach (al. W. Roździeńskiego 82)[203]:
    - Miejskie Przedszkole nr 6 w Katowicach,
    - Szkoła Podstawowa nr 2 im. Jana III Sobieskiego w Katowicach,

  - Zespół Szkolno-Przedszkolny nr 6 w Katowicach (ul. K. Marcinkowskiego 17)[204]:
    - Miejskie Przedszkole nr 19 w Katowicach,
    - Szkoła Podstawowa nr 31 im. Henryka Sienkiewicza w Katowicach,

  - Zespół Szkół nr 1 im. gen. J. Ziętka w Katowicach (ul. S. Staszica 2)[205]:
    - Branżowa Szkoła I Stopnia nr 9 w Katowicach,
    - Branżowa Szkoła I Stopnia nr 10 dla Niesłyszących i Słabo Słyszących w Katowicach,
    - Szkoła Podstawowa nr 16 w Katowicach,
    - Technikum nr 20 z Oddziałami Specjalnymi dla Niesłyszących i Słabo Słyszących w Katowicach,
    - Branżowa Szkoła II Stopnia nr 8 z Oddziałami Specjalnymi w Katowicach,
4. Szkoły średnie:
  - X Liceum Ogólnokształcące im. I.J. Paderewskiego Akademickie w Katowicach (ul. K. Miarki 6)[206],
5. Uczelnie wyższe:
  - Uniwersytet Ekonomiczny w Katowicach (ul. 1 Maja 50)[207].

Początki szkolnictwa w Zawodziu sięgają 1783 roku. Wówczas to utworzono, w pomieszczeniach gospody Weissenberga w rejonie obecnej ulicy 1 Maja, pierwszą szkołę powszechną. Na początku działalności uczęszczało do niej 170 uczniów. Pierwszą zaś placówką kształcenia zawodowego w Zawodziu była, powstała w 1907 roku, czteroklasowa Doszkalająca Szkoła Rzemieślniczo-Przemysłowa, utrzymywana przez gminę. Rok później uczęszczało do niej 143 uczniów. Wraz z rozwojem Zawodzia i wzrostem liczby mieszkańców zaszła potrzeba rozbudowy starej szkoły i budowy nowej placówki. W 1908 roku przy istniejącym gmachu powstał nowy budynek, w którym zainaugurowano szkołę ewangelicką, zaś w tym czasie w starym budynku mieściła się żeńska szkoła katowicka. Obie placówki działały do 1924 roku, kiedy to władze wojewódzkie w budynkach zorganizowały w ich miejsce Miejską Szkołę Handlową. Była to pierwsza tego typu szkoła w Katowicach, działająca do wybuchu II wojny światowej.

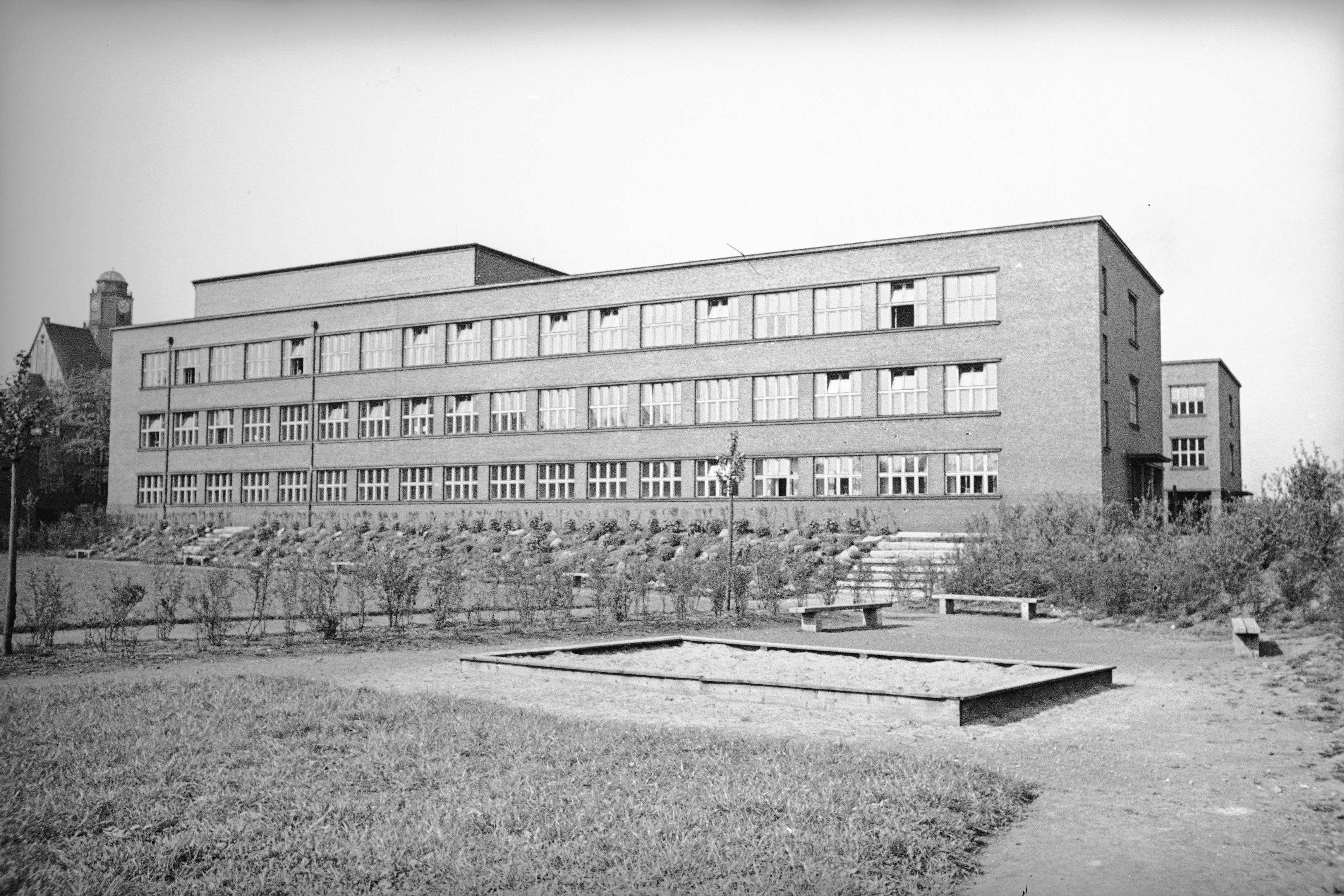
Budynek szkoły powszechnej nr 14 dla dziewcząt im. Królowej Jadwigi przy ulicy Bogucickiej w 1937 roku; po lewej widoczny fragment bogucicko-zawodziańskiego ratusza

W 1936 roku na terenie Zawodzia znajdowały się cztery placówki kształcenia podstawowego i jedna szkoła zawodowa. Dwie z nich mieściły się w gmachu przy ulicy S. Staszica z lat 1899–1908. Działała tam szkoła nr 16 im. Jana II Sobieskiego oraz szkoła mniejszościowa nr 17 im. Pawła Stalmacha. W 1931 roku przy ulicy Bogucickiej 4 powstał nowy gmach szkolny, w którym działały dwie nowe szkoły: nr 14 dla dziewcząt pod patronatem Królowej Jadwigi i 15 dla chłopców imienia króla Władysława II Jagiełły.
Po II wojnie światowej z zawodziańskich szkół funkcjonujących przed wojną jedynie Miejska Szkoła Handlowa nie wznowiła działalności. Szkoły nr 14 i 15 działały samodzielnie do 9 stycznia 1956 roku, a kolejnymi numerami – 15 i 16, nazwano szkoły przy ulicy S. Staszica 2, które połączono w 1962 roku i nadano jej imię Braci Smołków.

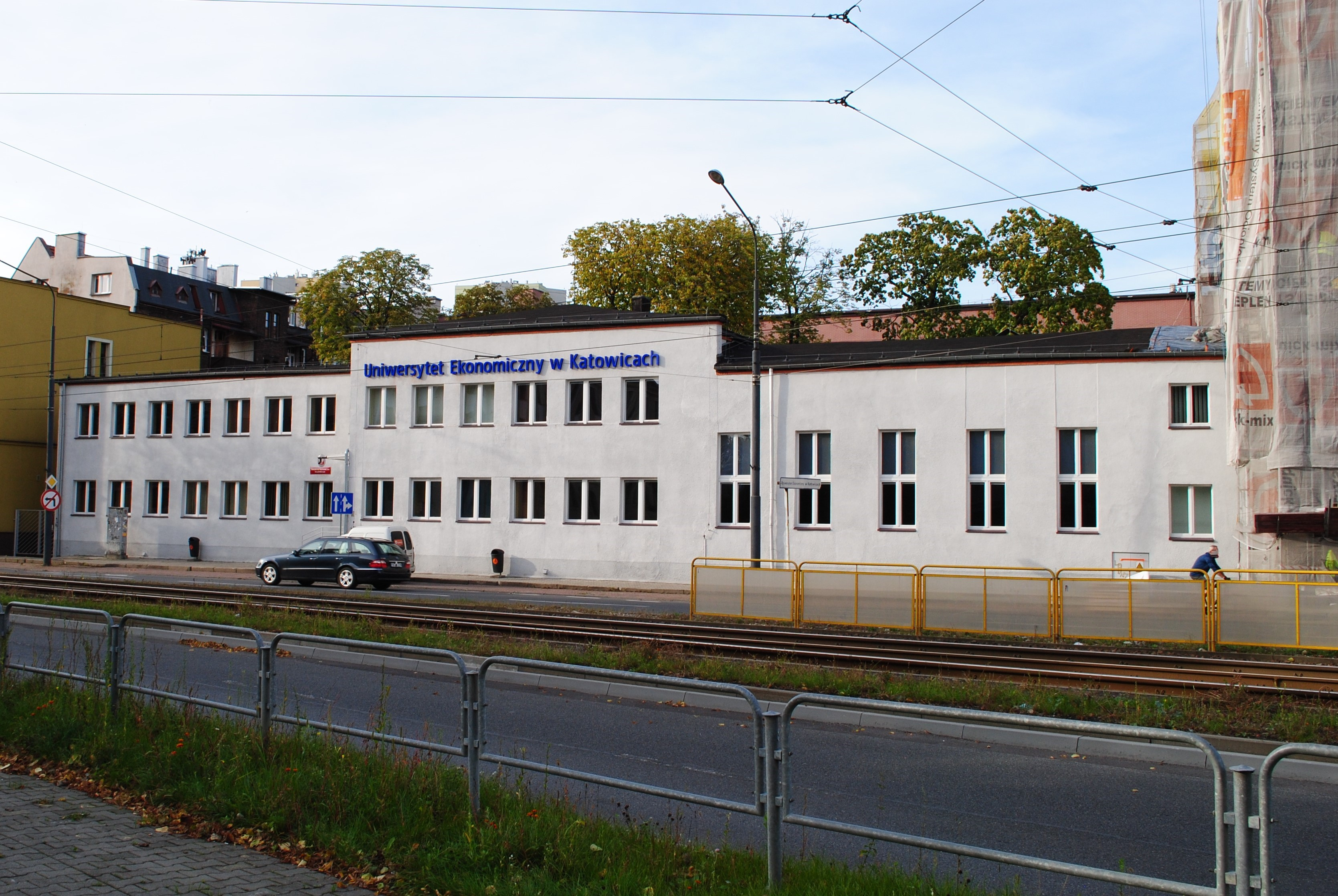
Budynek L Uniwersytetu Ekonomicznego (ul. 1 Maja 45)

W dniu 24 kwietnia 1949 roku dokonano uroczystego otwarcia budynku szkoły Towarzystwa Przyjaciół Dzieci, działającą po egidą towarzystwa do 1956 roku. W 1967 roku oddzielono szkołą podstawową i średnią, przenosząc szkołę podstawową do innego gmachu, zaś liceum nadano numer X. Od 1993 roku patronem X Liceum Ogólnokształcącego jest Ignacy Jan Paderewski, zaś w 2019 roku placówka zyskała status liceum akademickiego.
W 1963 roku powołano Szkołę Podstawową nr 31. W starym budynku szkolnym znajdowały się sale lekcyjne klas I-V, zaś klasy VI-VIII uczyły się w części gmachu zajmowanego przez Szkołą Podstawową nr 16 przy ulicy S. Staszica. Stara siedziba szkoły znajdowała się przy ulicy 1 Maja 80/81 (budynek wyburzono w 1976 roku), zaś w związku z przebudową układu komunikacyjnego w Zawodziu szkołę przeniesiono do budynku przy ulicy K. Marcinkowskiego 17. W 1979 roku na osiedlu W. Roździeńskiego powołano Szkołę Podstawową nr 2, której patronem został Jan III Sobieski.
W Zawodziu swoją siedzibę ma Uniwersytet Ekonomiczny w Katowicach. W dniu 19 lutego 1949 roku dotychczasowe Wyższe Studium Nauk Społeczno-Gospodarczych upaństwowiono, powołując Państwową Wyższą Szkołę Administracji Gospodarczej. Z uwagi na wzrost liczby studentów, władze Katowic przekazały gmach dawnego ratusza gminy Bogucice-Zawodzie przy ulicy 1 Maja oraz budynek szkolny przy ulicy Bogucickiej do nauczania akademickiego. Szkoła rozpoczęła swoją działalność w nowych obiektach w roku szkolnym 1946/1947, zaś wokół tych budynków w latach 70. i 80. XX wieku rozwinął się kompleks akademicki uczelni. Uczelnię w dniu 11 lipca 1950 roku przekształcono w Wyższą Szkołę Ekonomiczną, w 1972 roku szkoła zyskała patrona – Karola Adamieckiego, zaś w 1974 przemianowano uczelnię na Akademię Ekonomiczną. Szkoła ta stała się Uniwersytetem Ekonomicznym na mocy uchwały Rady Ministrów 1 września 2010 roku.

## Bezpieczeństwo publiczne i socjalne
Zawodzie pod względem współczynnika przestępczości w 2007 roku było zaraz po Śródmieściu drugą najniebezpieczniejszą dzielnicą Katowic. Współczynnik ten w 2007 roku wynosił 3,53 zdarzeń na 100 mieszkańców dzielnicy, zaś średnia dla całych Katowic wynosiła wówczas 3,08 przestępstw. W przeciągu lat 2004–2007 współczynnik ten zmalał z poziomu 6,11 w 2004 roku. W 2013 roku w Zawodziu odnotowano 365 przestępstw, co dało wówczas 29 zdarzeń na 1000 mieszkańców. W tym czasie doszło do 12 rozboi, i 10 wybryków chuligańskich. Tereny Zawodzia są objęte przez położony w sąsiednim Śródmieściu Komisariat I Policji w Katowicach przy ulicy Żwirki i Wigury 28. Według przeprowadzonych w 2011 roku badań sondażowych, 41,0% respondentów z Zawodzia wskazało, że czuje się bezpiecznie w swojej dzielnicy, zaś 45,8% było przeciwnego zdania.
W 2007 roku na terenie dzielnicy doszło do 31 wypadków komunikacyjnych. Do miejsc, gdzie notuje się najwięcej kolizji drogowych w Zawodziu należą: aleja W. Roździeńskiego oraz ulica 1 Maja.
Ochronę przeciwpożarową w zachodniej części Zawodzia zapewnia położona w Śródmieściu Jednostka Ratowniczo-Gaśnicza nr 3 Centrum Komendy Miejskiej Państwowej Straży Pożarnej w Katowicach przy ulicy Wojewódzkiej 11.
Przy ulicy B. Czecha 2 działa Terenowy Punkt Pomocy Społecznej nr 6 Miejskiego Ośrodka Pomocy Społecznej w Katowicach, obejmujący swoim zasięgiem Zawodzie, wschodnią cześć Bogucic oraz Dąbrówkę Małą. Pod koniec 2013 roku z powodu ubóstwa korzystało z pomocy MOPS-u 245 rodzin Zawodzia, a łącznie rodzin korzystających w tym czasie z pomocy społecznej były 393.
W ramach projektu „Centra Społecznościowe w Śródmieściu i Zawodziu” powstało Centrum Społecznościowe w Zawodziu, realizowane w partnerstwie przez: Miasto Katowice – Miejski Ośrodek Pomocy Społecznej, Stowarzyszenie na Rzecz Rozwoju Społeczności Lokalnej „Mocni Razem” oraz Katowickie Stowarzyszenie Na Rzecz Osób Starszych, Niepełnosprawnych i Oczekujących Wsparcia „Opoka”. Głównym celem projektu jest objęcie wszelkim wsparciem mieszkańców Zawodzia i Szopienic, a także zwiększenie ich aktywności społecznej.

## Kultura

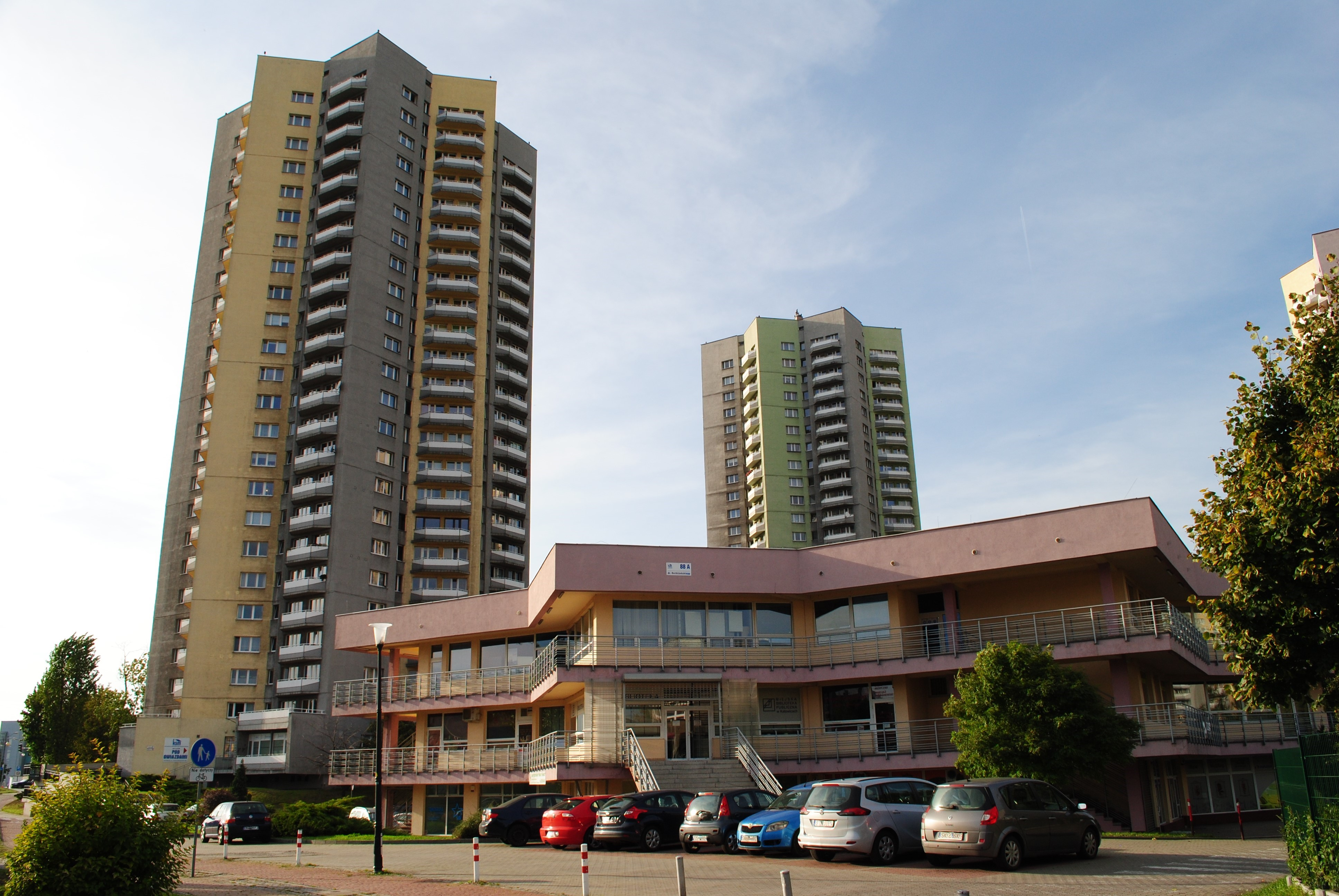
Fragment osiedla im. Walentego Roździeńskiego; na pierwszym planie Filia nr 24 Miejskiej Biblioteki Publicznej w Katowicach (al. W. Roździeńskiego 88a)

Na terenie Zawodzia prawdopodobnie pierwszą placówką kulturalną było kino „Atlantis”, które od 1932 roku korzystało z pochodzącej z 1899 roku sali w restauracji Besucha przy dzisiejszej ulicy 1 Maja. Kino w późniejszym czasie zmieniało właścicieli i nazwę, a działało ono do 1945 roku. W okresie przedwojennym w Katowicach spektakle teatralne przedstawiała m.in. pochodząca z Zawodzia grupa „Gwiazda”.
Prawdopodobnie najstarszym chórem świeckim na terenie współczesnych Katowic było założone w II połowie 1894 roku przez młodzież z Bogucic, Dąbrówki Małej i Zawodzia, Towarzystwo Śpiewacze „Lutnia” (od 1898 roku – Towarzystwo Dobroczynności). Do I wojny światowej działał w Zawodziu założony w 1909 roku chór Towarzystwa Śpiewaczego, który funkcjonował do 1926 roku, zaś w 1919 roku powołano chór im. A. Mickiewicza, działający do 1956 roku. Drugi z chórów, a także Chór Męski przy hucie „Ferrum”, działający w latach 1934–1939 i Chór Żeński przy Fabryce Porcelany (lata działalności 1926–1927) należały do grupy dużych zespołów, liczące od 100 do 300 osób. Zrzeszone były one w Stowarzyszeniu Śpiewaków Śląskich.

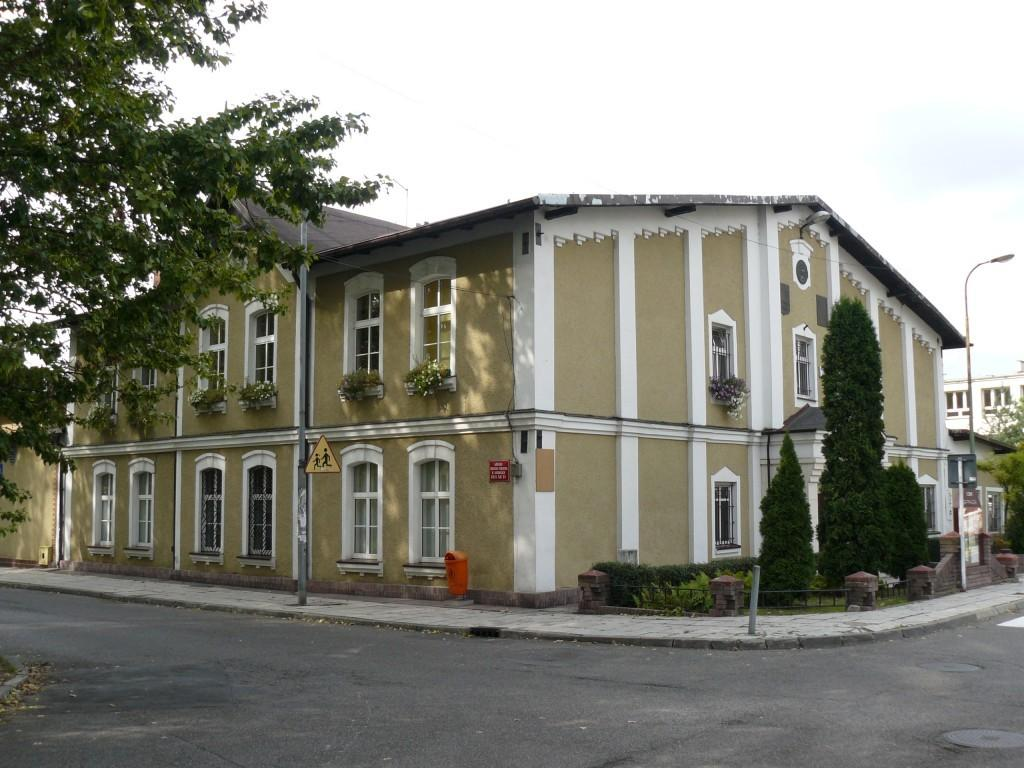
Siedziba Działu „Zawodzie” Miejskiego Domu Kultury „Bogucice-Zawodzie”, a także Filii nr 31 Miejskiej Biblioteki Publicznej w Katowicach (ul. K. Marcinkowskiego 13)

W latach międzywojennych działały następujące zespoły: Towarzystwa Mandolinistów „Halka i Jaskółka” oraz chór żeński Fabryki Porcelany „Giesche”. W Zawodziu drukowano, przy ówczesnej ulicy Krakowskiej 46 (obecna ulica 1 Maja), dwutygodnik ilustrowany „Strzecha Rodzinna”. W 1928 (bądź już w 1919) roku w Zawodziu powołano Towarzystwo Czytelni Ludowych w Zawodziu. Siedziba czytelni TCL mieściła się w Domu Ludowym. W Zawodziu filia biblioteczna Towarzystwa Czytelni Ludowych 1935 roku posiadała 1071 tomów, a w tym czasie korzystało z niej 147 czytelników.
Po 1945 roku zawodziańska działalność kulturalna zyskała wsparcie w postaci państwowego mecenatu. Po II wojnie światowej działalność wznowił chór im. A. Mickiewicza. W 1949 roku chór udzielił 93 lekcje, 3 koncerty i 5 przedstawień, a w tym czasie liczył on 160 członków. Po śmierci Józefa Stalina chór został zmuszony do zawieszenia działalności.
W 1945 roku w budynku przy ulicy K. Marcinkowskiego 13 rozpoczęła działalność świetlica zakładowa huty „Ferrum” oraz świetlica dziecięca. W latach 1971–1991 instytucja działała jako Zakładowy Dom Kultury. Realizowano w nim różnego typu działalność kulturalno-oświatową. W grudniu 1991 roku majątek huty „Ferrum” niezwiązany z produkcją przekazano miastu Katowice. Uchwałą Rady Miasta w dniu 1 stycznia 1992 roku powołano do życia Miejski Dom Kultury „Zawodzie”, w którym działa także filia Miejskiej Biblioteki Publicznej w Katowicach – nr 31. Druga z zawodziańskich filii – 24, znajduje się przy alei W. Roździeńskiego 88a. W 2002 roku do MDK „Zawodzie” dołączono filię w Bogucicach, zaś od 2010 roku działa pod nazwą MDK „Bogucice-Zawodzie”. Dom kultury prowadzi szeroką działalność kulturalno-oświatową, rozrywkową i gastronomiczną dla dzieci, młodzieży i dorosłych. Prowadzone są m.in. sekcje i koła: teatralne i muzyczne, a także tańca, nauki gry na instrumentach czy grupy seniorów. Przy Dziale „Zawodzie” Miejskiego Domu Kultury „Bogucice-Zawodzie” działa także Grupa Malarska Zawodzie. Jest to grupa licząca około 20 członków, tworzących szereg obrazów, a każdy z artystów posiada swój własny styl malarski.
Przy ulicy Racławickiej 13 działa także Klub Katowickiej Spółdzielni Mieszkaniowej „Trzynastka”. Nazwę klubu wybrały dzieci, a pochodzi ona od adresu klubu. Przy Katowickiej Spółdzielni Mieszkaniowej klub działa od 1980 roku. Współcześnie klub prowadzi szeroką działalność kulturalną, oświatową i wychowawczą dla wszystkich grup wiekowych. Działają tutaj przede wszystkim sekcje sportowe oraz Klub Seniora. Przy Uniwersytecie Ekonomicznym w Katowicach działał także Klub Studencki „Arkada”. Został on założony w październiku 1994 roku. Klub był organizatorem szeregu imprez kulturalno-rozrywkowych, w tym koncertów, wieczorów poezji śpiewanej, wystaw czy też imprez charytatywnych.

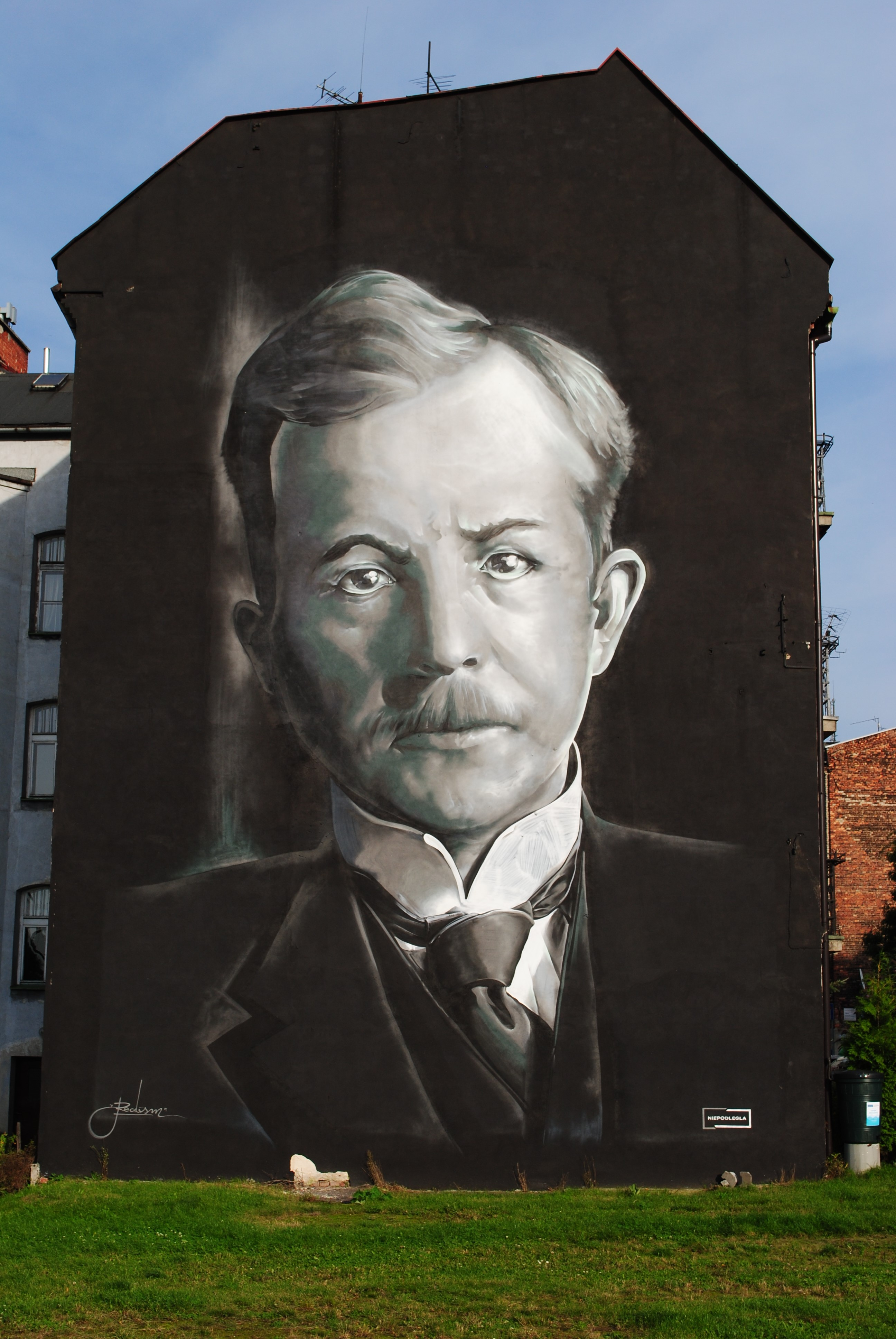
Ściana kamienicy przy ulicy M. Reja 6 z muralem przedstawiającym Wojciecha Korfantego

W listopadzie 2020 roku władze miasta zainicjowały powstanie szlaku katowickich murali, z czego najwięcej powstało w ramach poszczególnych edycji Katowice Street Art Festival. W granicach dzielnicy Zawodzie, według stanu z połowy maja 2022 roku, znajdują się następujące murale:
- Przejście podziemne pod aleją W. Roździeńskiego na granicy Zawodzia i Bogucic – mural przedstawiający Jerzego Kukuczkę, będący częścią projektu Tajemniczy Ogród; powstał w 2011 roku na zlecenie Katowic Miasta Ogrodów, a autorem jest Jerzy Rojkowski[238],
- Ul. S. Czarnieckiego 3 – mural powstały w ramach projektu Plac na Glanc w 2015 roku; autorem jest Paweł Ryszko[239],
- Ul. Graniczna 13 – mural przedstawiający Jana Furtoka – piłkarza GKS-u Katowice; mural powstał w 2021 roku z inicjatywy Stowarzyszenie Kibiców GKS-u Katowice „SK 1964”[240],
- Ul. 1 Maja 7 – mural prezentujący sterowiec lecący w stronę Doliny Trzech Stawów oraz wodospad kierujący wodę na ulicę 1 Maja; dzieło warszawskiej agencji Good Looking z 2015 roku[241],
- Ul. 1 Maja 53 – mural nawiązujący do odbywających się corocznie w Katowicach rozgrywek e-sportowych Intel Extreme Masters; autorką jest Mona Tusz, a mural powstał w 2021 roku[242],
- Ul. 1 Maja 87 – mural autorstwa Juliana Jakuba Ziółkowskiego z 2012 roku[243],
- Ul. 1 Maja 154 – mural z 2021 roku autorstwa Pawła Ryżko i Karola Kobrynia, powstały w 2021 roku w ramach projektu „Zawodzie jest w modzie”, wybranego do realizacji w ramach katowickiego Budżetu Obywatelskiego[244],
- Ul. K. Marcinkowskiego 13 – jeden z murali społecznych stworzonych przez mieszkańców Katowic pod opieką Małgorzaty Norek; powstał w 2021 roku[245],
- Ul. Porcelanowa 23b – dwa murale z 2018 roku; lewy, autorstwa Artura Wabika nawiązuje do historycznych wzorów porcelanowych figurek przedstawiający koty; prawy jest dziełem Milo Banachowicza i Miłosza Konieczko i przedstawia geometryczne wzory[246][247],
- Ul. M. Reja 6 – mural przedstawiający Wojciecha Korfantego, powstały w 2018 roku przez Wojciecha Walczyka z okazji 100-lecia jego wystąpienia w Reichstagu[248].

## Religia

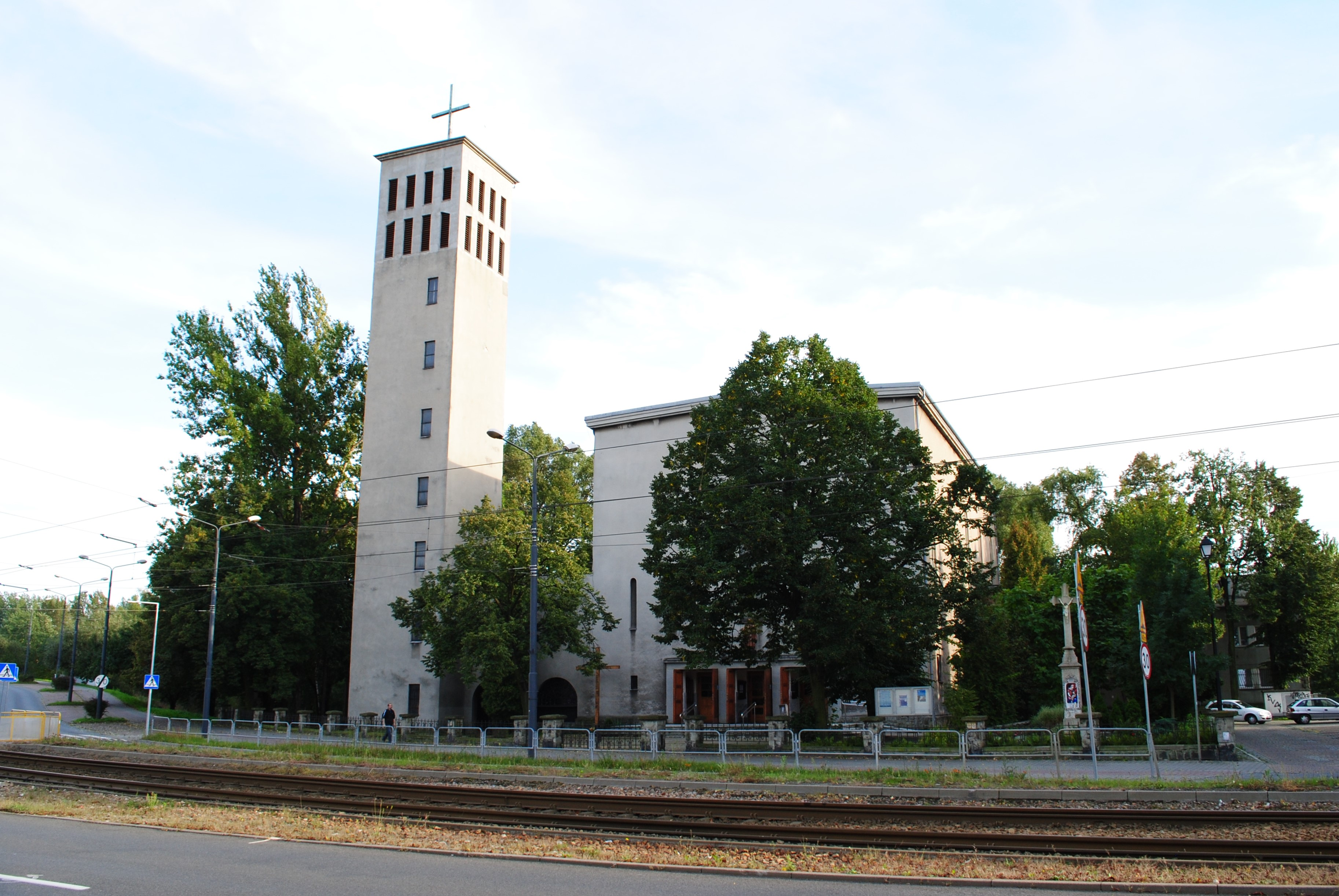
Kościół parafialny parafii Opatrzności Bożej (ul. 1 Maja)

Największą wspólnotą wyznaniową w Zawodziu jest kościół rzymskokatolicki. W dzielnicy działa parafia Opatrzności Bożej z siedzibą przy ulicy 1 Maja 52. Parafia obejmuje swoim zasięgiem Zawodzie wraz z częścią osiedla W. Roździeńskiego. Parafia w Zawodziu przynależy do dekanatu Katowice-Śródmieście archidiecezji katowickiej. W parafii działają liczne grupy duszpasterskie, w tym duszpasterstwo zawodów z różnych branż. W 2019 roku w zawodziańskim kościele udzielono 70 chrztów, 10 ślubów i 159 pogrzebów. Średnio co tydzień na niedzielne Msze św. uczęszczało 1700 wiernych.

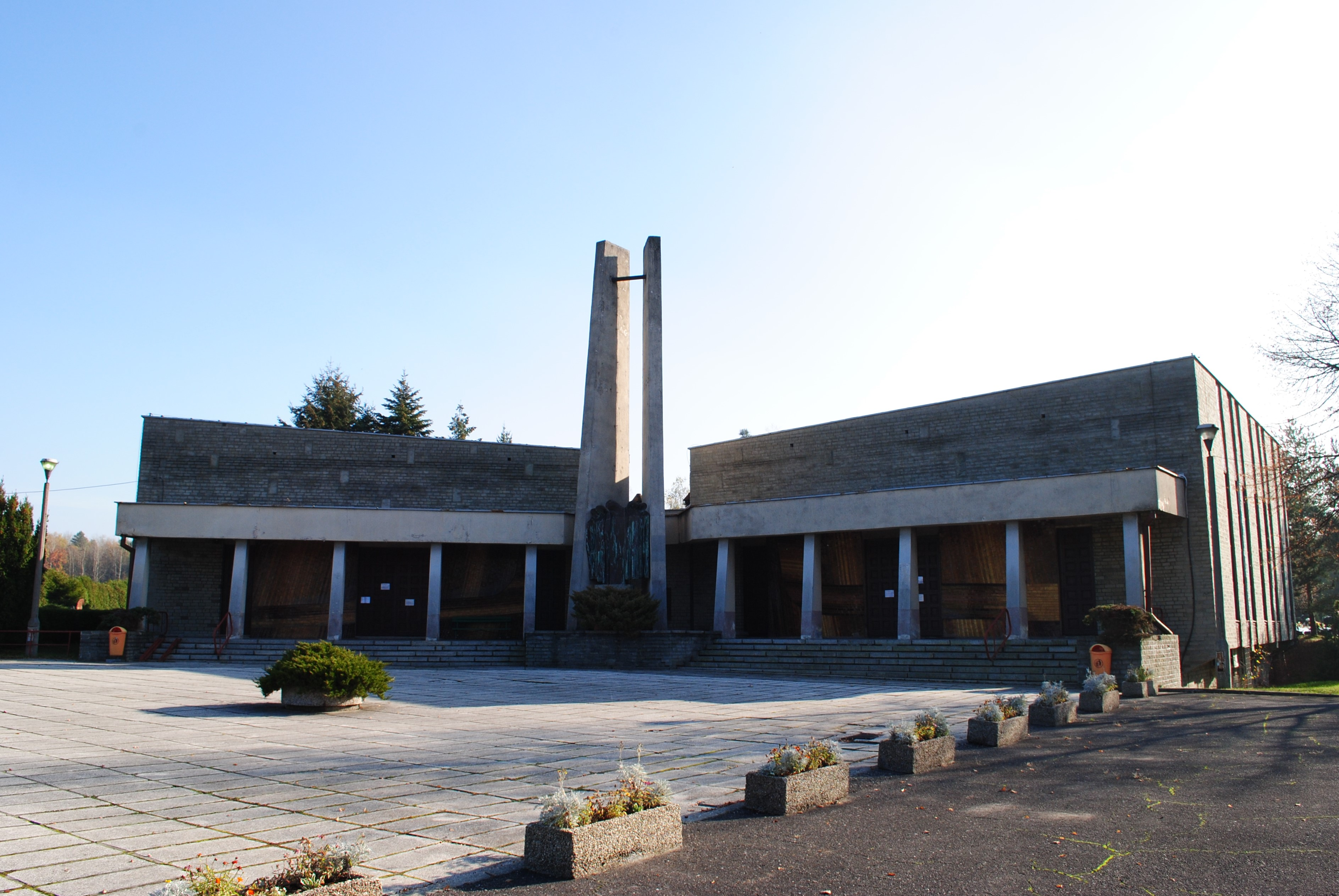
Budynek na terenie Centralnego Cmentarza Komunalnego

Pierwotnie rzymskokatoliccy wierni z Zawodzia przynależeli do najstarszej na terenie Katowic parafii bogucickiej. Do utworzenia zawodziańskiej parafii i budowy kościoła parafialnego skierowano księdza Antoniego Lindnera. Lokalię obejmującą wiernych na terenie Zawodzia wydzielono z parafii bogucickiej 1 stycznia 1927 roku. Nowa lokalia objęła obszar na południe od Rawy i na wschód od ulicy Granicznej, włączając w niego wiernych także z kolonii Amandy i kolonii Zuzanny. Kościół tymczasowy dla wiernych nowej lokalii urządzono w 1930 roku w sali tanecznej Jana Prosza, zwanej „u Szwedy” w nieistniejącym współcześnie budynku przy ulicy Murckowskiej 2. Służyła ona jako świątynia przez 18 miesięcy. Kościół parafialny pw. Opatrzności Bożej wybudowano w latach 1930–1931. W sierpniu 1931 roku w kościele odbywały się prace wykończeniowe, zaś z bogucickiej kaplicy cmentarnej do Zawodzia przeniesiono ołtarz. W sierpniu 1948 roku rozpoczęto budowę probostwa, zaś 20 grudnia 1957 roku lokalie podniesiono do rangi parafii.
W pierwszych latach powojennych w Zawodziu mieszkało także co najmniej 450 wiernych kościoła greckokatolickiego oraz kilku wiernych cerkwi prawosławnej.

### Cmentarze
Przy ulicy Murckowskiej znajduje się największa obszarowo nekropolia w Katowicach – Centralny Cmentarz Komunalny. Powierzchnia cmentarza wynosi 30,5 ha i posiada kwaterę dla nieznanych osób, dom przedpogrzebowy, prosektorium oraz kostnicę. Opiekę nad cmentarzem sprawuje zawodziańska parafia Opatrzności Bożej.

## Sport i rekreacja

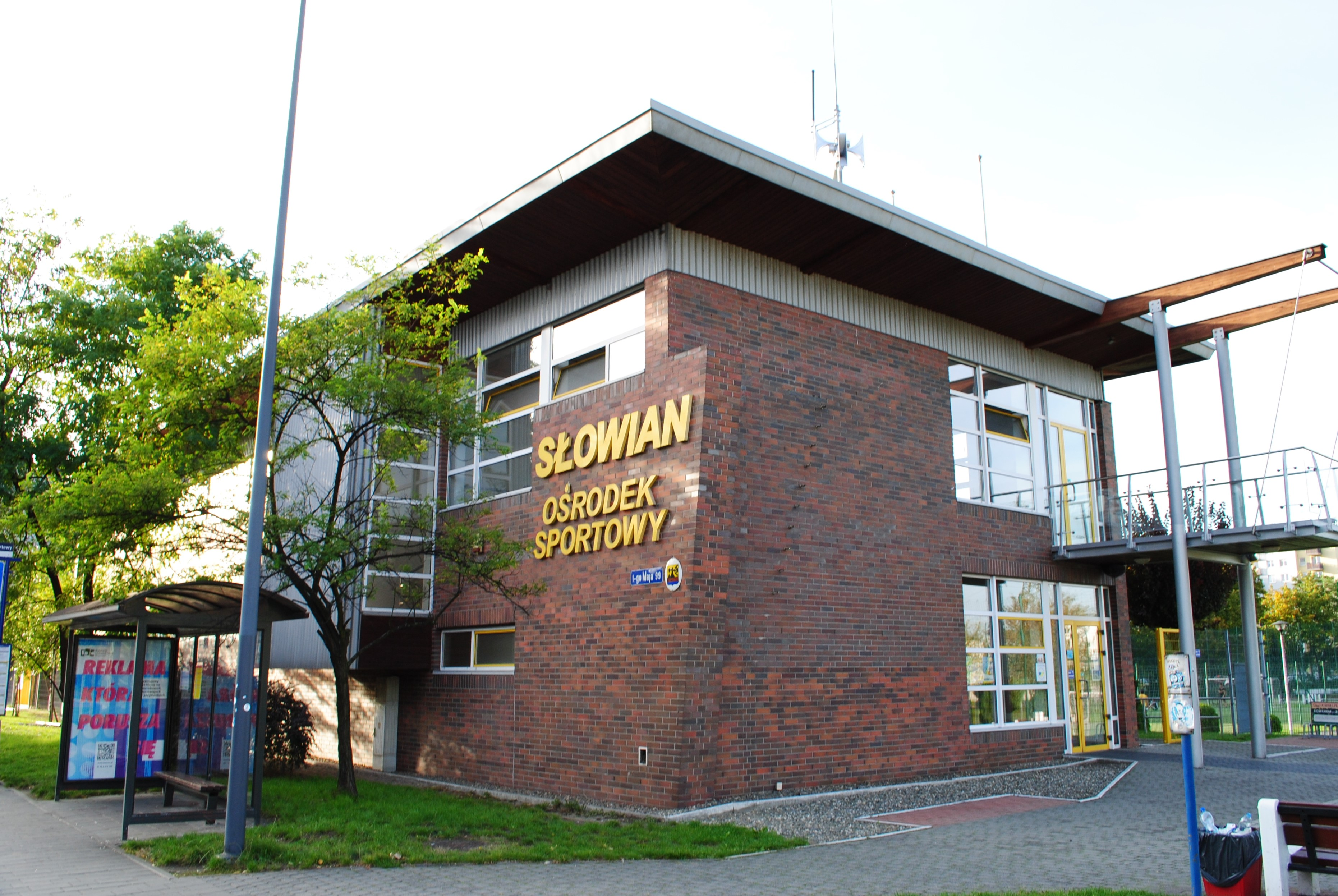
Zabudowa Ośrodka Sportowego „Słowian” (ul. 1 Maja 99)

Pierwszym obiektem sportowym w Zawodziu, a drugim we współczesnych granicach Katowic, była strzelnica sportowa. Została ona wybudowana w 1878 roku przy obecnej ulicy 1 Maja 45 i utrzymywana była najpierw przez gminę Bogucice, a potem przez miasto Katowice. Pierwotnie strzelnicę użytkowała niemiecka Gildia Strzelecka w Katowicach, zaś w latach 1926–1928 Kurkowe Bractwo Strzeleckie w Katowicach. Po przebudowie gmach stał się Domem Ludowym w Katowicach-Zawodziu, a swoje siedziby miały tam liczne organizacje.
Organizacje o charakterze sportowo-rekreacyjnym rozwijały się szczególnie intensywnie w latach dwudziestych i trzydziestych XX wieku. W tym czasie działały następujące kluby sportowe: „Siła”, „Słowian”, „Powstaniec”, Towarzystwo Cyklistów „Strzała” czy klub hokejowy „Silesia”. Łącznie w latach 1922–1939 działało 13 organizacji sportowych.
Klub Sportowy „Słowian” został założony w 1924 roku przez pracowników huty „Ferrum”. Posiadał on jedynie sekcję piłki nożnej, która w 1926 roku rozpoczęła rozgrywki o mistrzostwo klasy „C”. W 1931 roku pierwsza drużyna awansowała do Ligi Śląskiej. W 1939 roku klub połączył się z KS „Pogoń” Katowice. Klub Sportowy „Powstaniec” został założony w 1926 roku i uprawiono w nim ciężką atletykę: boks, zapasy i podnoszenie ciężarów. Największe sukcesy odnosiła dwójka sztangistów „Powstańca”: Karol Rychlik i Józef Szwarc, którzy zdobyli Mistrzostwo Polski w swojej dziedzinie. Klub w 1929 roku połączono z Towarzystwem Gimnastycznym „Sokół II” w Katowicach.
Po II wojnie światowej, w latach 1945–1949 działało łącznie pięć klubów sportowych w Zawodziu, w których uprawiono piłkę nożną. Były to kluby: „Atom” Fabryka Chemiczna (założony przy Fabryce Chemicznej „Giesche” w dniu 30 września 1946 roku; w sierpniu 1948 roku dokonał fuzji z RKS „Naprzód” Szopienice), „Ferrum 1945” huta „Ferrum”, Hutniczy Klub Sportowy Huta „Kunegunda”, „Katowiczanka” (klub założony w 1946 roku; w dniu 15 lipca 1949 roku połączył się z klubami RKS Siła Giszowiec i KS „Naprzód” Janów) i „Silesia” Fabryka Porcelany „Giesche”.

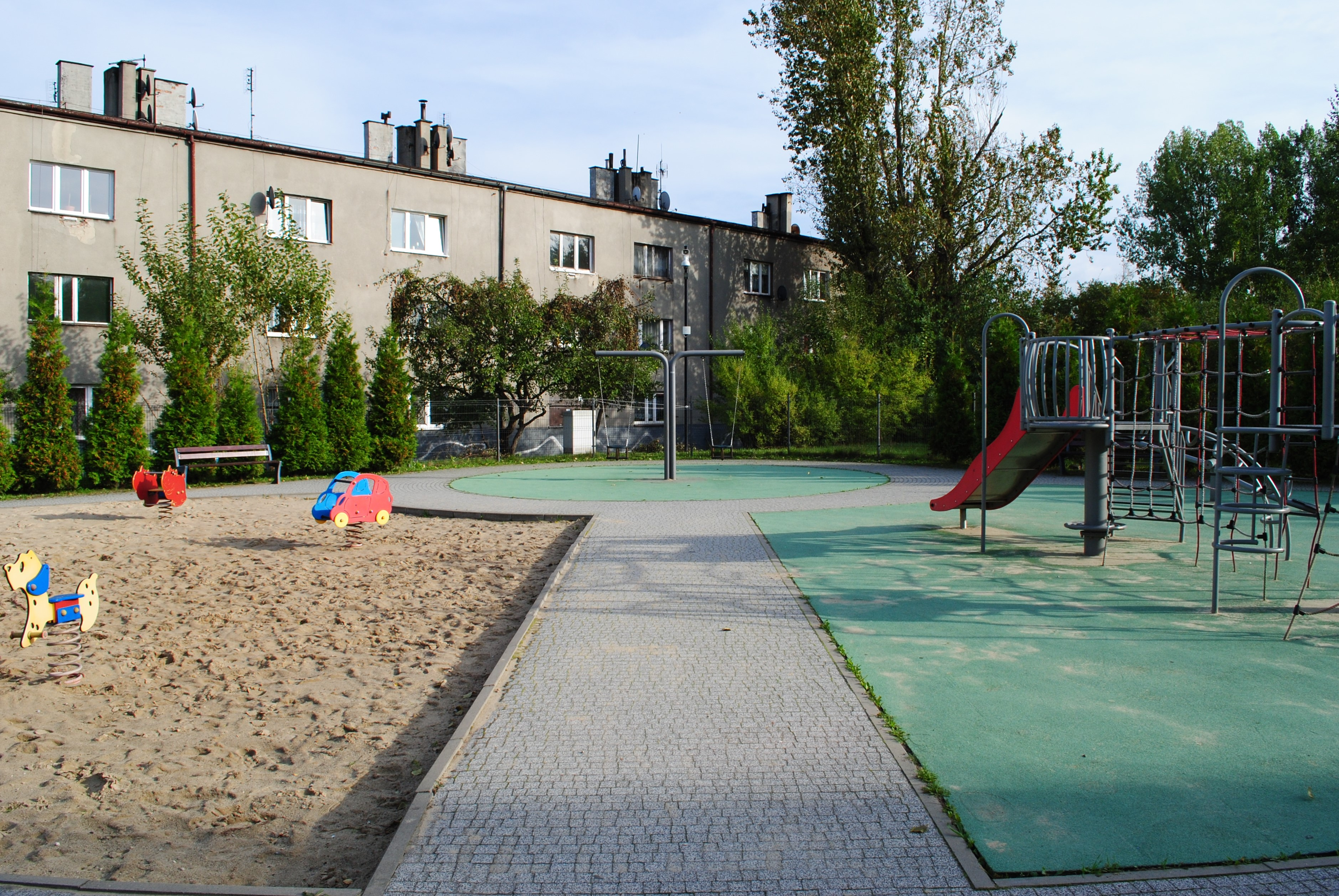
Plac zabaw w rejonie ulicy Cynkowej i ulicy 1 Maja

W okresie powojennym pionierską rolę w rozwoju sportu akademickiego miał, mający swoją siedzibę od 1 czerwca 1946 roku w dawnym ratuszu, Klub Sportowy Akademickiego Związku Sportowego. Był to wówczas jedyny wielosekcyjny klub w Zawodziu, w którym powstały sekcje: piłki ręcznej, piłki nożnej, lekkiej atletyki, boksu, szermierki, narciarstwa, sportów wodnych, tenisa oraz sekcja motorowa. W 1948 roku szczypiorniści AZS-u awansowali do I ligi, zaś w latach 1962–1966 w I lidze występował żeński zespół KS „Słowian”. W 1970 roku powstał klub AZS Zarząd Środowiskowy, zrzeszający sportowe środowisko akademickie Katowic, w tym Akademii Ekonomicznej im. K. Adamieckiego, a nowy klub miał swoją siedzibę przy ulicy Mikołowskiej. Klub uczelniany w Zawodziu reaktywowano w 1982 roku.
W 2002 roku w miejscu dawnego obiektu KS „Słowian” Katowice powstał Ośrodek Sportowy „Słowian”, który jest administrowany przez katowicki Miejski Ośrodek Sportu i Rekreacji. W obiekcie tym znajduje się: boisko treningowe do gry w piłkę nożną, wielofunkcyjne boiska tartanowe i dwa korty tenisowe. W 2007 roku działały w Zawodziu cztery kluby sportowe.
Na terenie dzielnicy znajdują się następujące obiekty sportowo-rekreacyjne:
- Ośrodek Sportowy „Słowian” (ul. 1 Maja 99)[263],
- Korty tenisowe (ul. 1 Maja 99)[263],
- Pływalnia Uniwersytetu Ekonomicznego (ul. 1 Maja 50)[264].